# Oberklasse

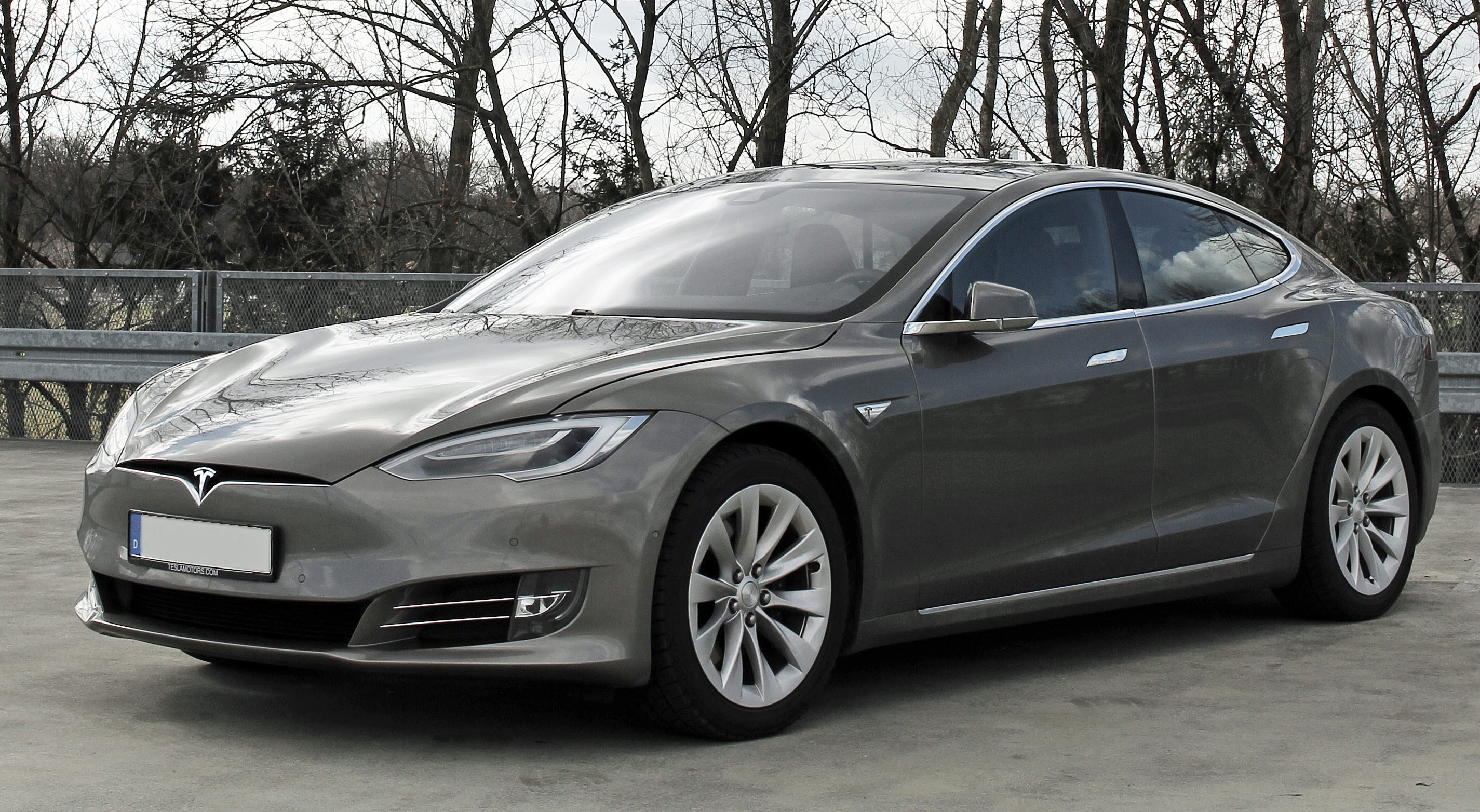
Tesla Model S, meistverkauftes Auto der Oberklasse in Europa und USA 2017

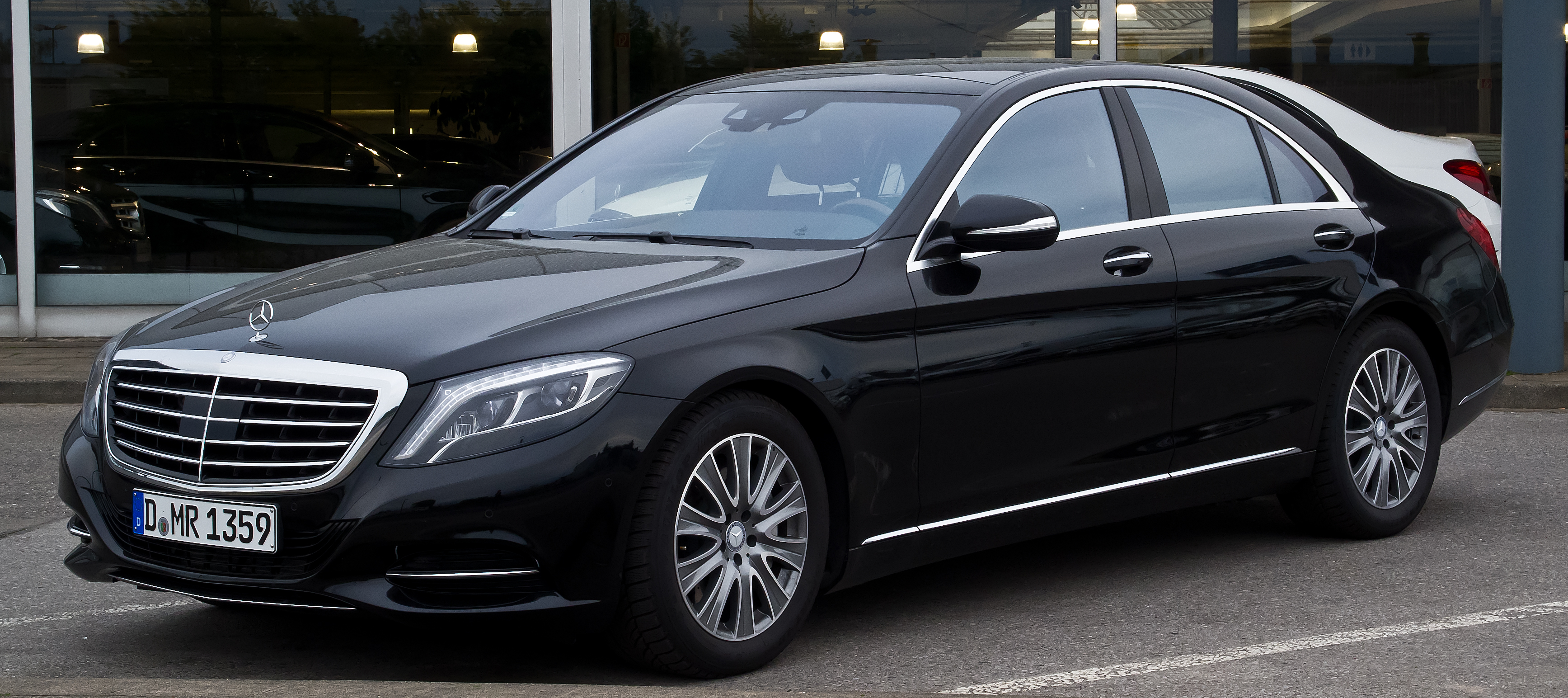
Mercedes-Benz S-Klasse, meistverkauftes Auto der Oberklasse weltweit 2017

Oberklasse ist die Bezeichnung für das höchste PKW-Segment des Kraftfahrt-Bundesamtes. In den Fahrzeugsegmenten der Europäischen Kommission nennt sich dieses Segment Luxusklasse bzw. F-Segment; Oberklasse bezeichnet dort die obere Mittelklasse im Sinne des Kraftfahrt-Bundesamtes. Diese Klasse enthält große, komfortable, leistungsstarke und meist sehr teure PKW. Die US-amerikanischen Full-Size Cars entsprechen der Oberklasse in der Größe, aber nicht zwingend in Motorisierung und Ausstattung.
In dieser Klasse wurden früher fast nur Limousinen, Coupés und Cabriolets angeboten, kaum Kombis. Neuerdings werden vermehrt auch Oberklasse-SUVs produziert. Viele Fahrzeuge sind im Laufe der Zeit immer größer und stärker motorisiert worden; die Beschreibung einer Fahrzeugklasse ist deshalb eine Momentaufnahme.
2017 war das batterieelektrisch angetriebene Tesla Model S der meistverkaufte Oberklasse-PKW in Europa und in den USA.
2017 war die Mercedes-Benz S-Klasse der meistverkaufte Oberklasse-PKW weltweit.
Zahlreiche Fahrerassistenzsysteme, die bei ihrer Einführung zunächst nur in Oberklasse-PKW erhältlich waren, sind seit langem auch in anderen Fahrzeugklassen erhältlich, Standard oder sogar Vorschrift, zum Beispiel
- Airbag
- Antiblockiersystem (ABS), ESP, Bremsassistent
- Ultraschall (Einparkhilfe)
- Radar (Spurwechselassistent, Abstandsregeltempomat)
- Lidar (Totwinkel-Überwachung, automatischer Abstandswarner, Pre-Crash und Pre-Brake)
- Kamera (Spurverlassenswarnung, Verkehrszeichenerkennung, Spurwechselassistent, Totwinkel-Überwachung, Notbremssystem zum Fußgängerschutz)
- Reifendruckkontrollsystem, Abstandsregeltempomat (ACC), Adaptiver Fernlichtassistent

## Geschichte
In der frühen Zeit der Automobilisierung war eine Klasseneinteilung wie im 21. Jahrhundert nicht bekannt. Oft lieferten die Hersteller eine motorisierte Fahrzeugplattform, die der Kunde nach eigenen Vorstellungen mit einer Karosserie ausstatten ließ. Dennoch wusste man einfachste Fahrzeuge von den Fahrzeugen mit gehobener Ausstattung und solche mit luxuriöser Ausstattung zu unterscheiden und als solche zu beschreiben. Mit der Entstehung von Modellserien, die in nennenswerten Stückzahlen verkauft wurden, ließen sich die einzelnen Modelle besser vergleichen. So gab es einfachste, teils behelfsmäßige Automobile, solide Gebrauchsfahrzeuge, Luxusfahrzeuge und Fahrzeuge mit Luxusausstattungen, die alle denkbaren Wünsche und Wahlmöglichkeiten ihrer Zeit erfüllten. Dementsprechend muss die Einteilung von Fahrzeugklassen in ihrem jeweiligen historischen Zusammenhang gesehen werden. Beispielsweise wird die Zuordnung in der Oberklasse für Fahrzeuge wie den Rolls-Royce Phantom III, den Mercedes-Benz W 08 (Nürburg) bis zum Opel Admiral (1937–1939) für den europäischen Fahrzeugmarkt bis 1940 als angemessen betrachtet.

## Aktuellein der EU verfügbare Modelle

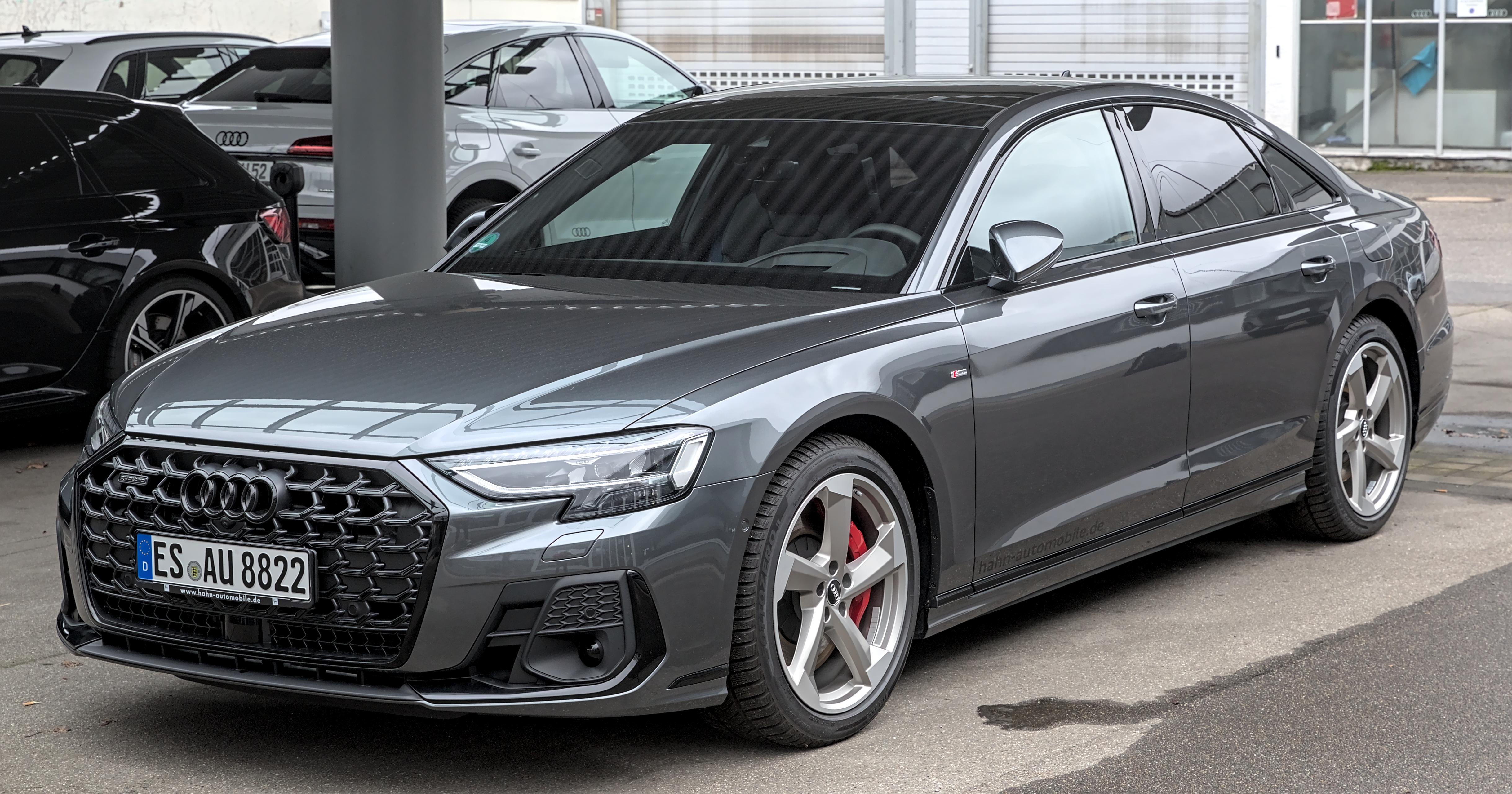
Audi A8
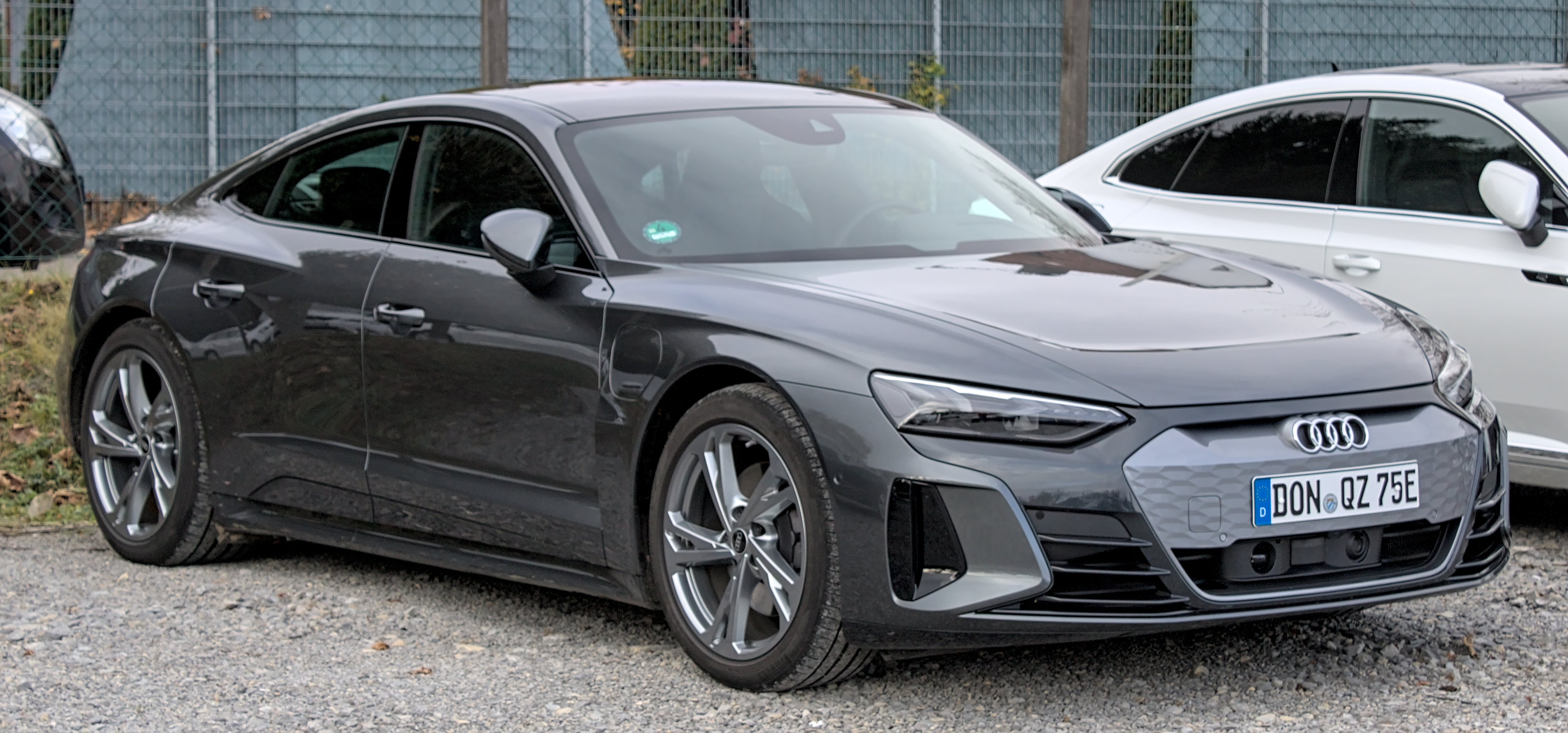
Audi e-tron GT
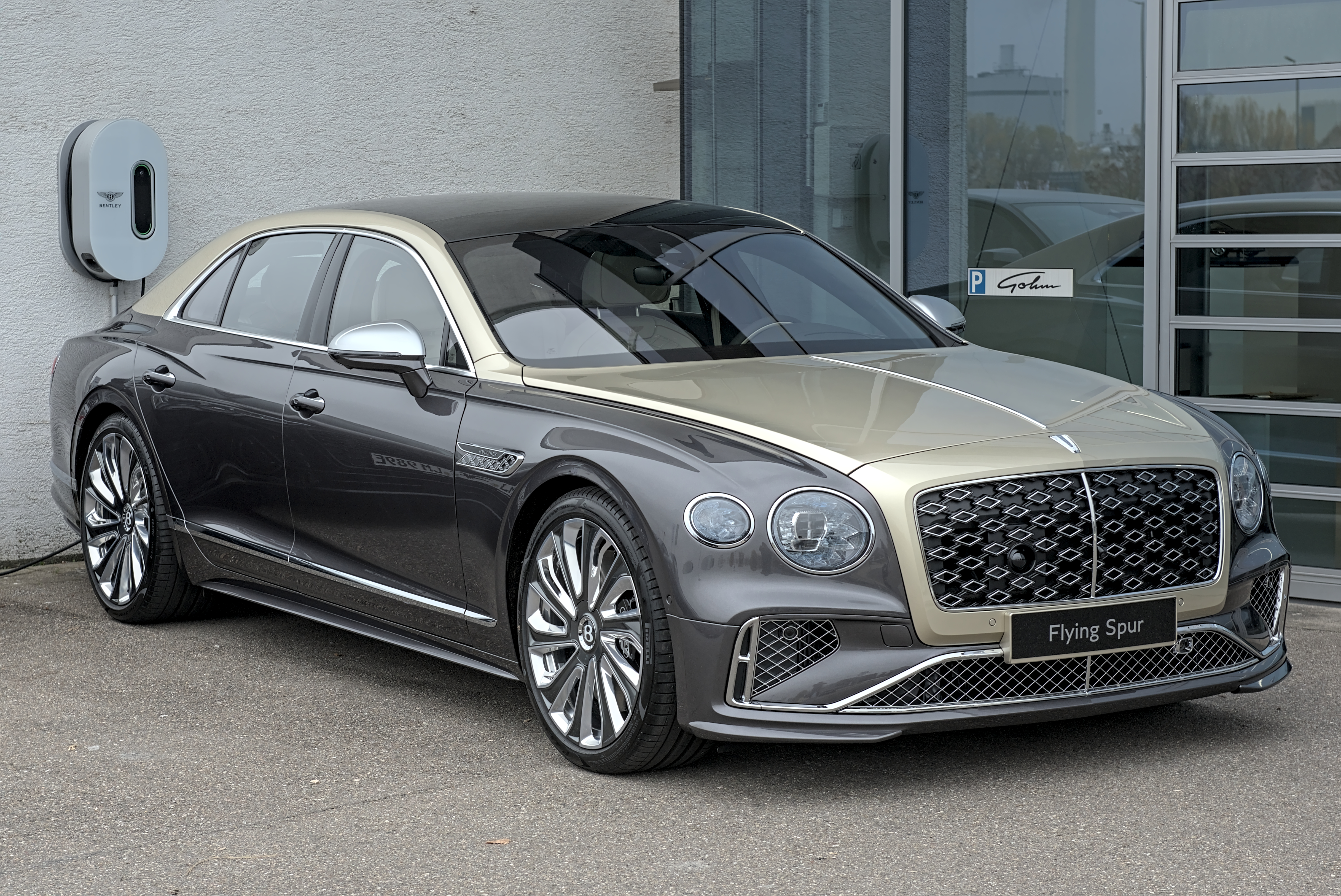
Bentley Flying Spur
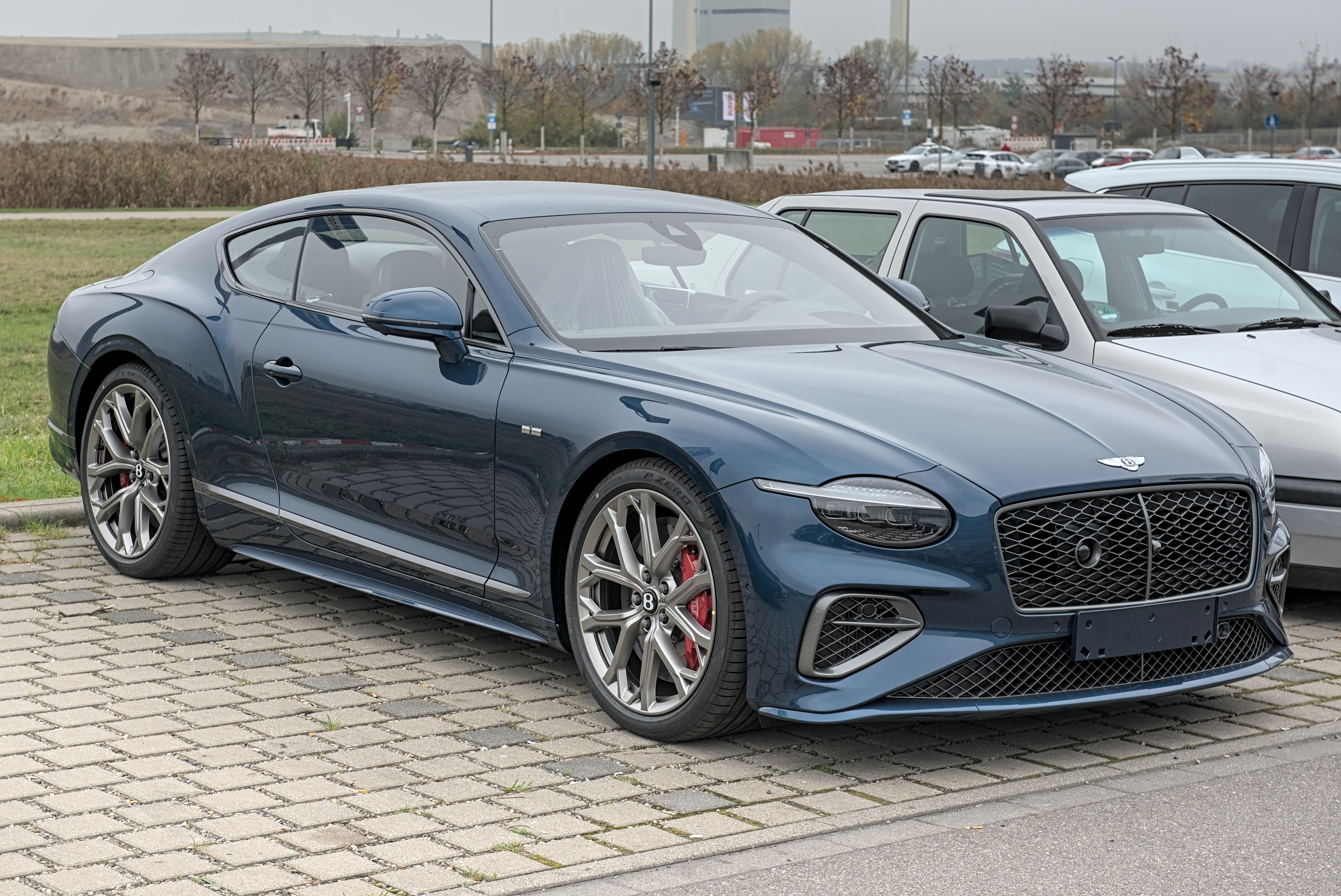
Bentley Continental GT
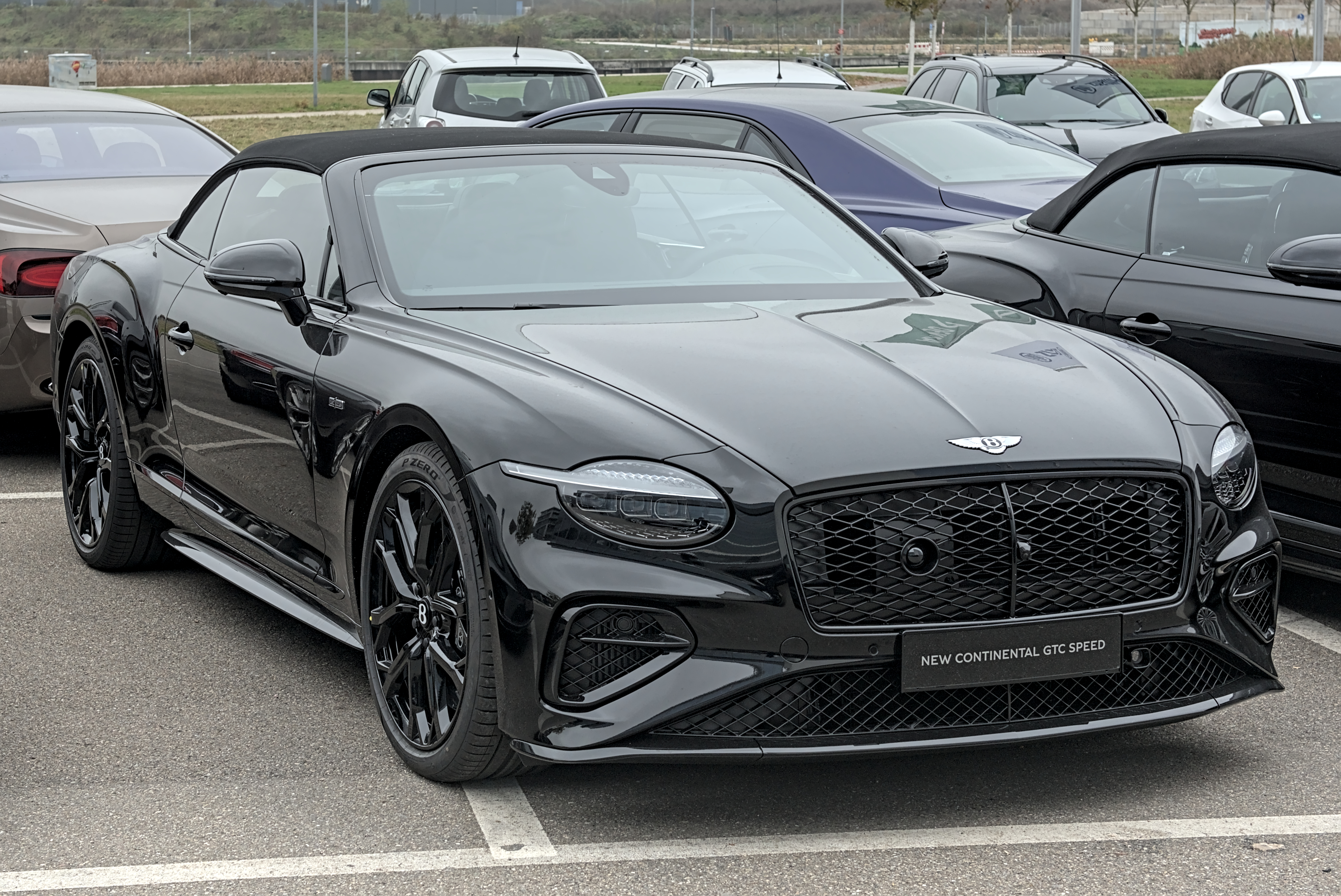
Bentley Continental GTC
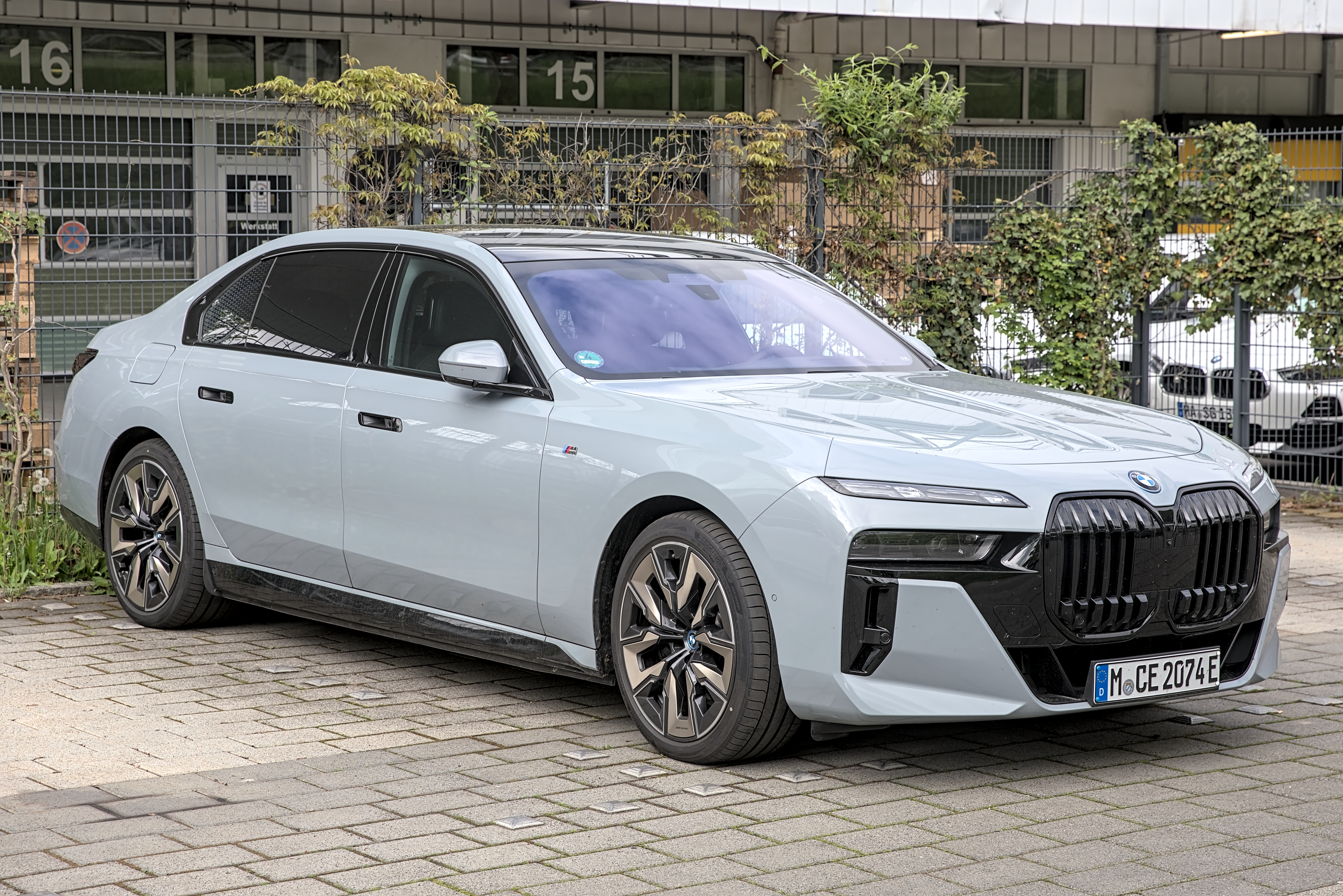
BMW 7er
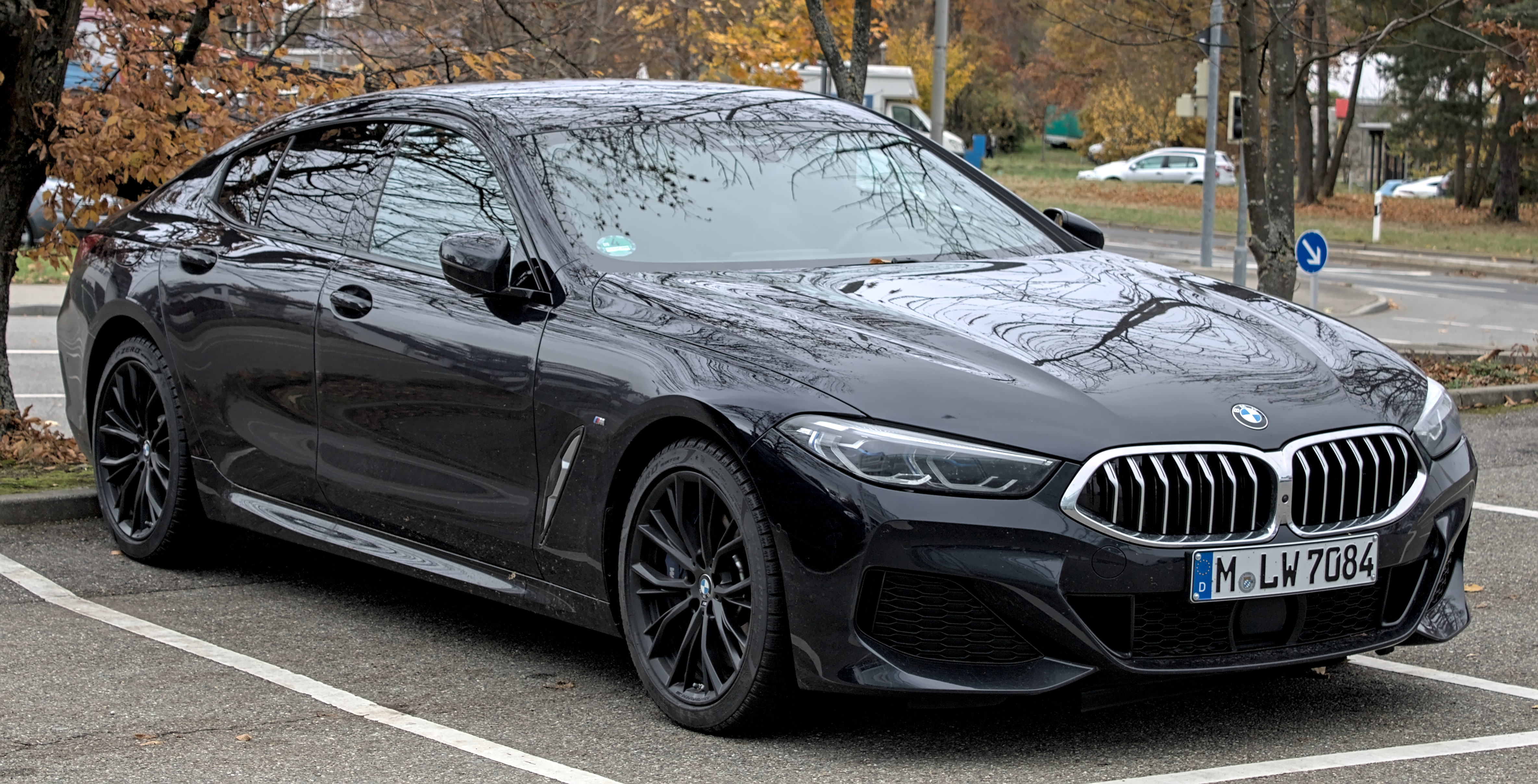
BMW 8er
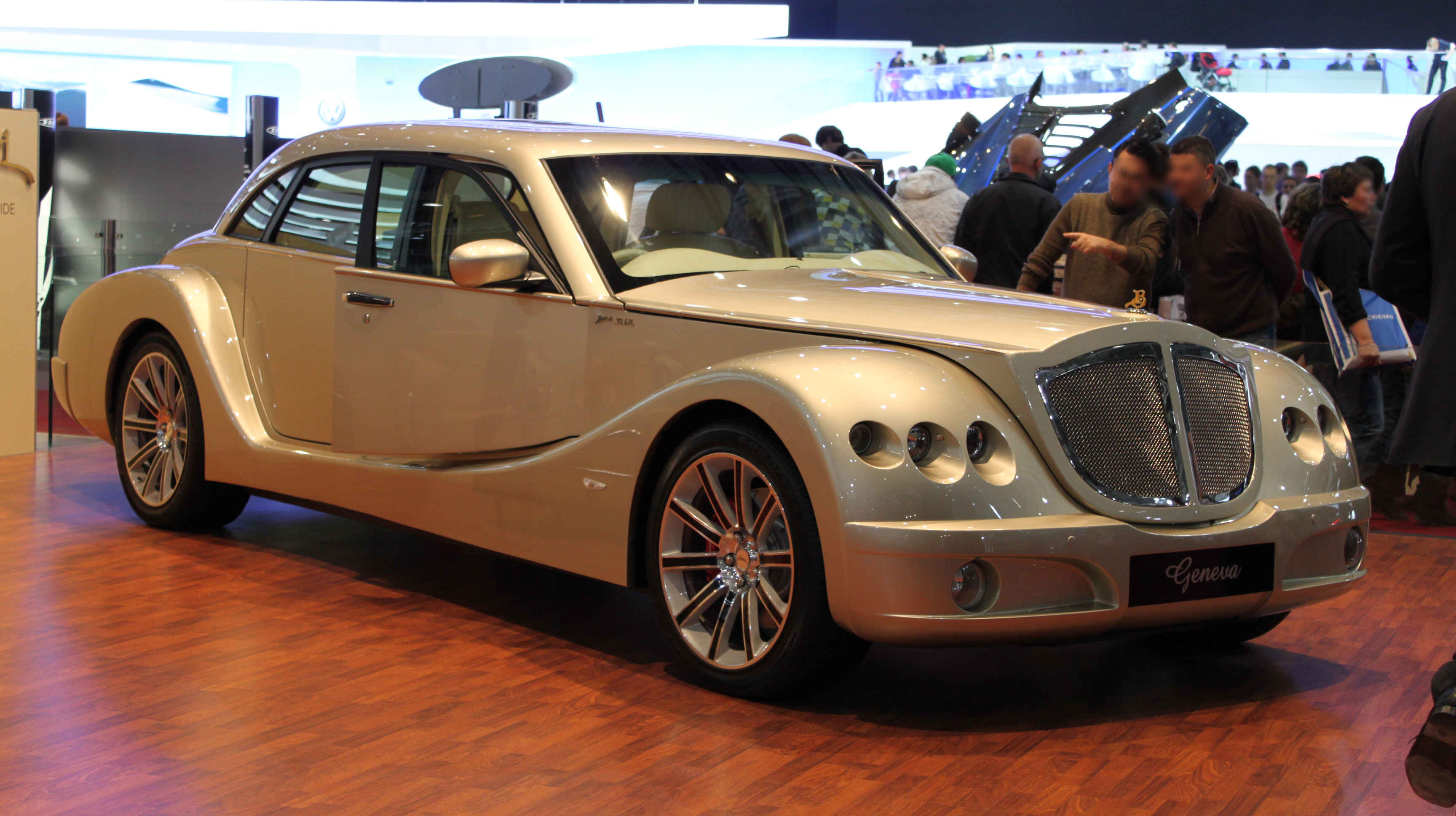
Bufori Geneva
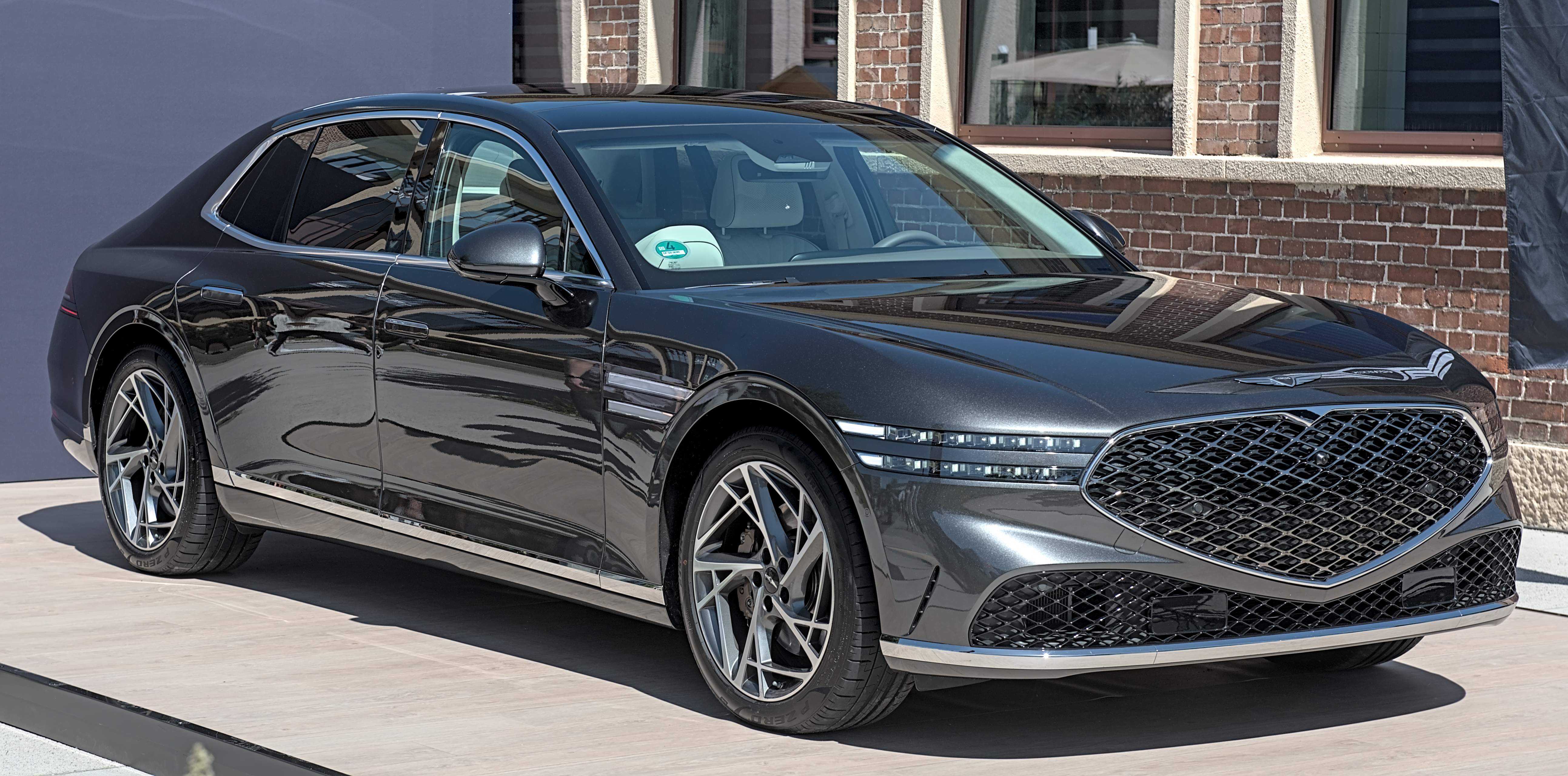
Genesis G90
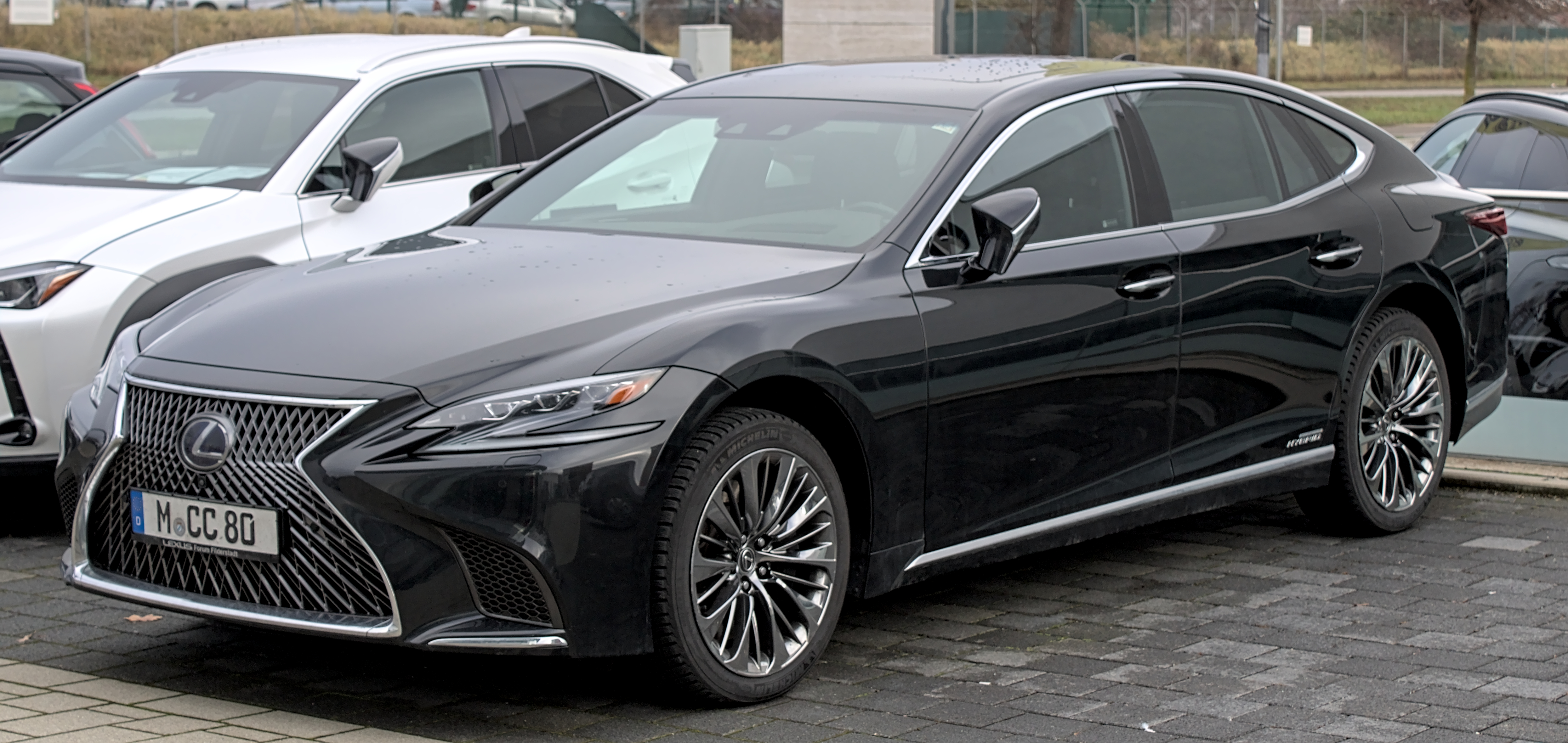
Lexus LS
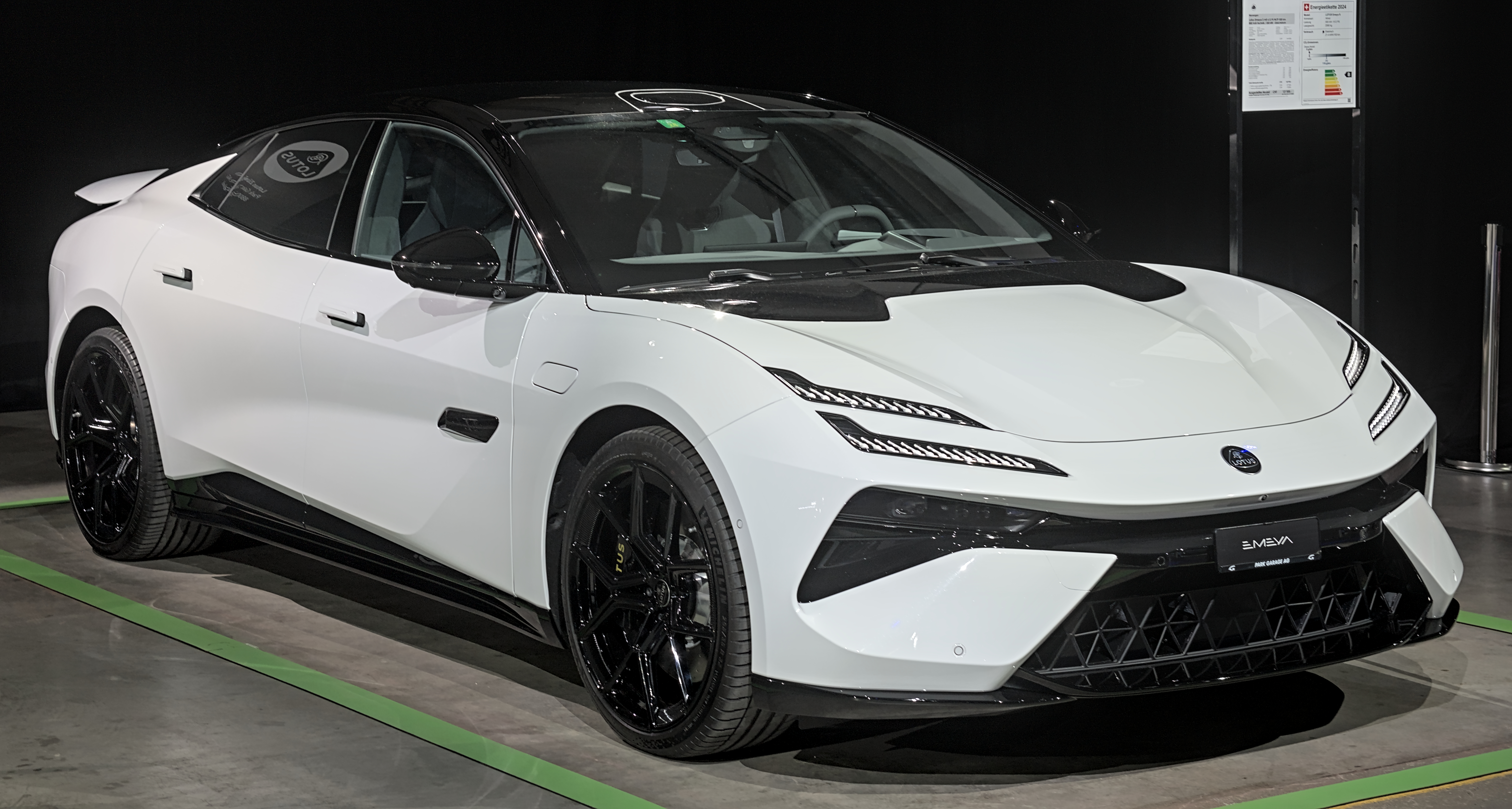
Lotus Emeya
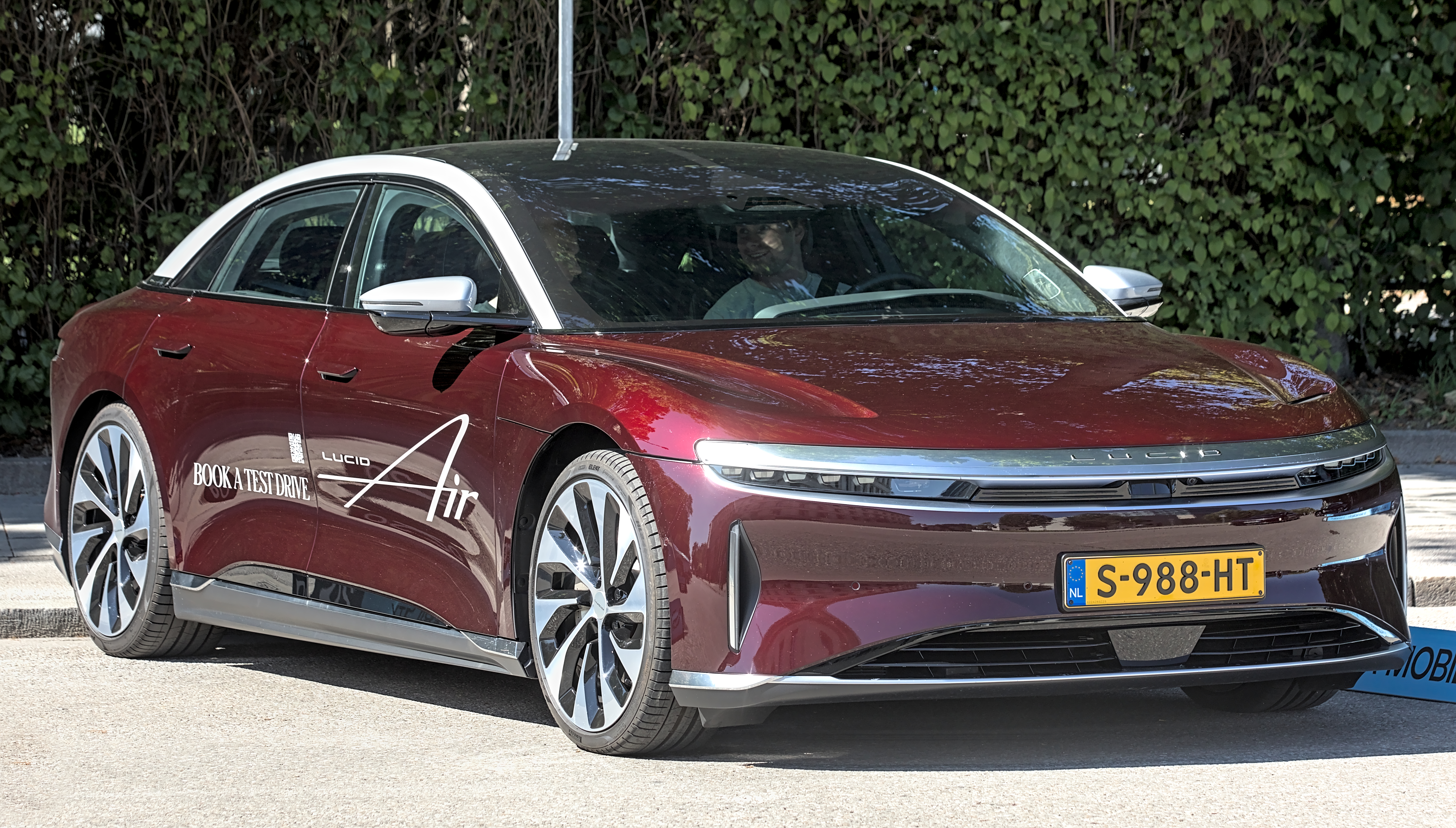
Lucid Air
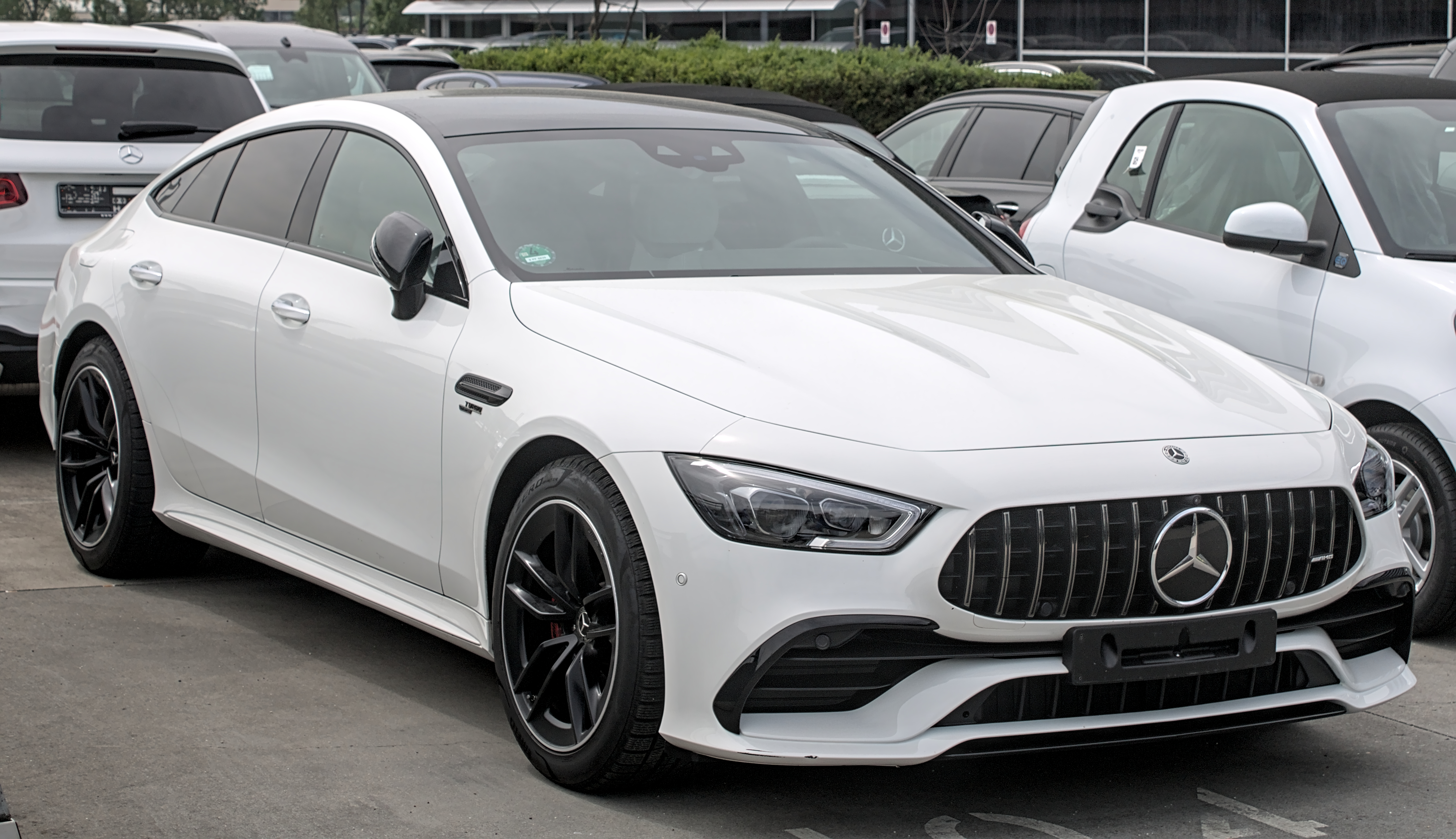
Mercedes-AMG GT 4-Türer Coupé
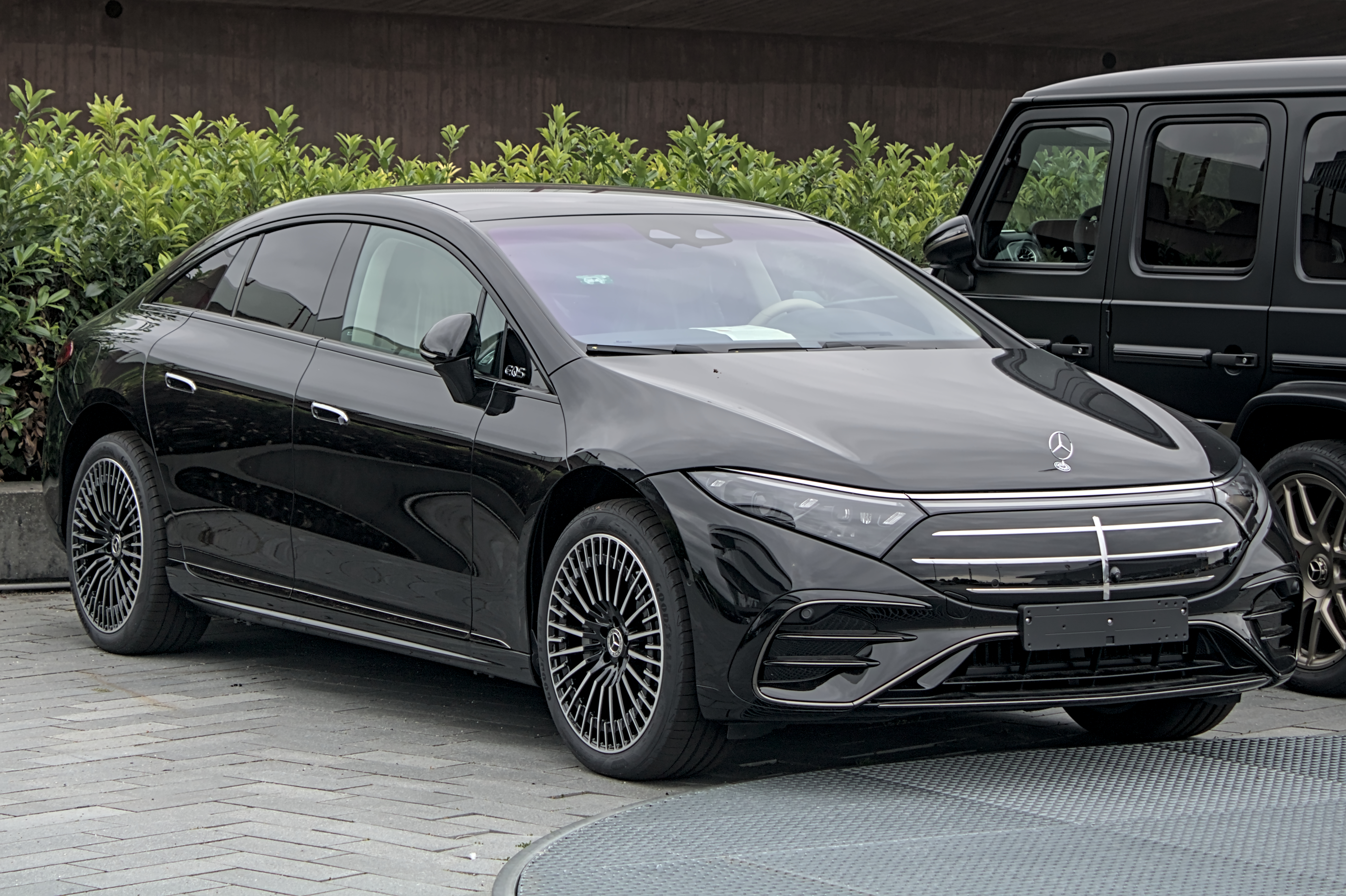
Mercedes-Benz EQS
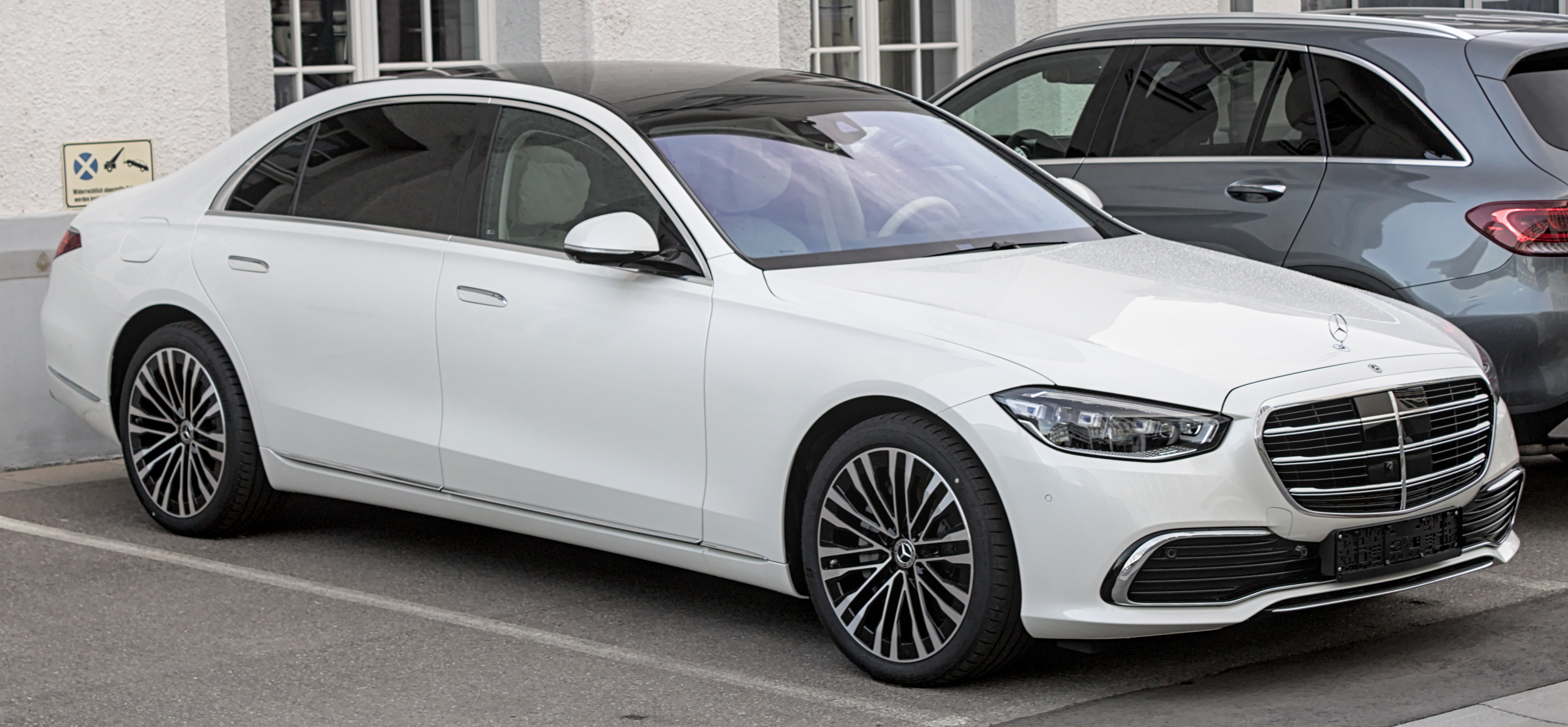
Mercedes-Benz S-Klasse
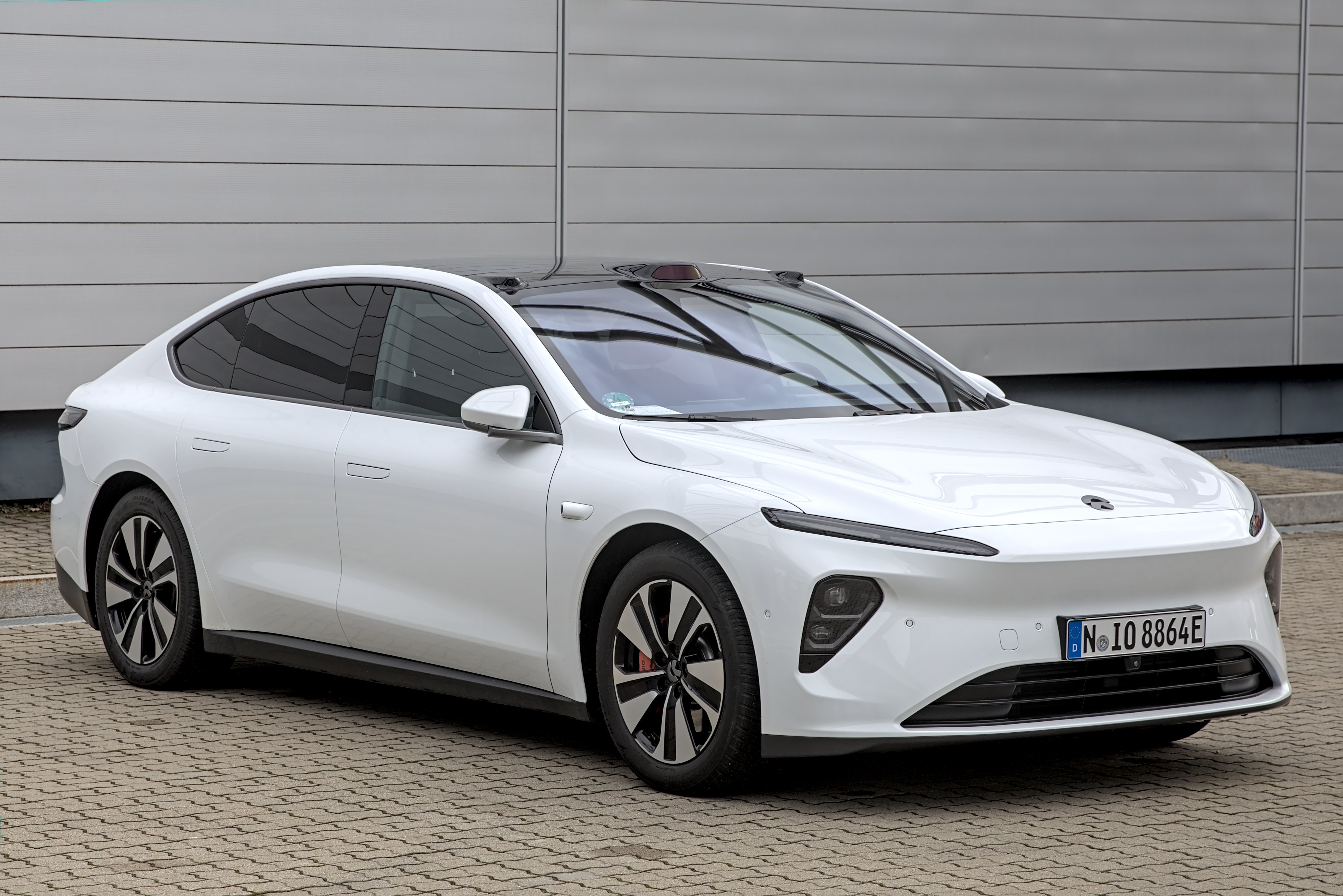
Nio ET7
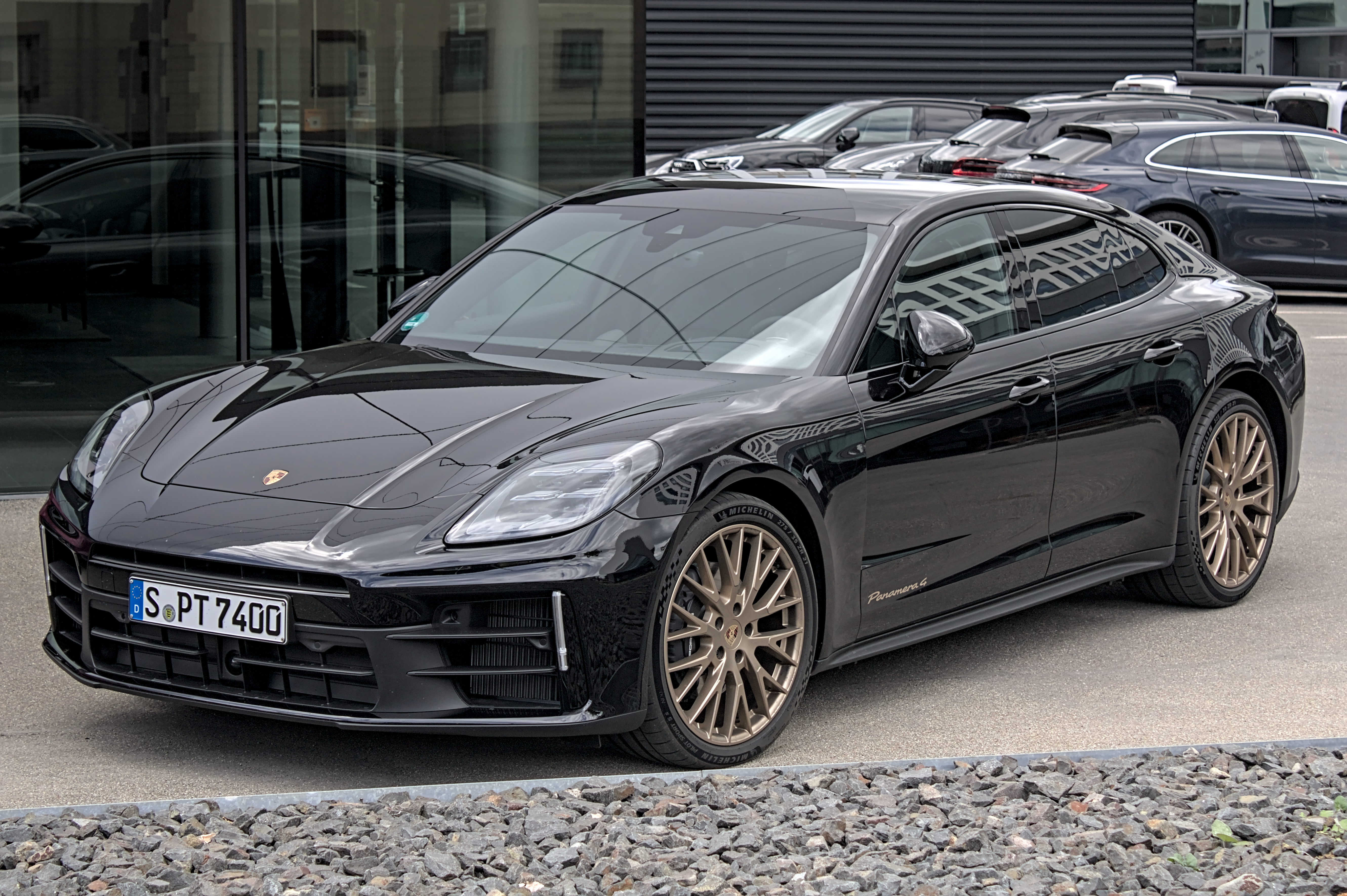
Porsche Panamera
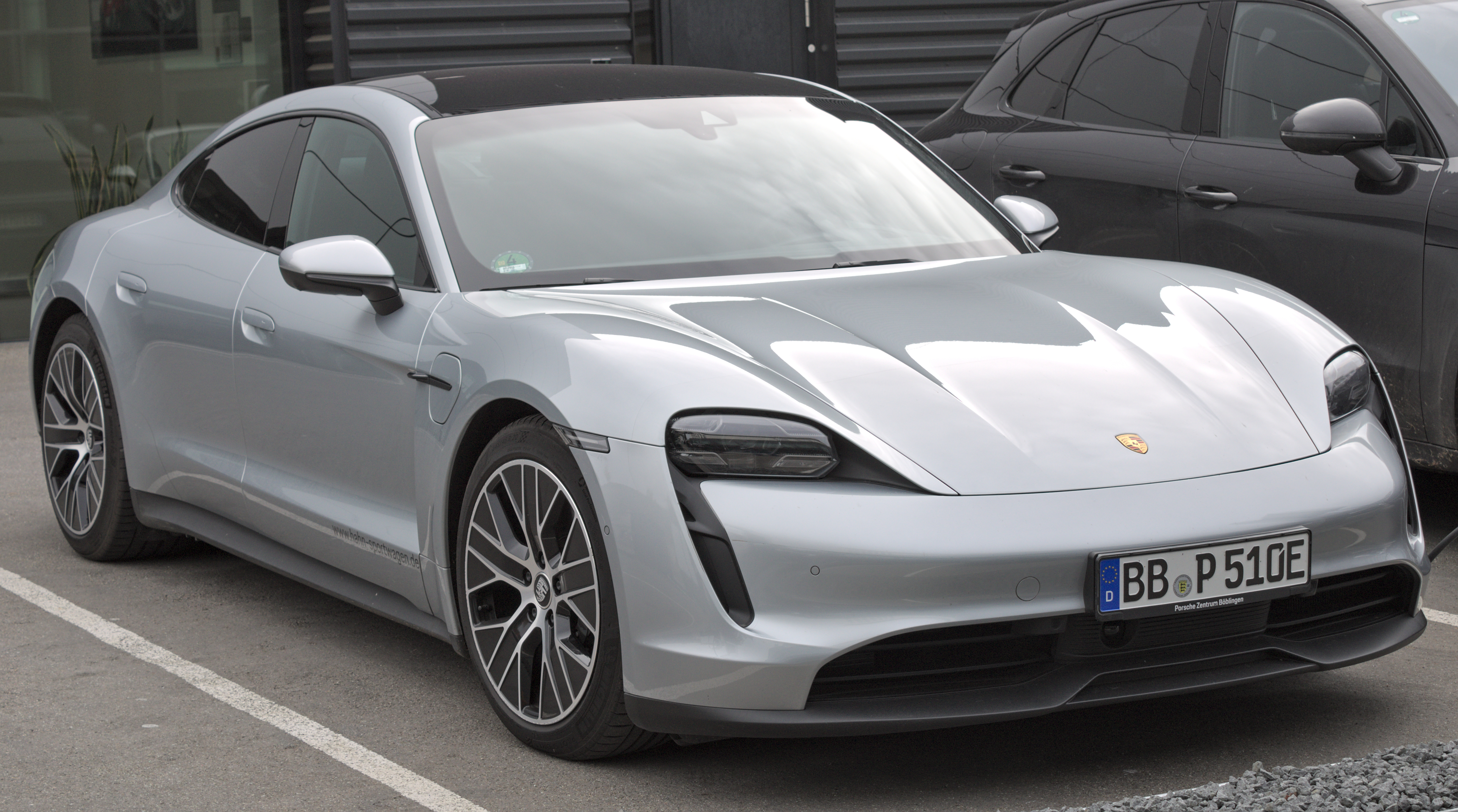
Porsche Taycan
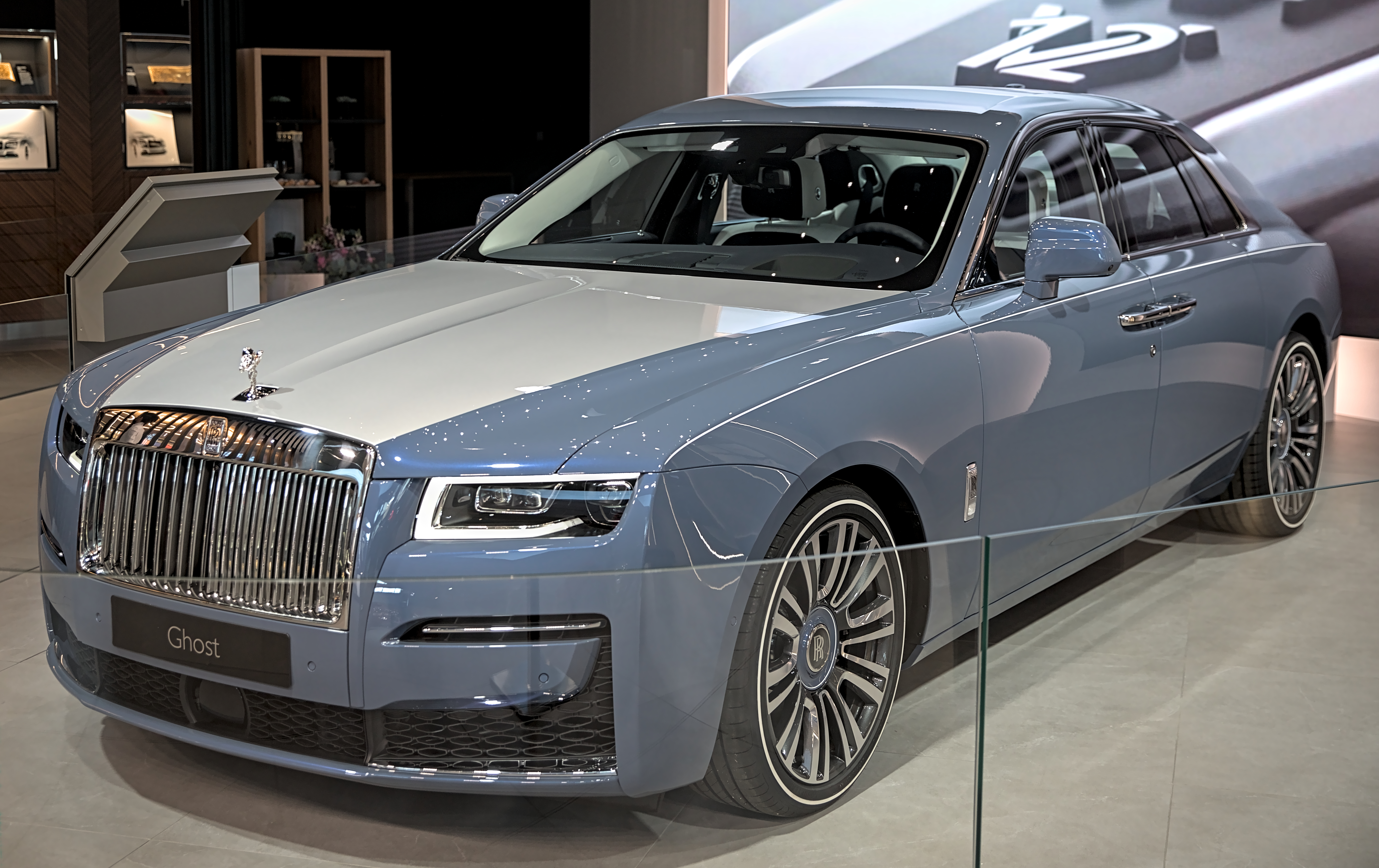
Rolls-Royce Ghost II
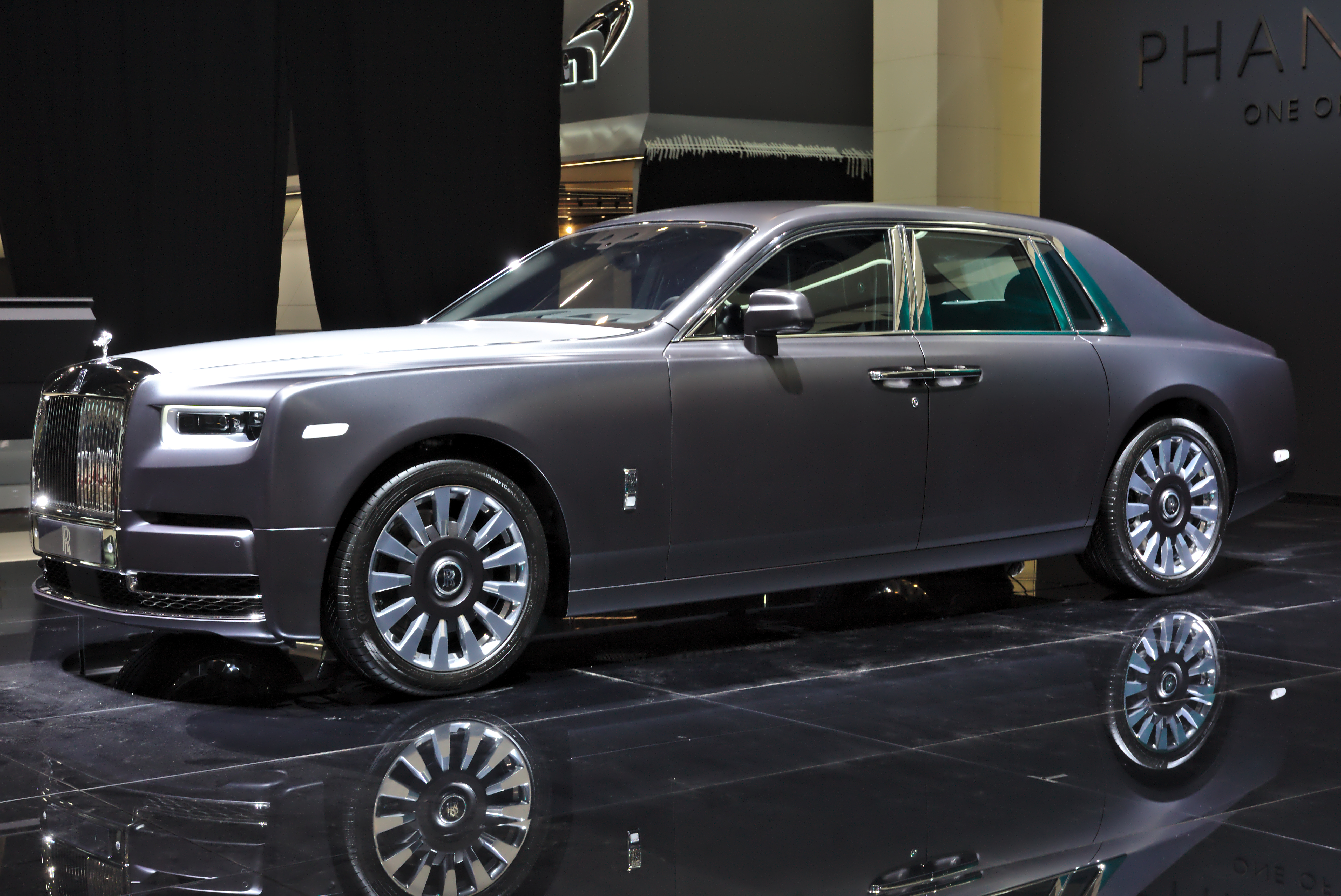
Rolls-Royce Phantom VIII
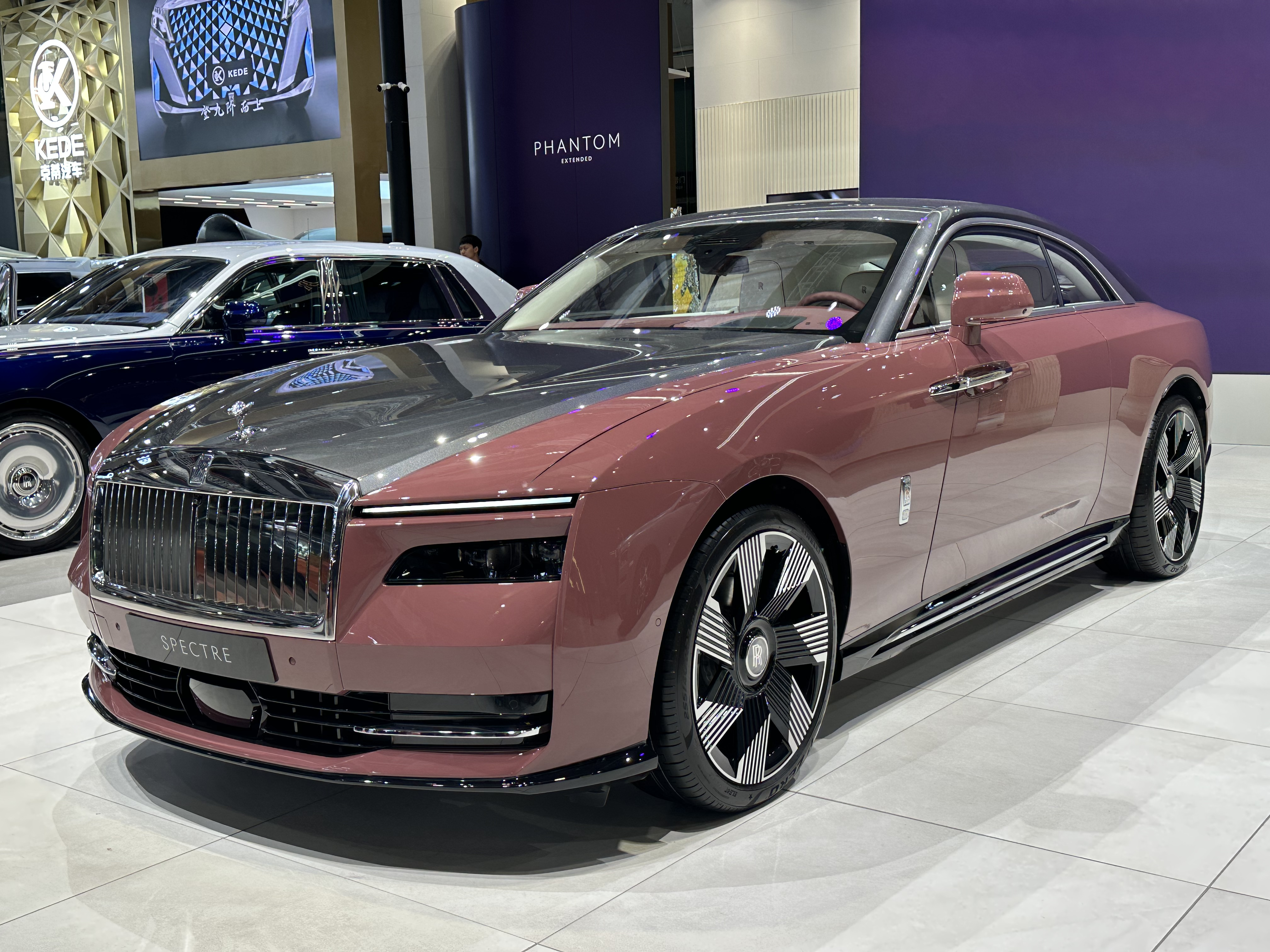
Rolls-Royce Spectre
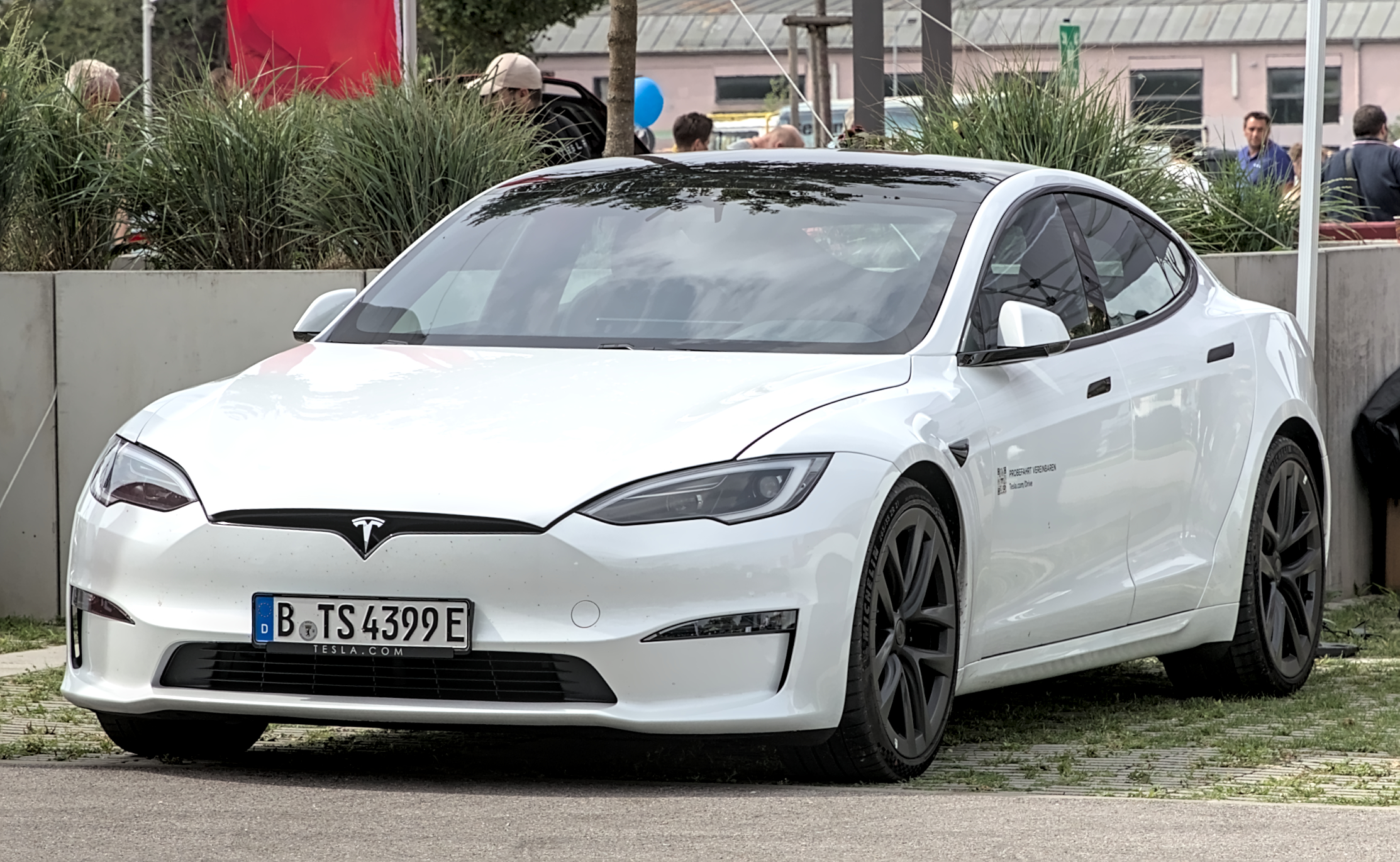
Tesla Model S

## Aktuellein der EU nicht verfügbare Modelle

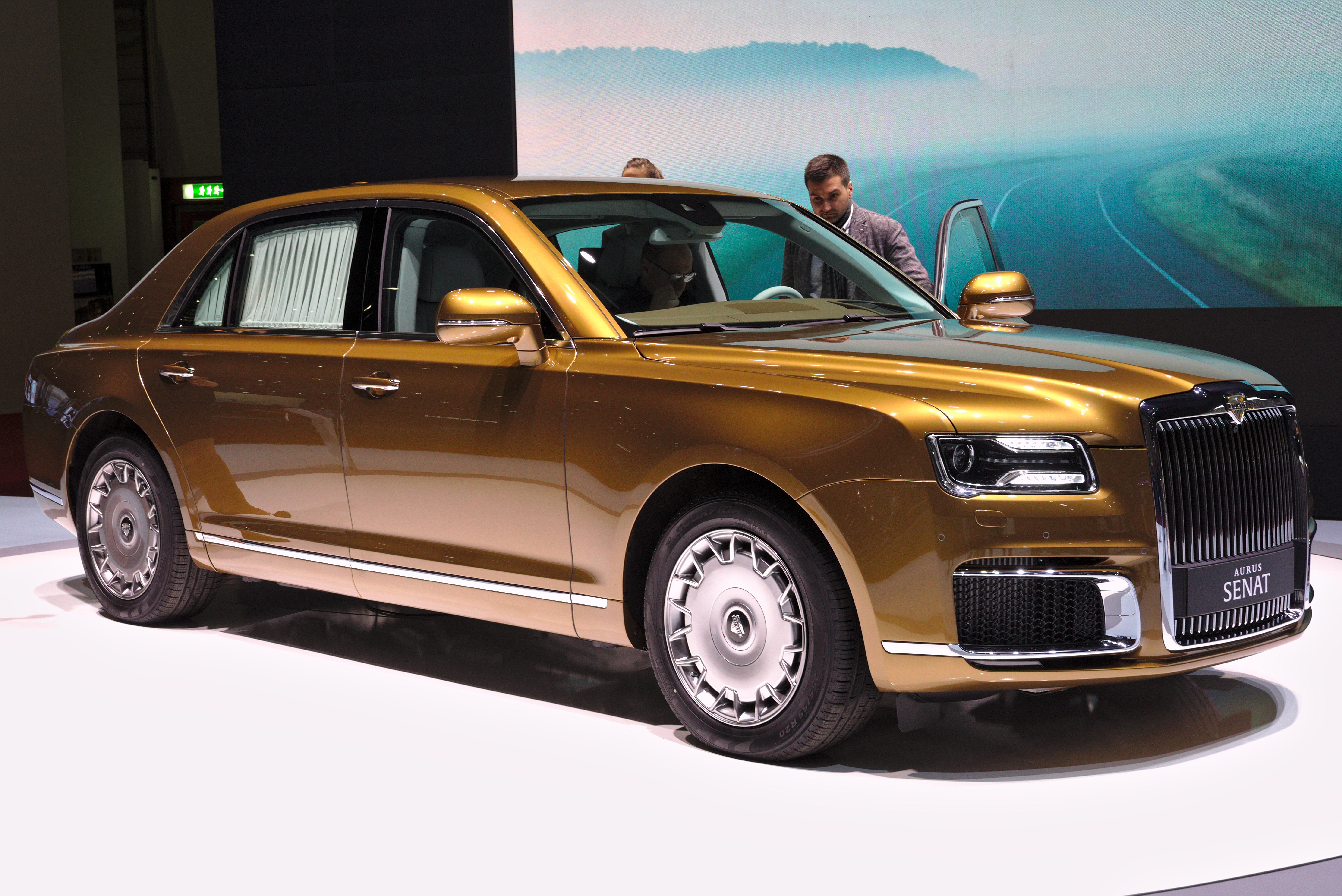
Aurus Senat
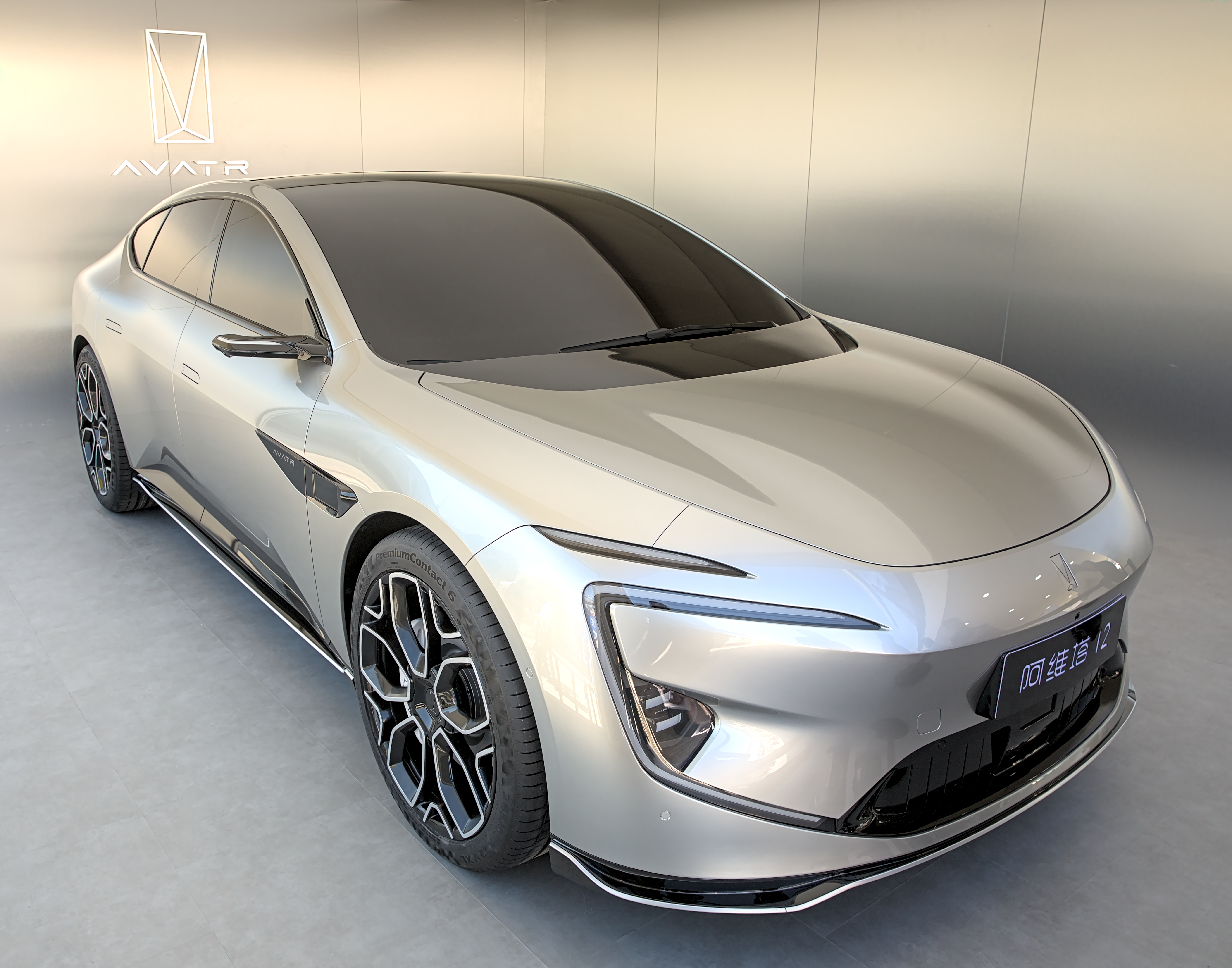
Avatr 12
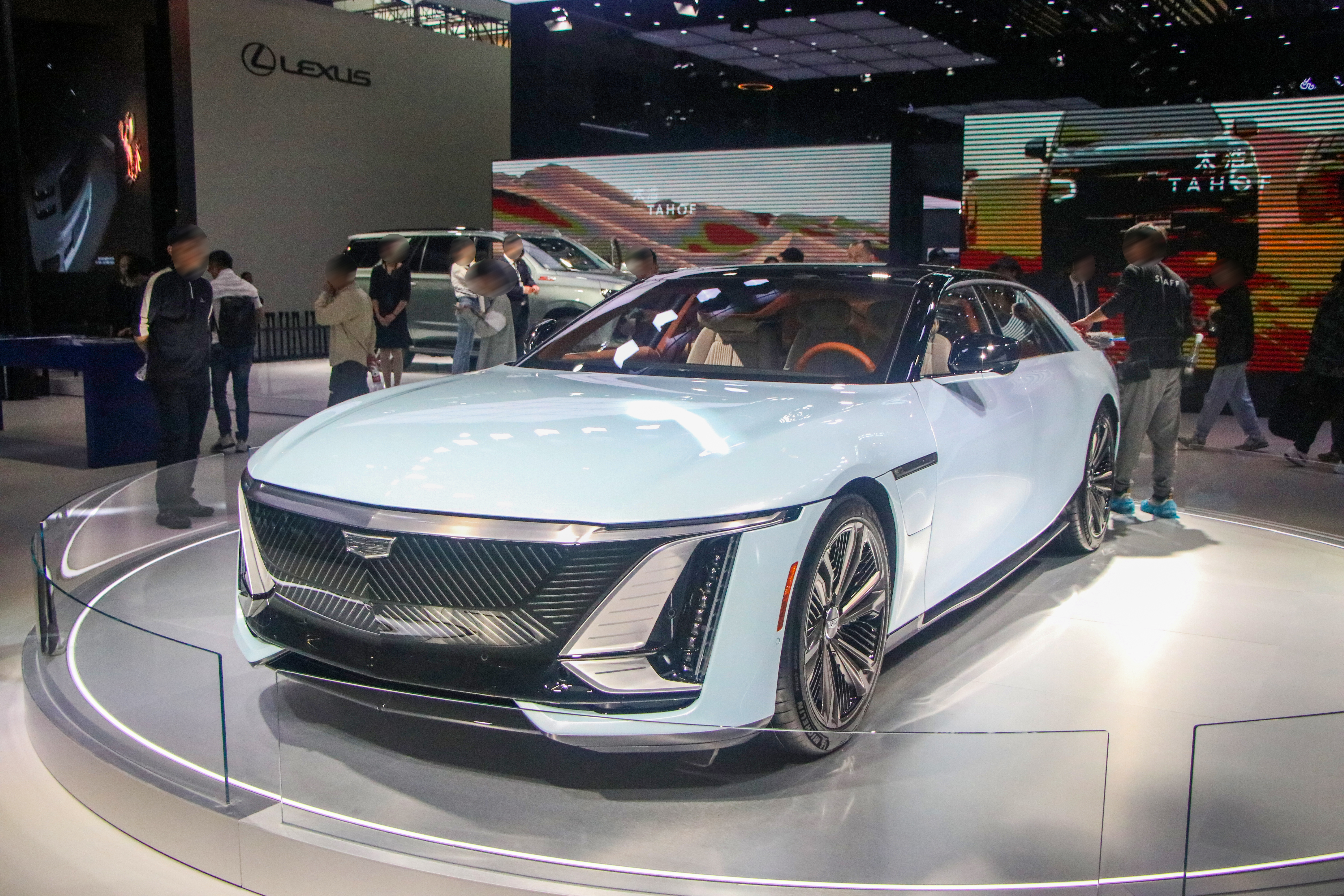
Cadillac Celestiq
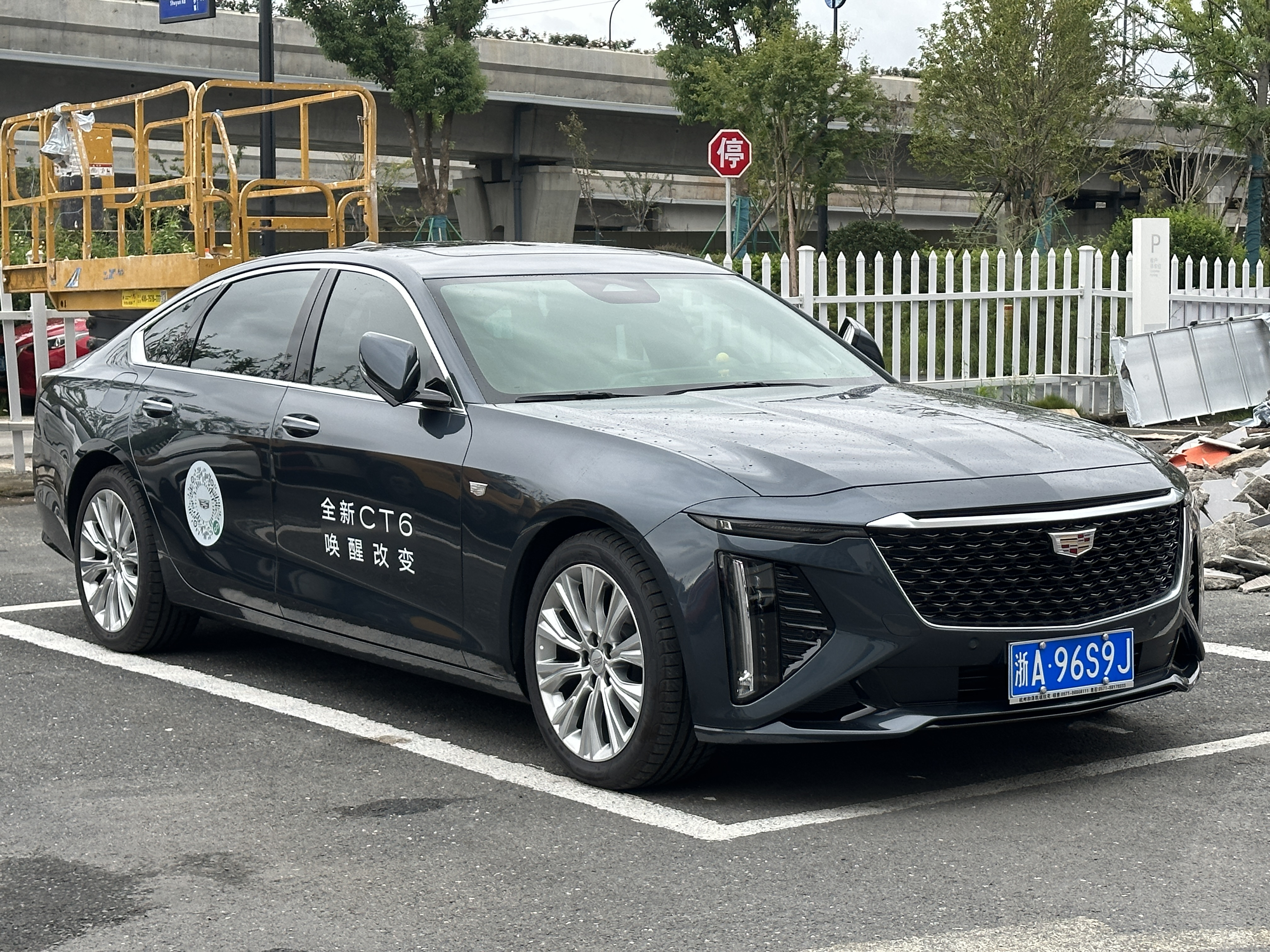
Cadillac CT6
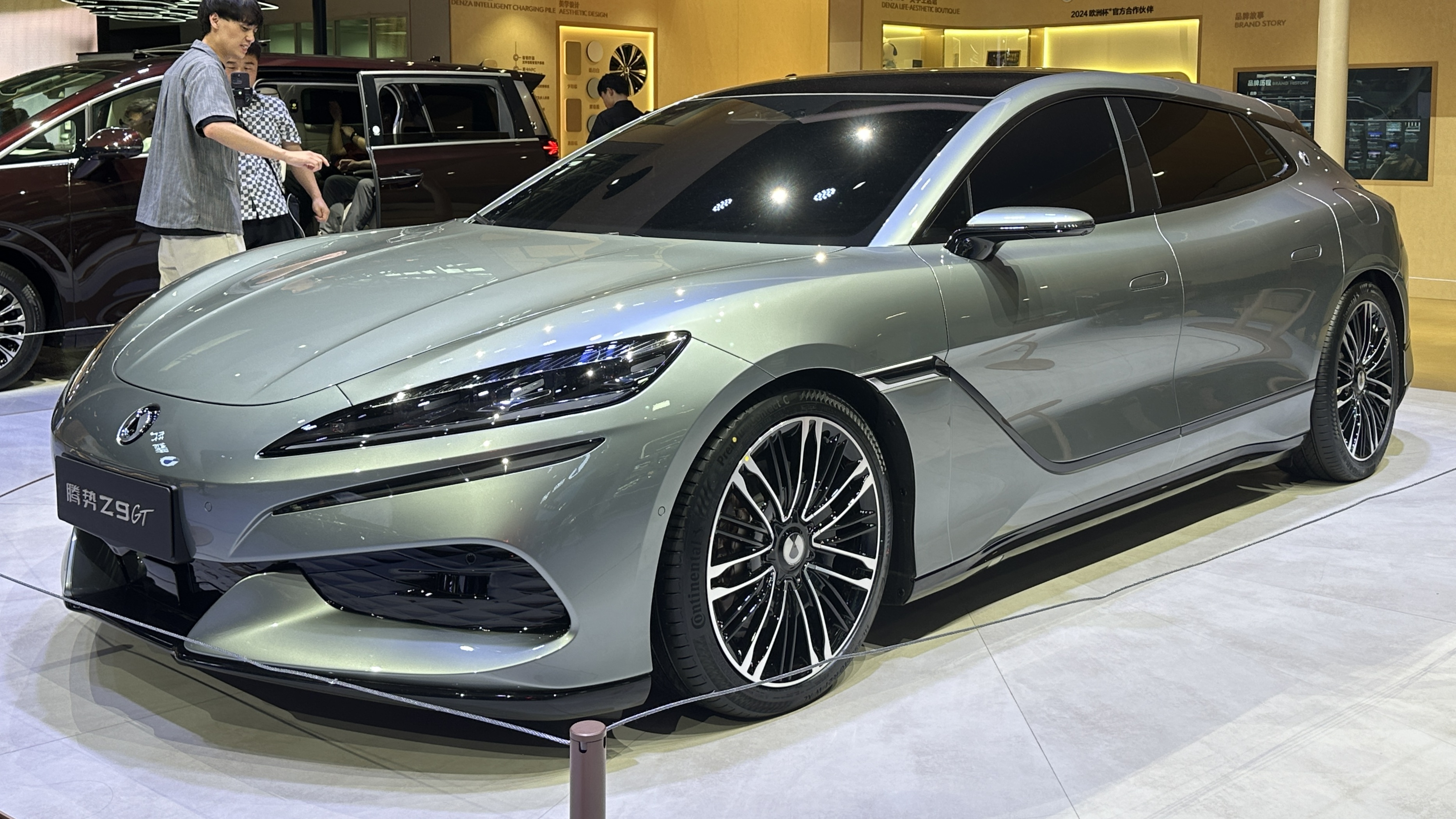
Denza Z9
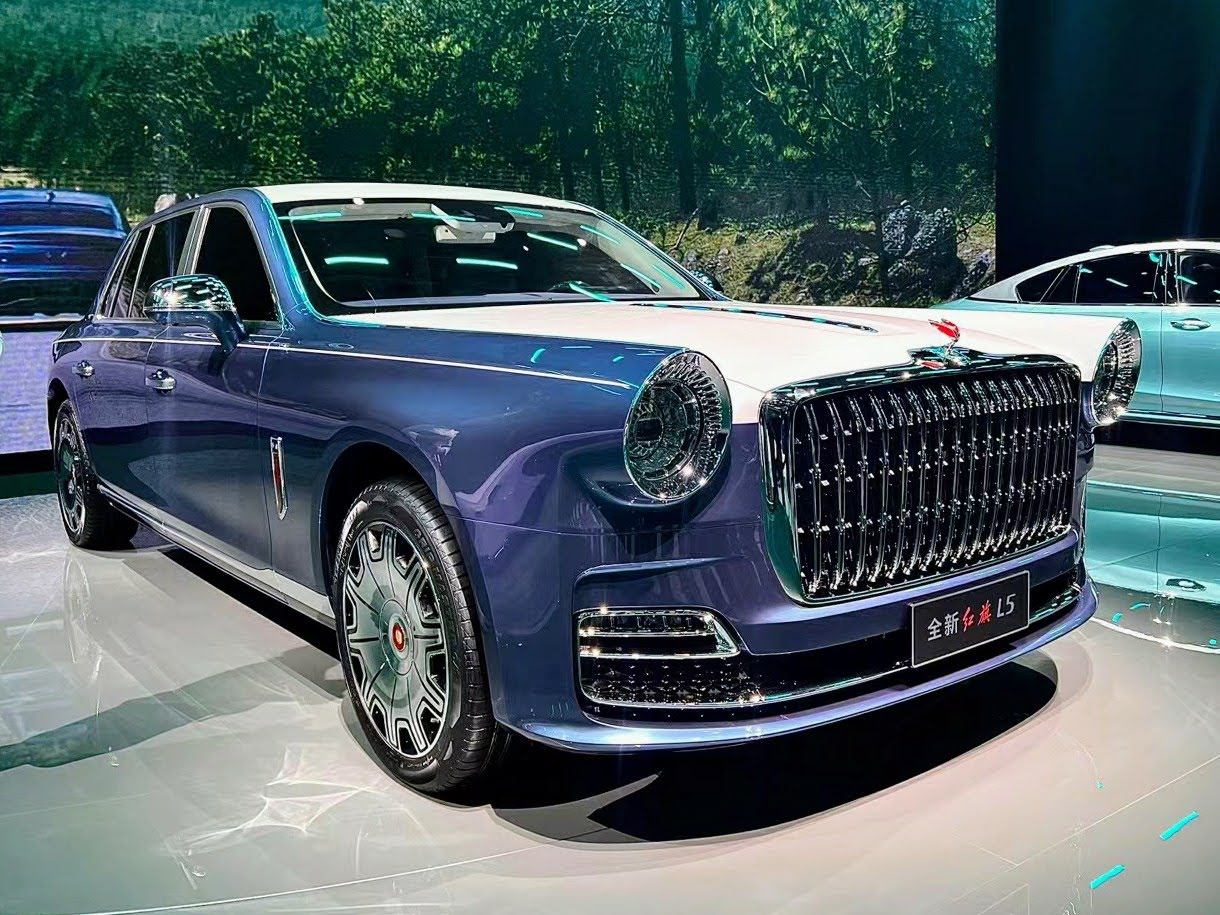
Hongqi Guoli
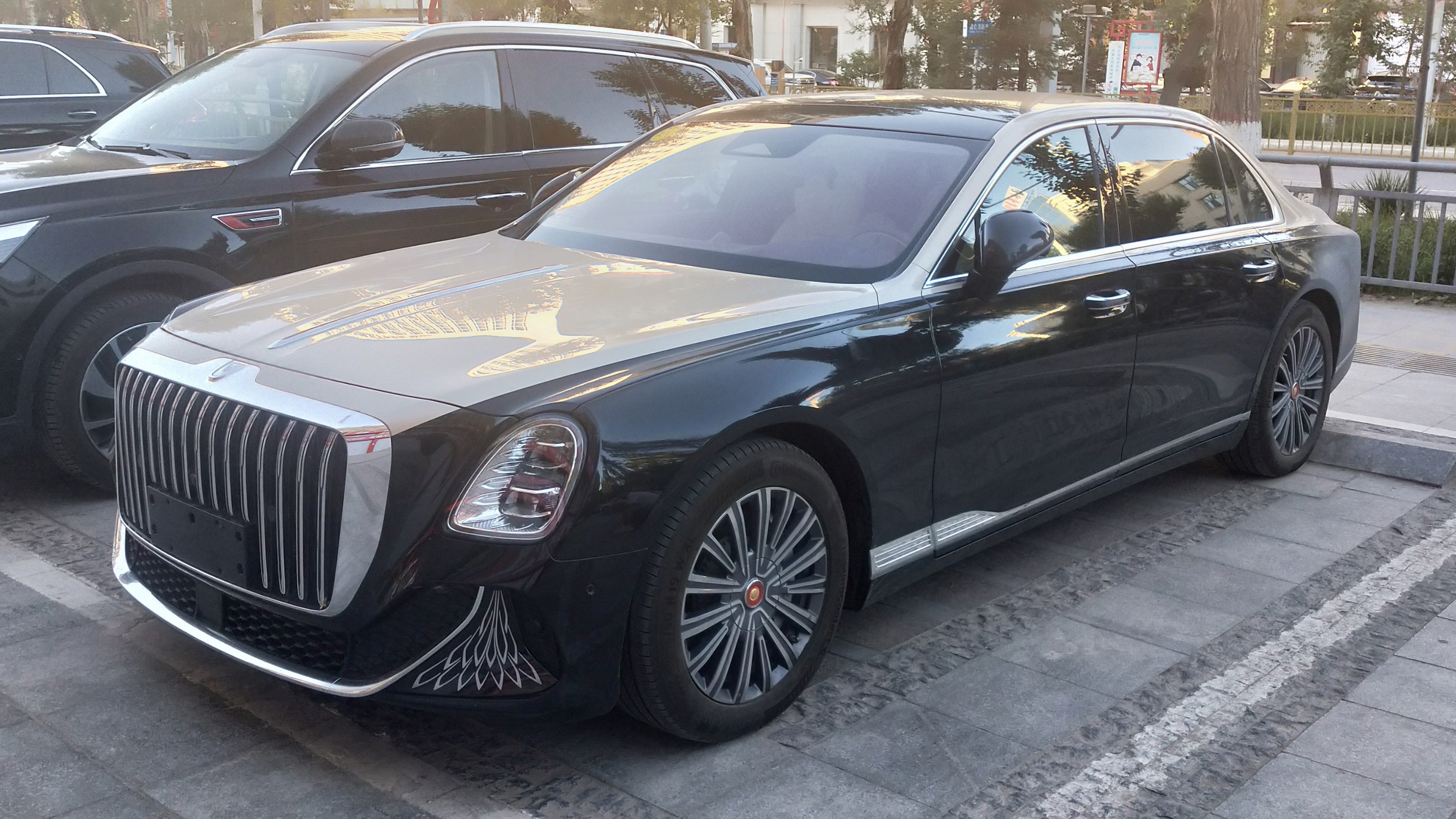
Hongqi Guoya
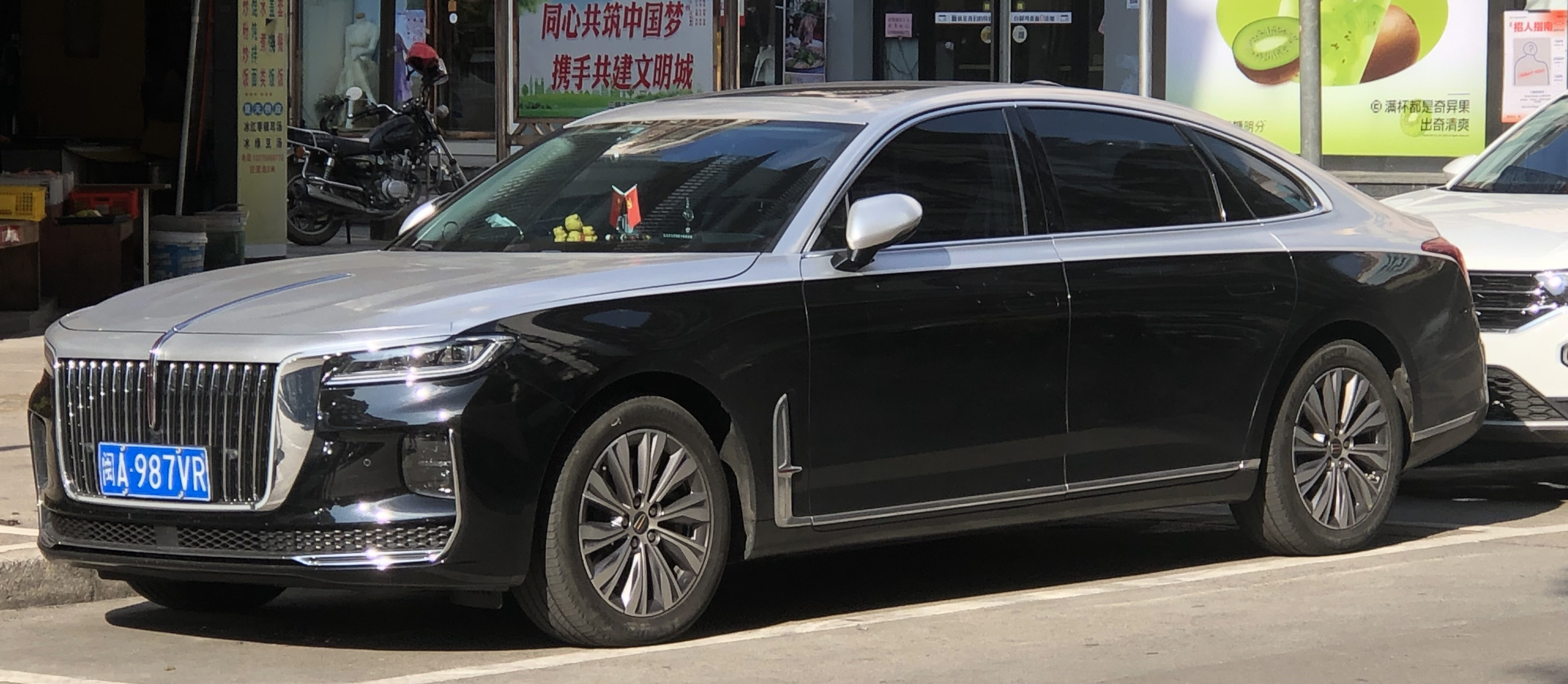
Hongqi H9
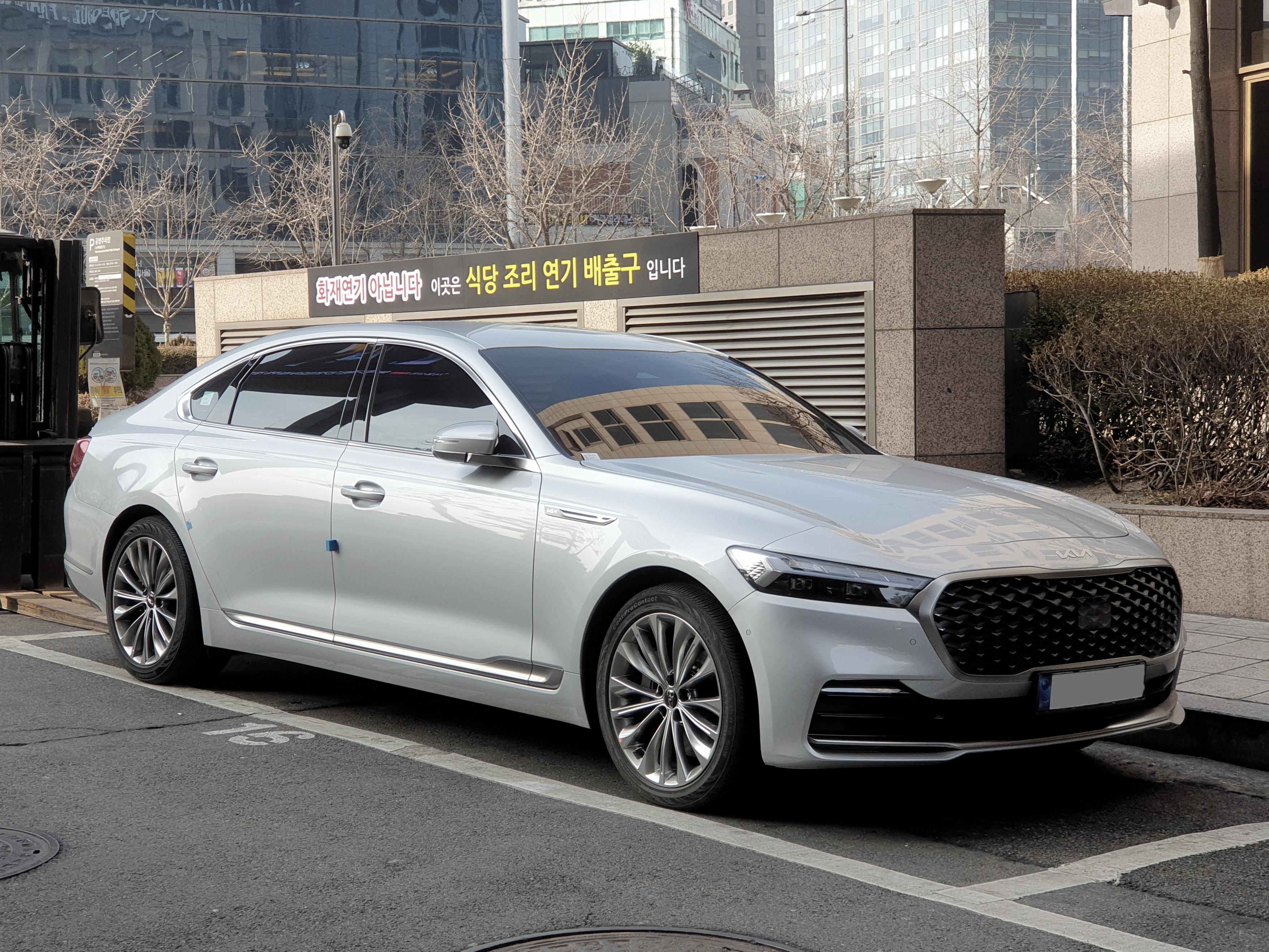
Kia K9
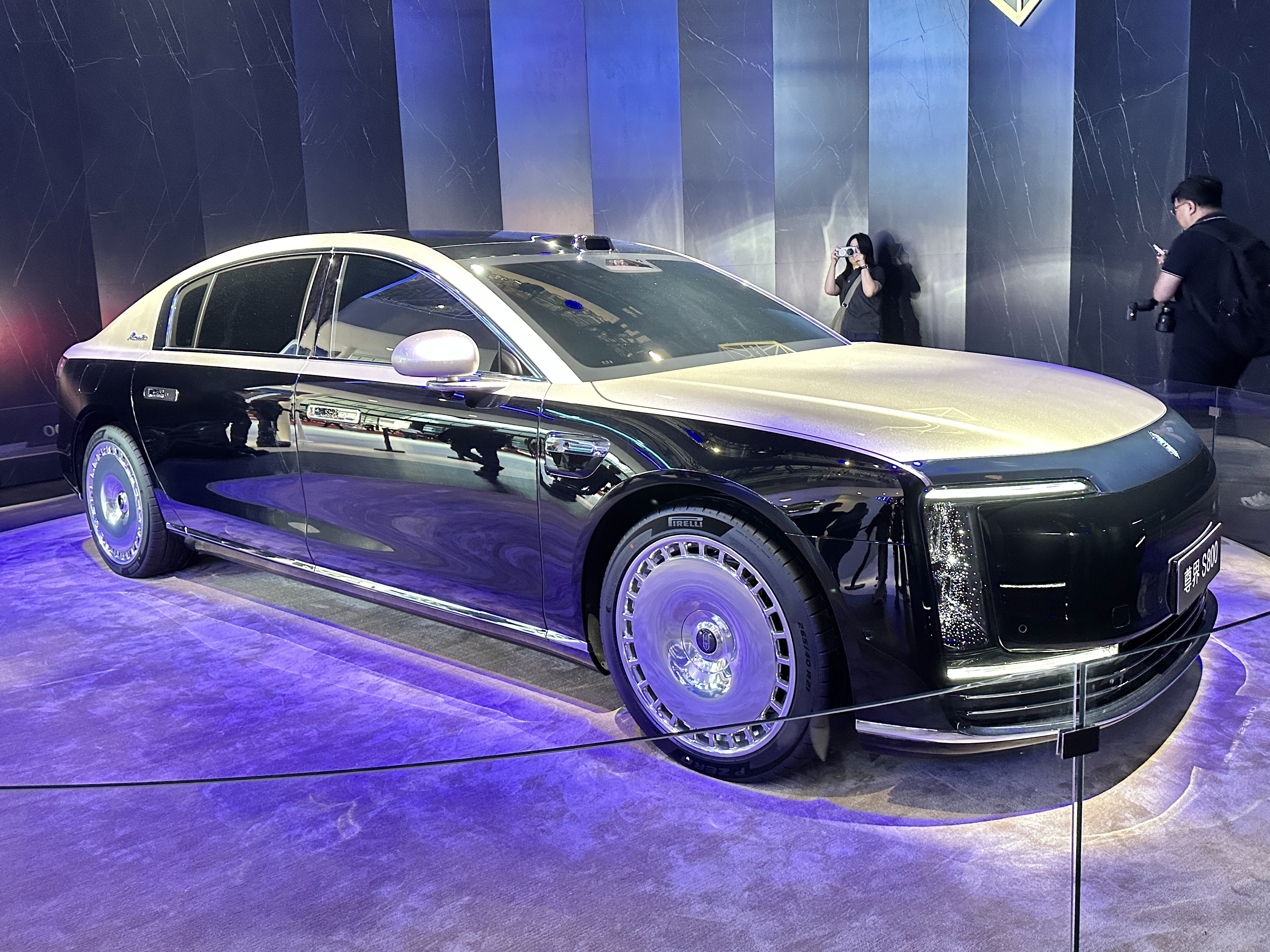
Maextro S800
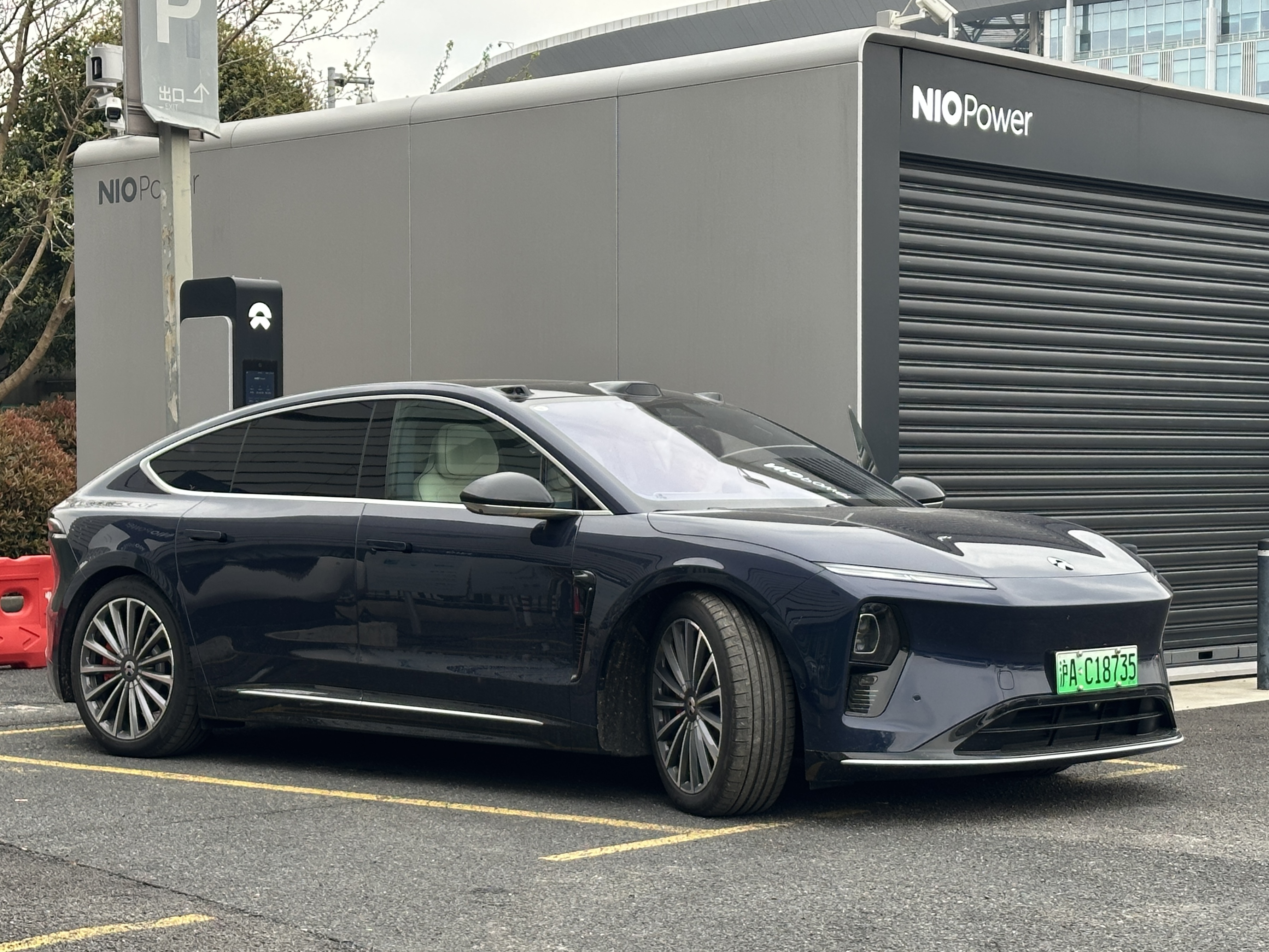
Nio ET9
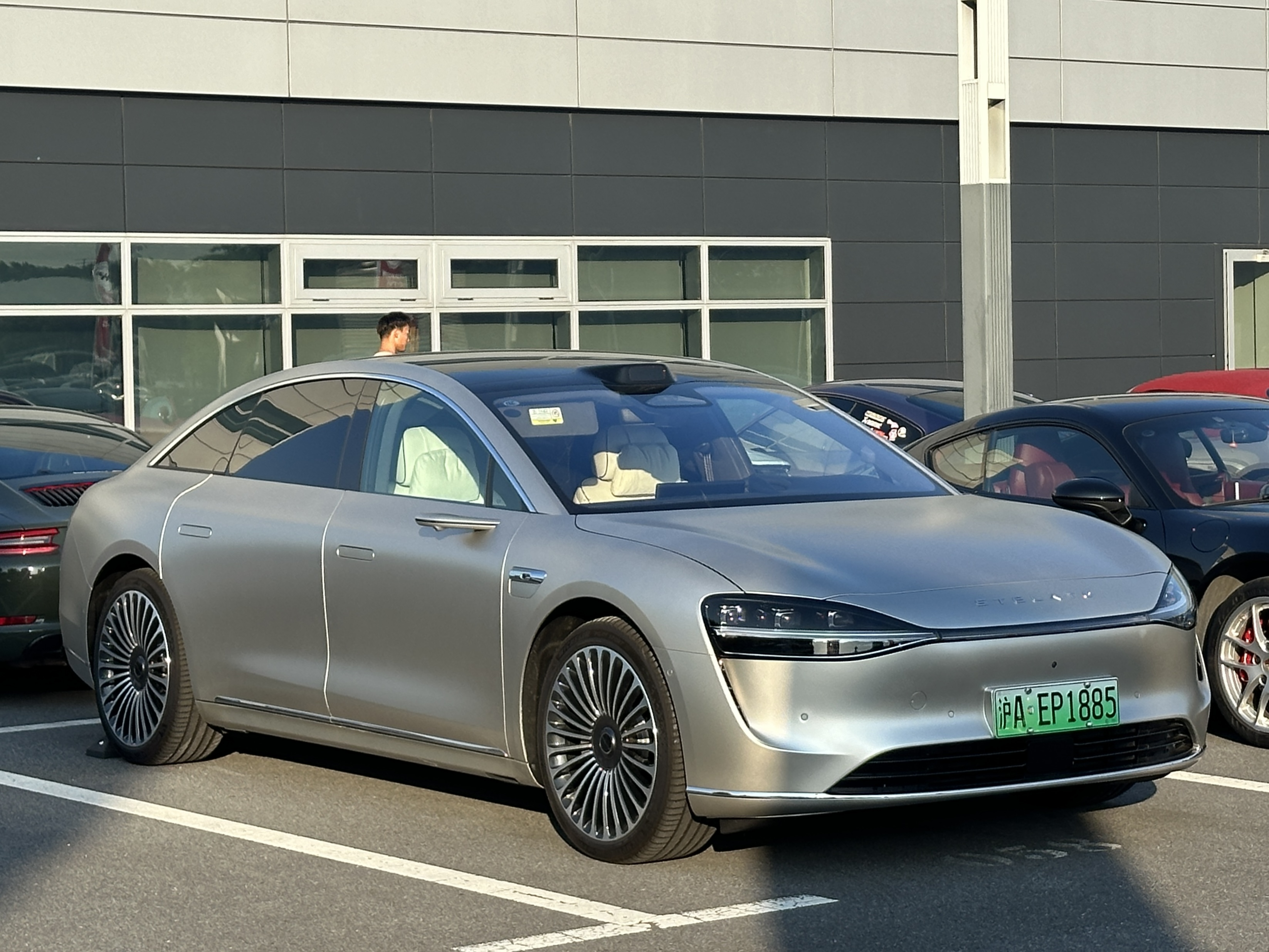
Stelato S9
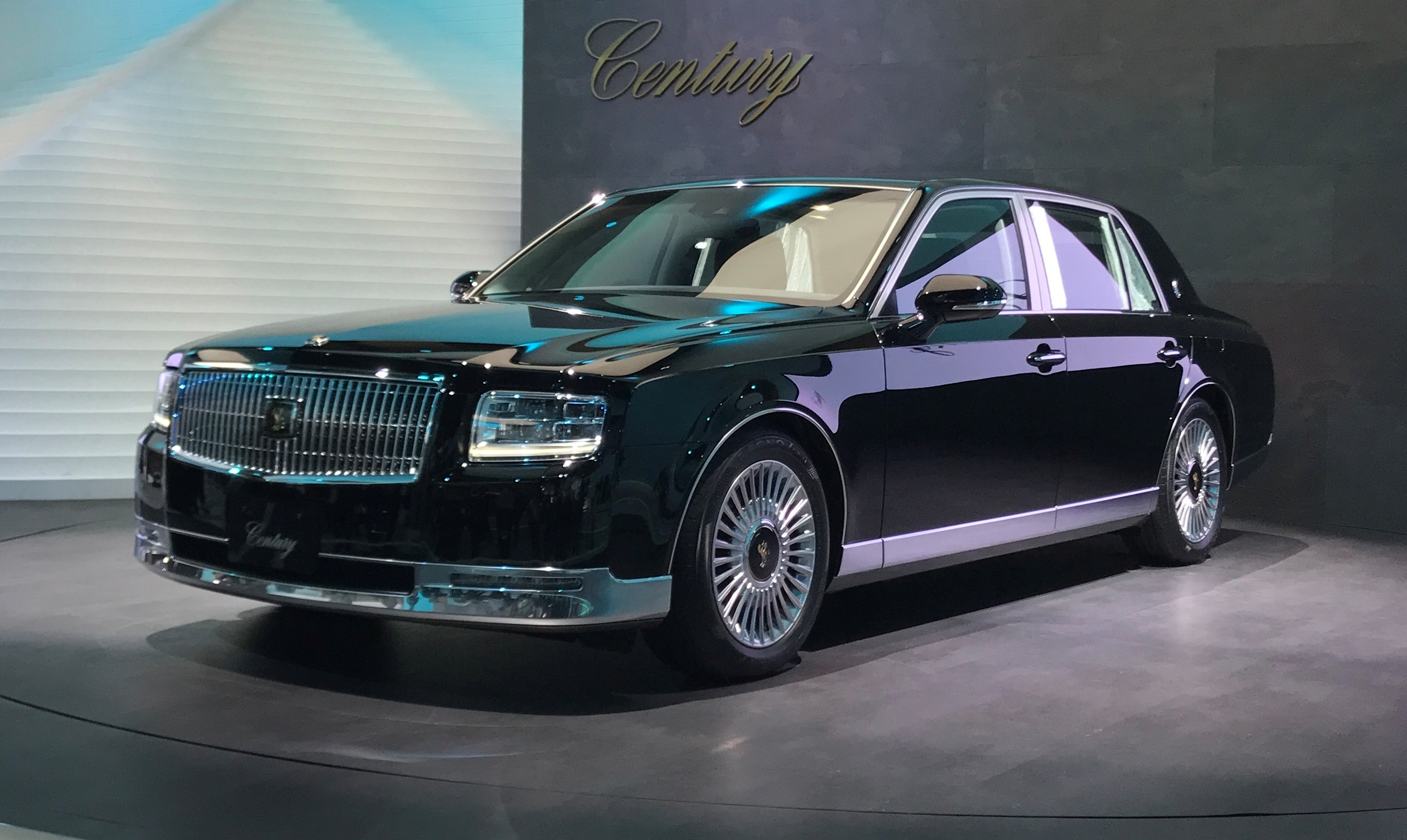
Toyota Century
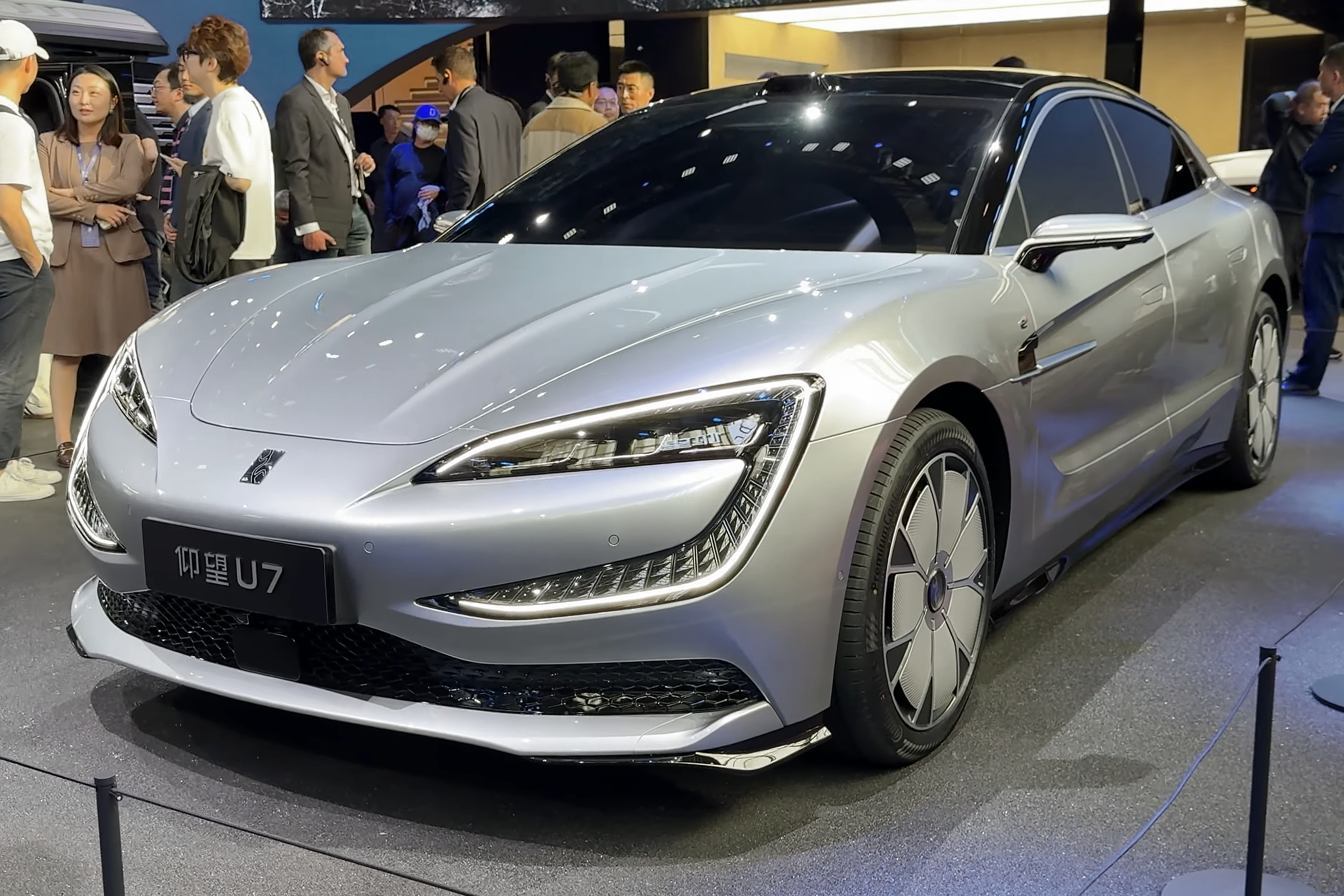
Yangwang U7
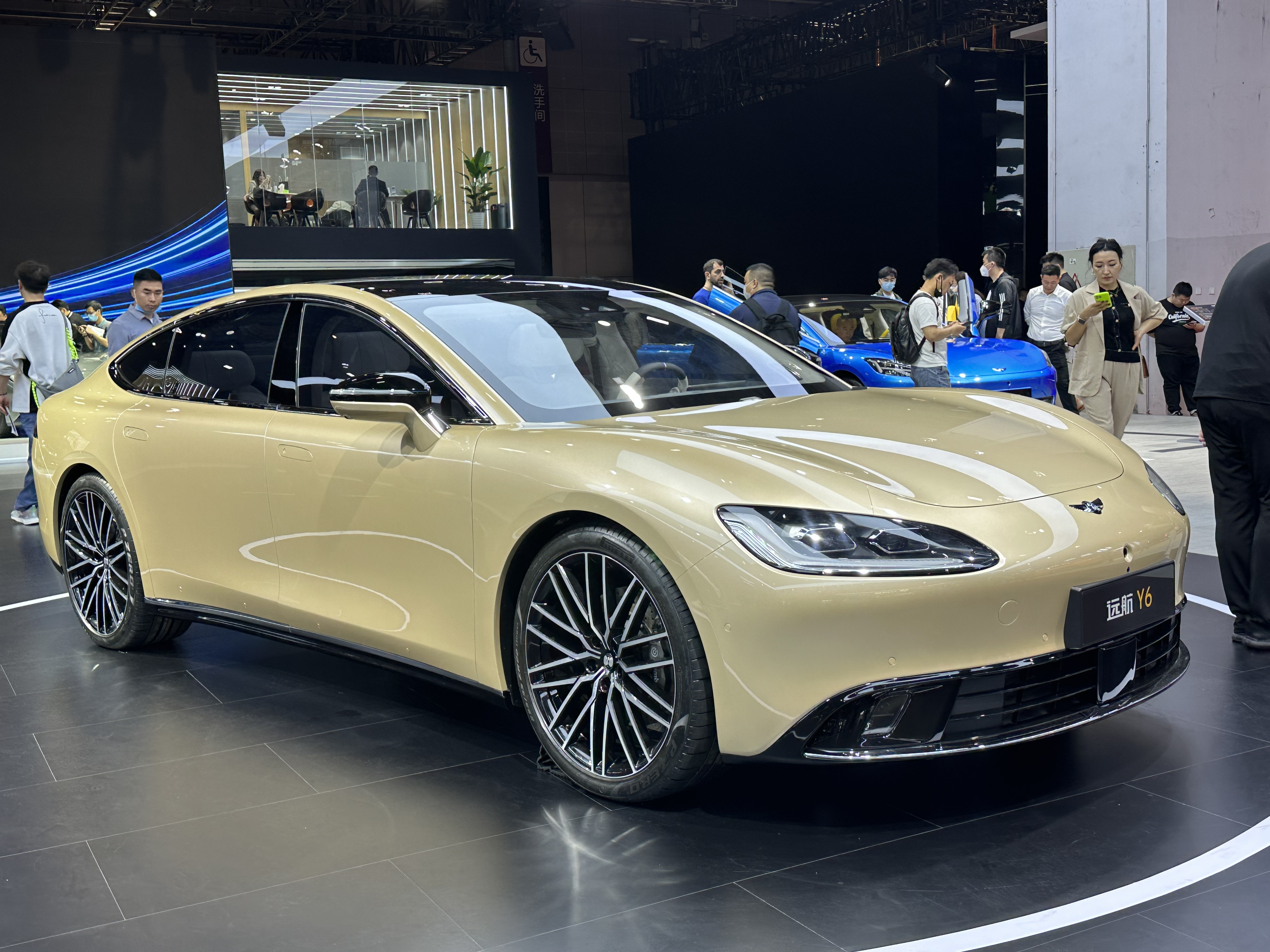
Yuanhang Y6

## Merkmale 1990
Oberklasse-Fahrzeuge boten 1990 im Basismodell mindestens sechs Zylinder, 3,0 Liter Hubraum und eine Motorleistung von ca. 130 kW. Eine Ausnahme war der Mercedes-Benz 260 SE, ein Modell der W-126-Baureihe. Er hatte einen Motor mit 2,6 Liter Hubraum und 118 kW. Achtzylindermotoren waren bei Audi, Lexus und Mercedes-Benz erhältlich. Daneben waren die Oberklasse-Fahrzeuge von BMW und Jaguar auch mit Zwölfzylindermotoren lieferbar. Dieselmotoren spielten 1990 in der Oberklasse noch keine Rolle. Lediglich Mercedes-Benz baute die S-Klasse mit Dieselmotor, allerdings nur für den Export in die USA.
Die Länge von Oberklassenfahrzeugen begann 1990 bei etwa 4,9 Metern und endete in den Versionen mit langem Radstand bei ca. 5,20 Metern.
Oberklasse-Limousinen hatten fast ausschließlich Hinterradantrieb; erst mit der Präsentation des Audi V8 im Jahr 1988 wurde mit dem Allradantrieb eine neue Antriebsart in dieser Fahrzeugklasse eingeführt.
Seit Mitte der 1990er Jahre haben viele Oberklasse-PKW Frontantrieb.

### Beispiele 1990

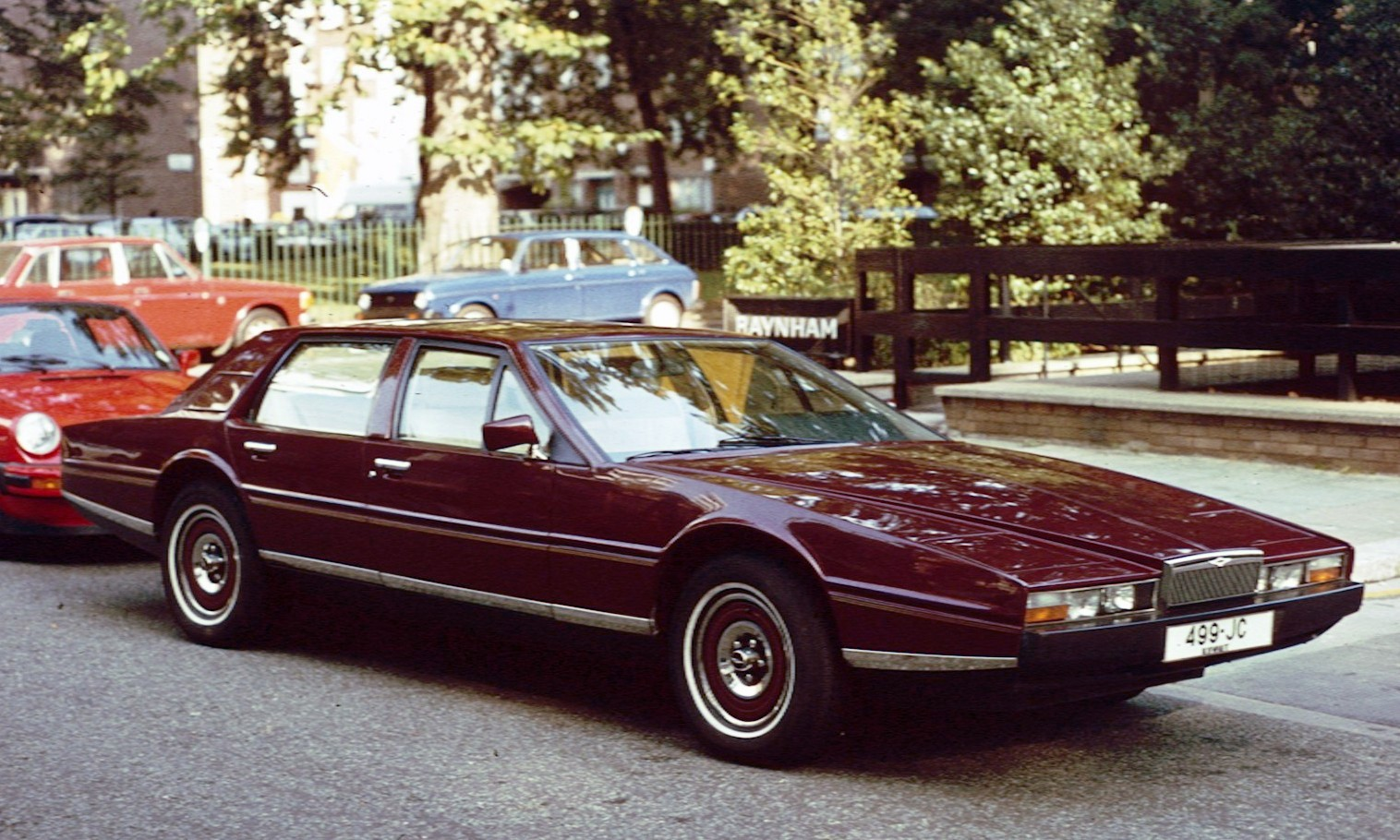
Aston Martin Lagonda
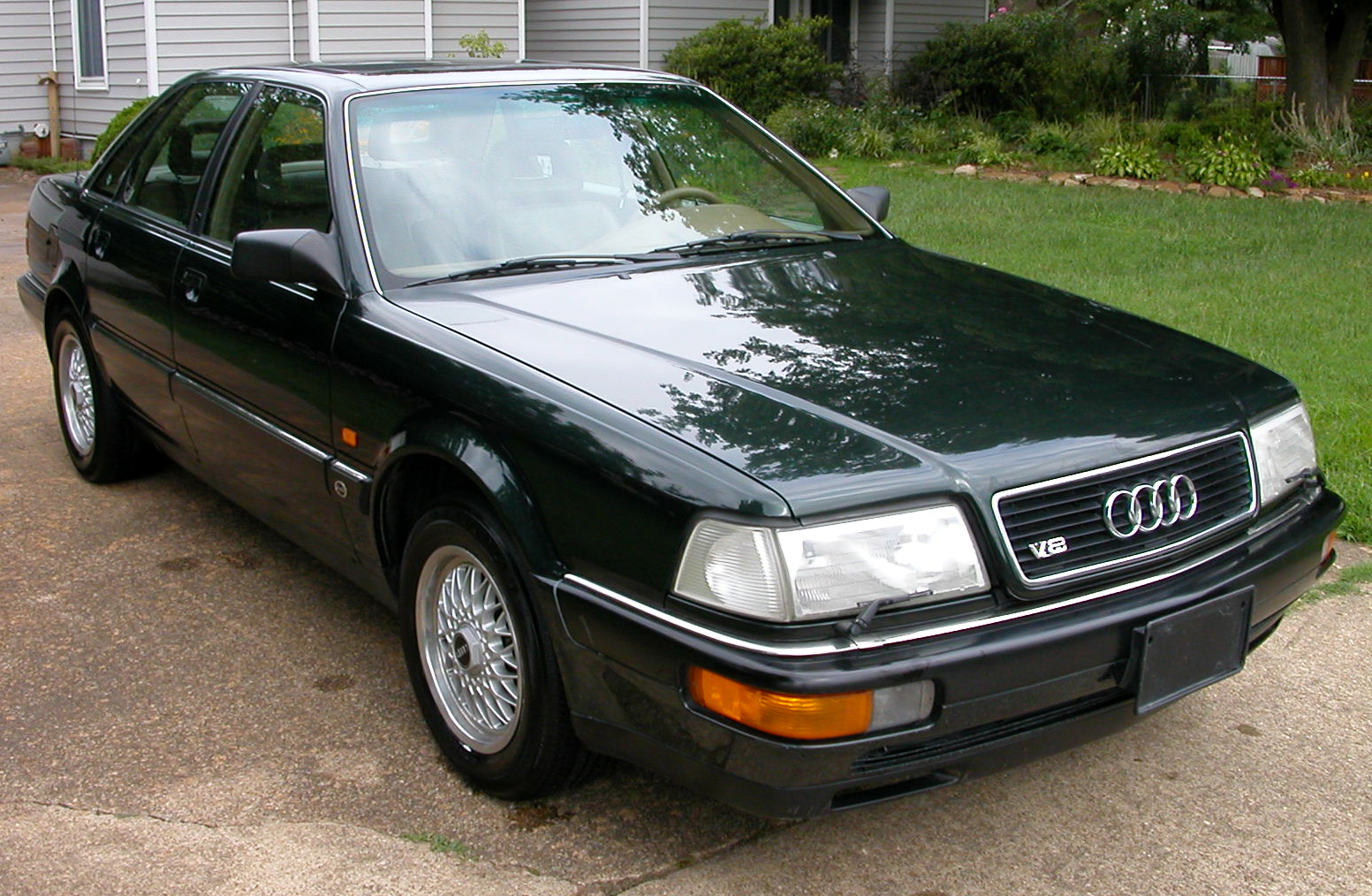
Audi V8
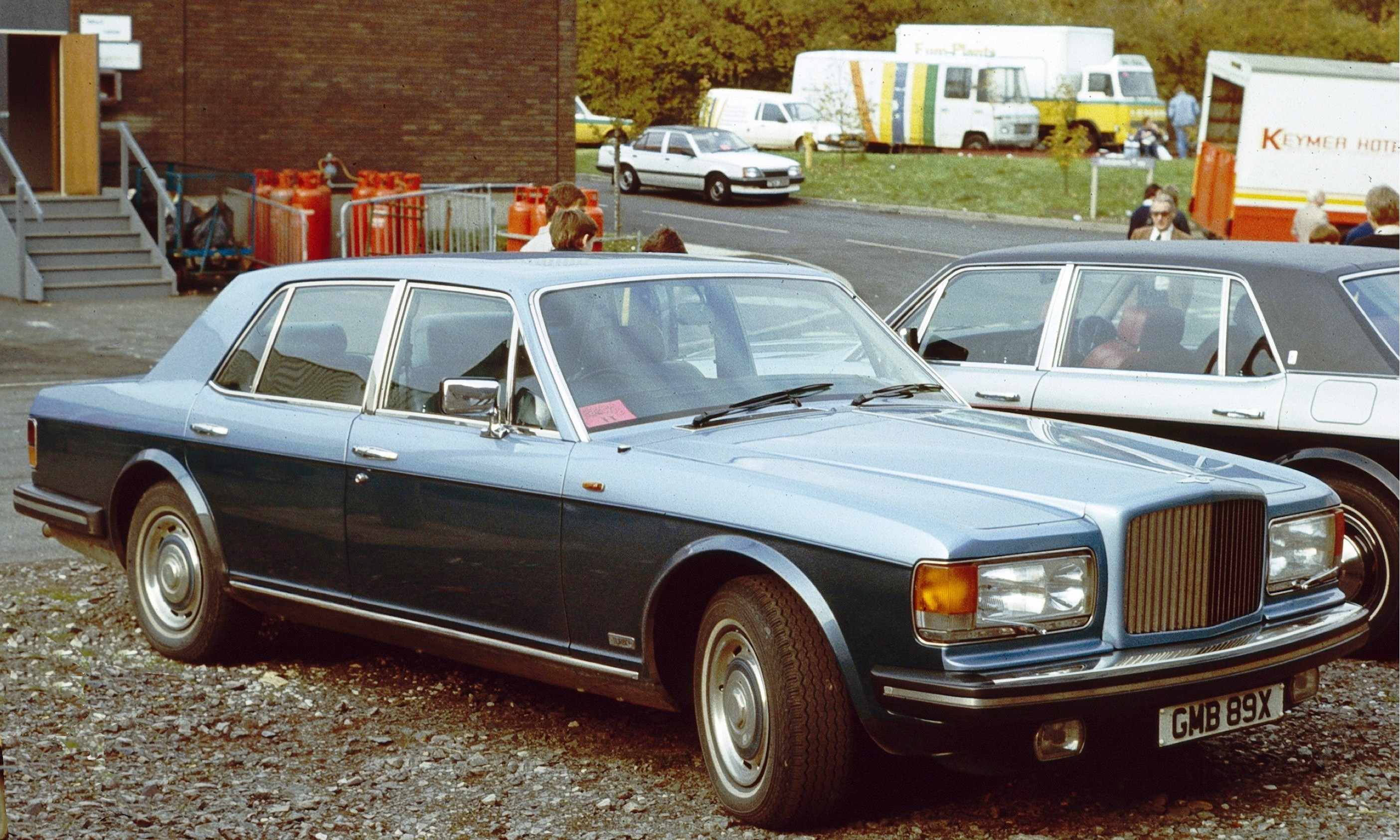
Bentley Mulsanne
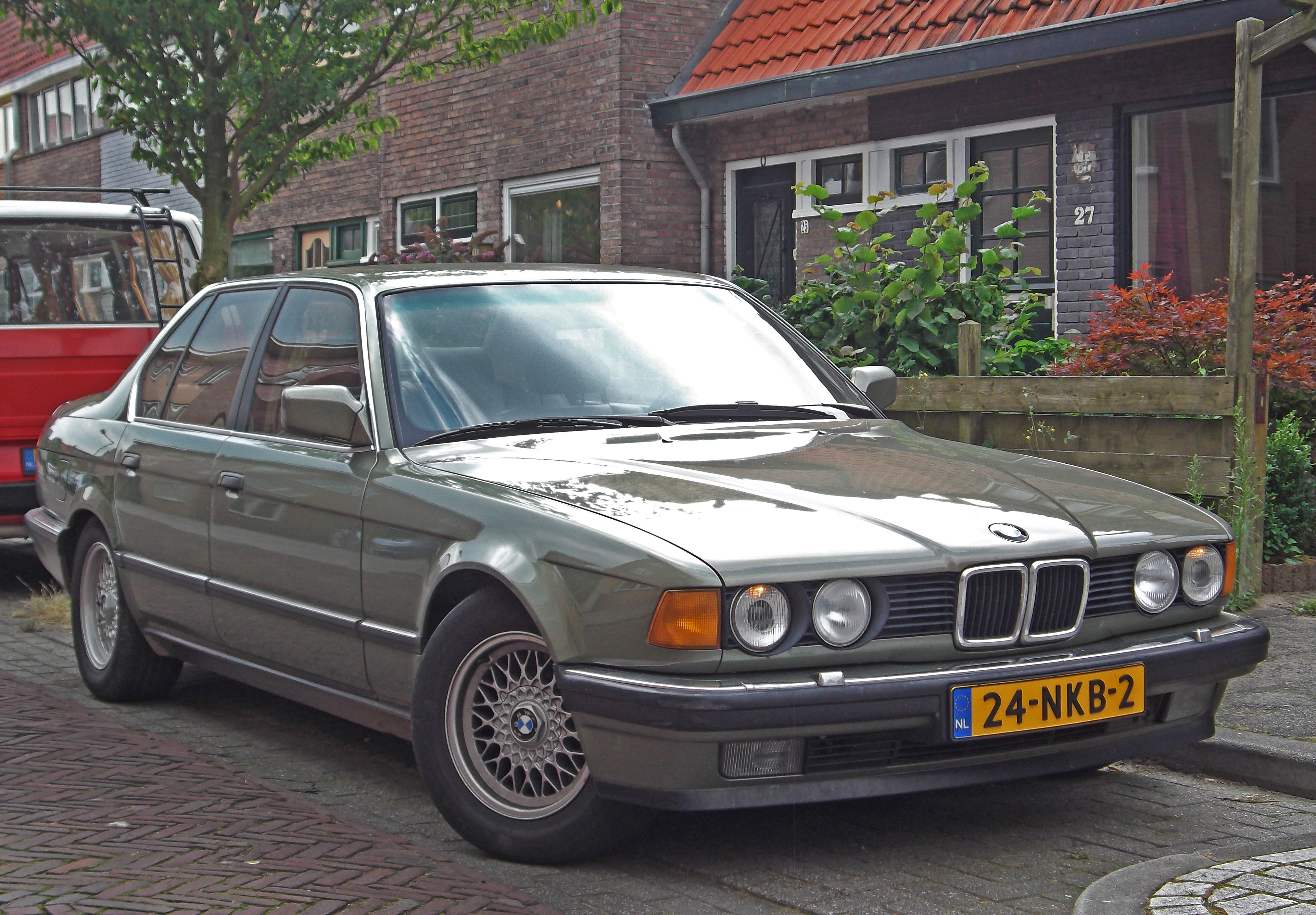
BMW 7er
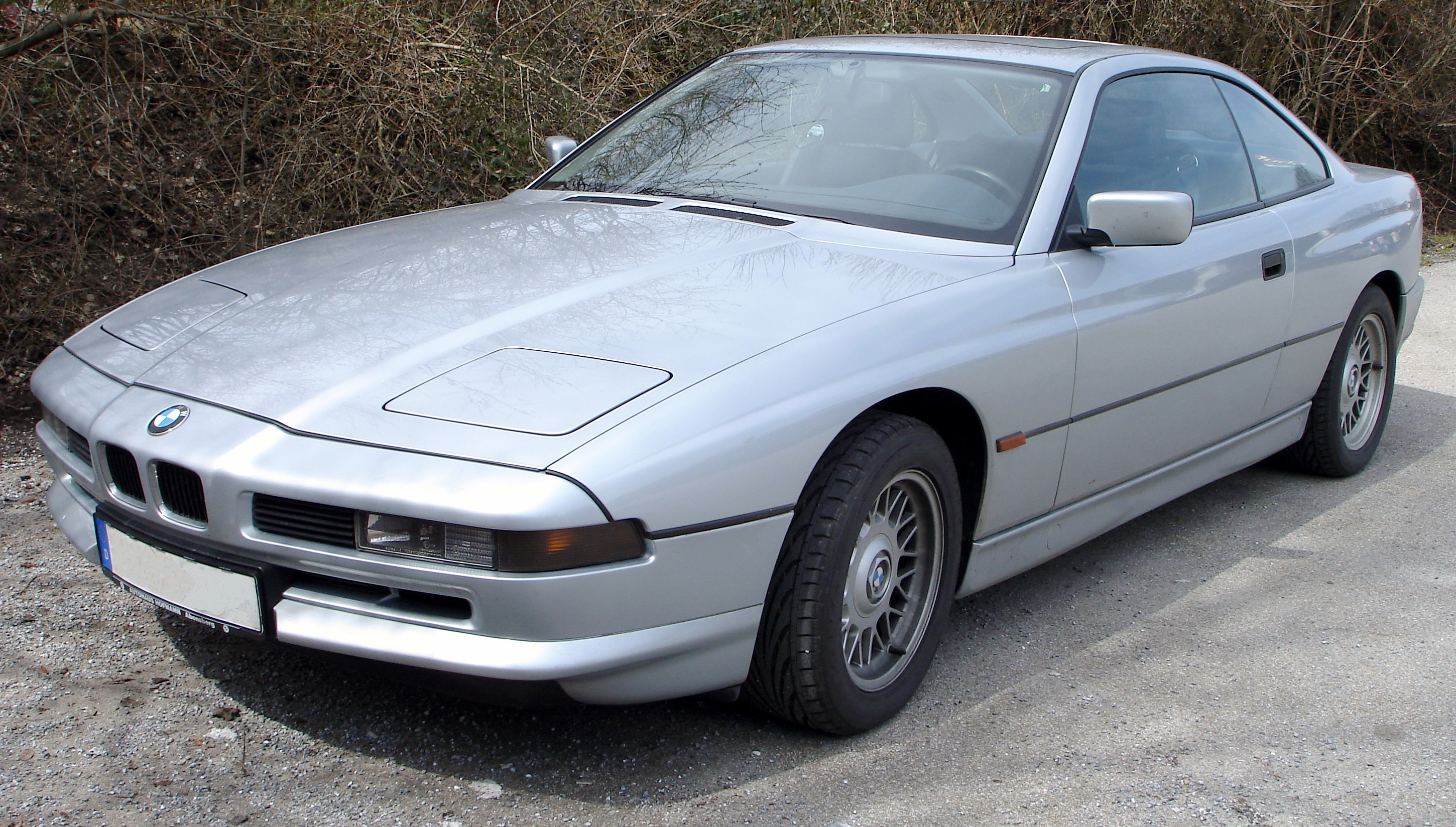
BMW 8er
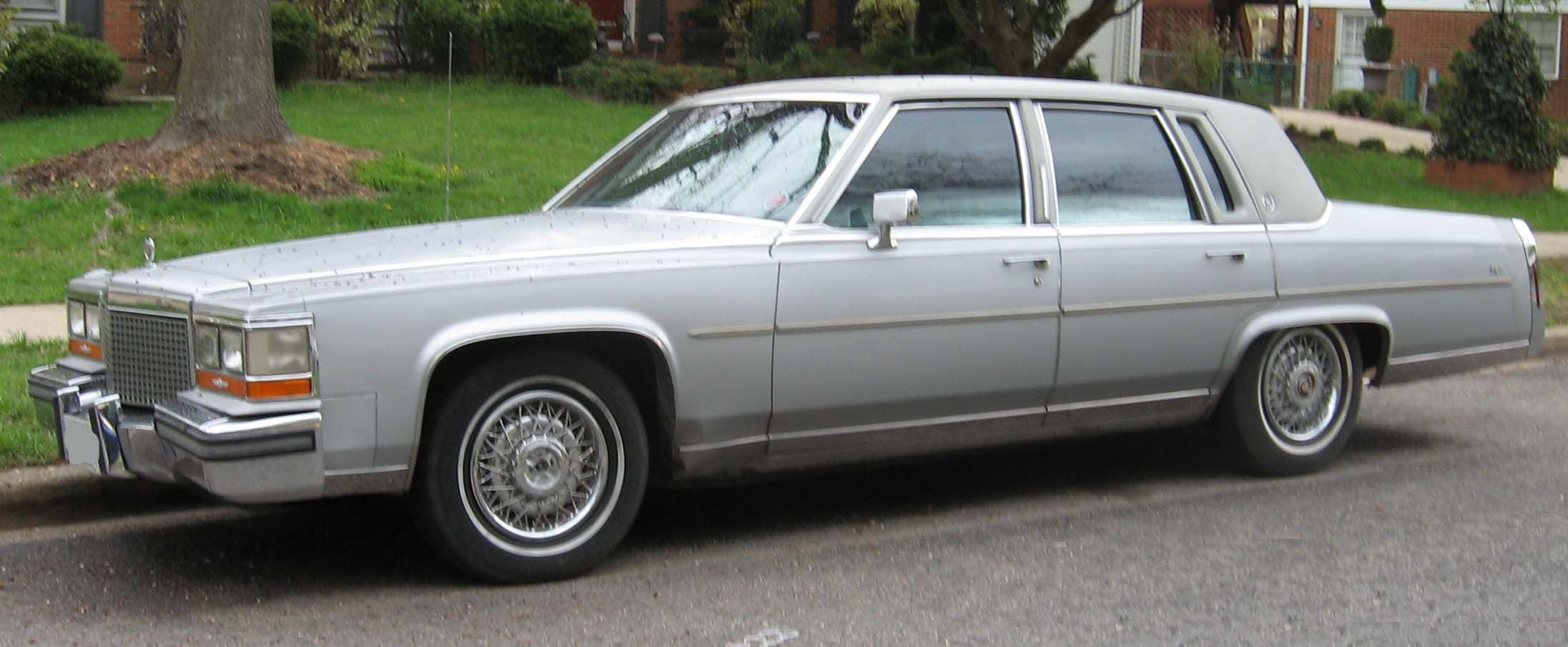
Cadillac Brougham
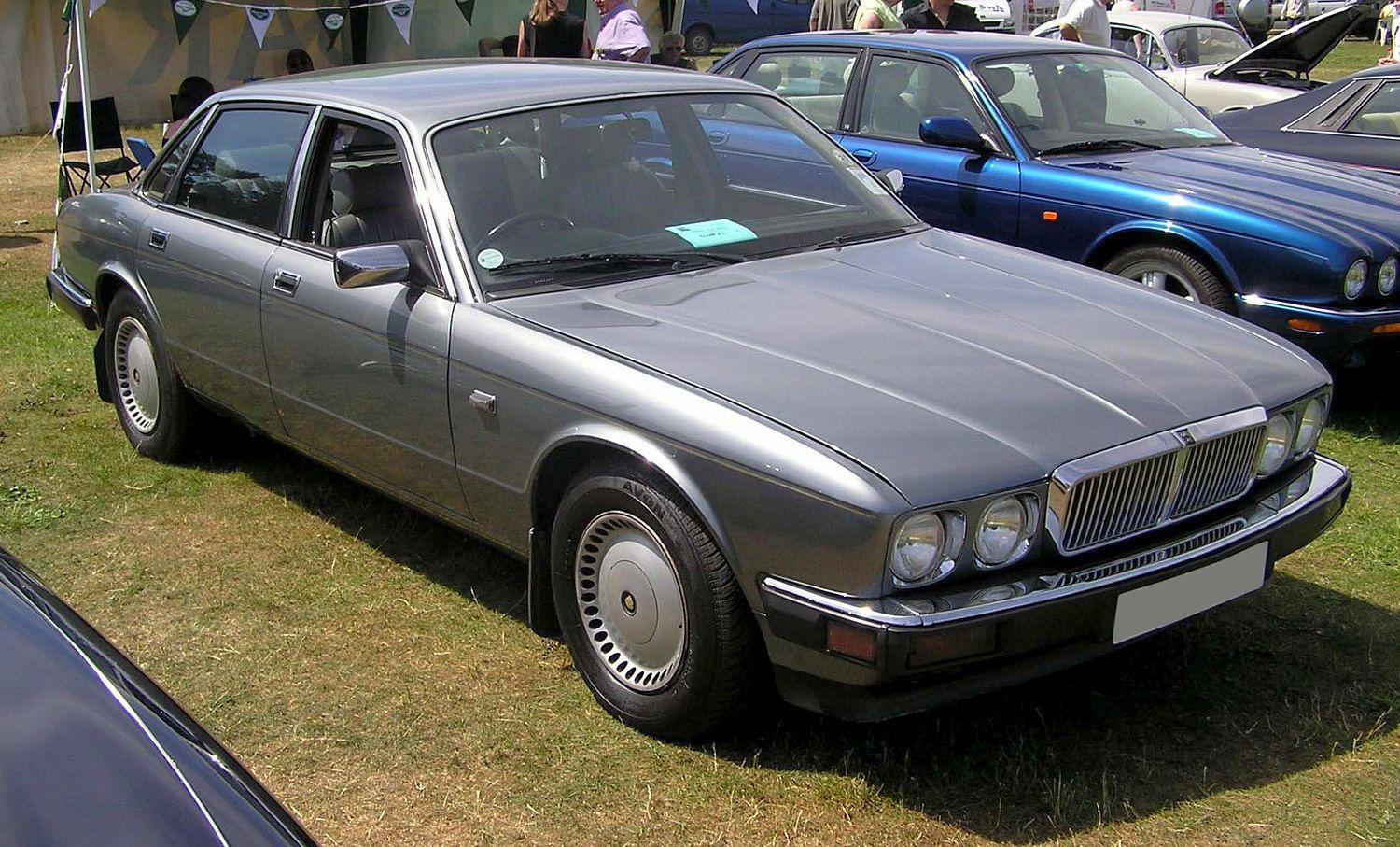
Jaguar/Daimler XJ40
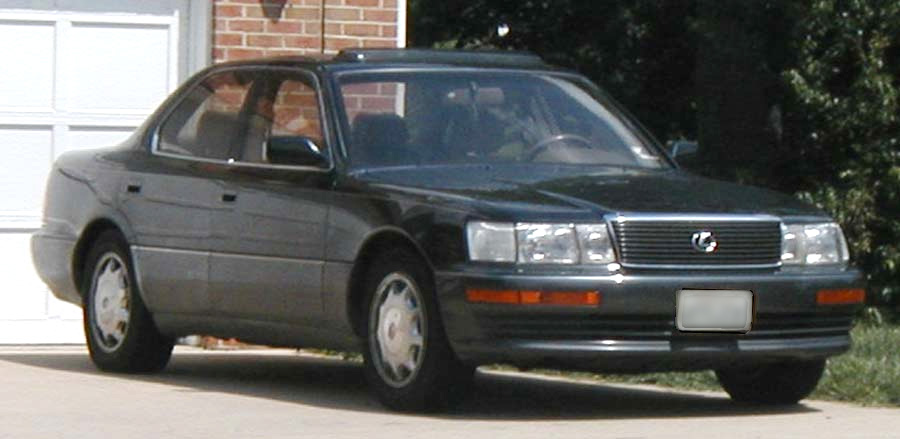
Lexus LS 400
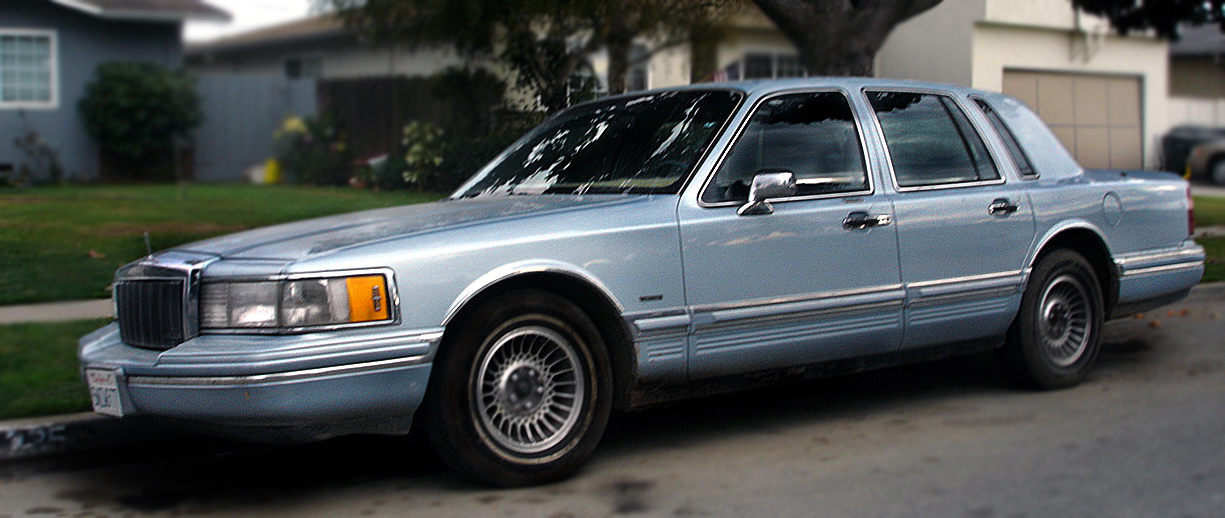
Lincoln Town Car
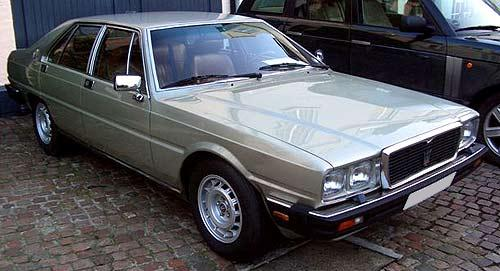
Maserati Quattroporte
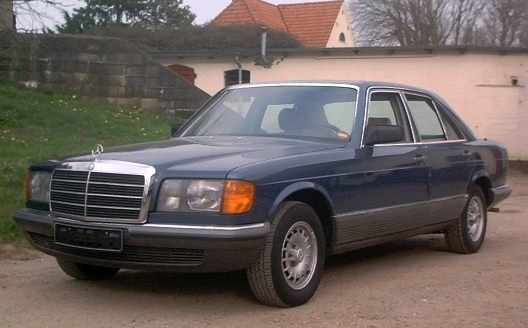
Mercedes-Benz S-Klasse
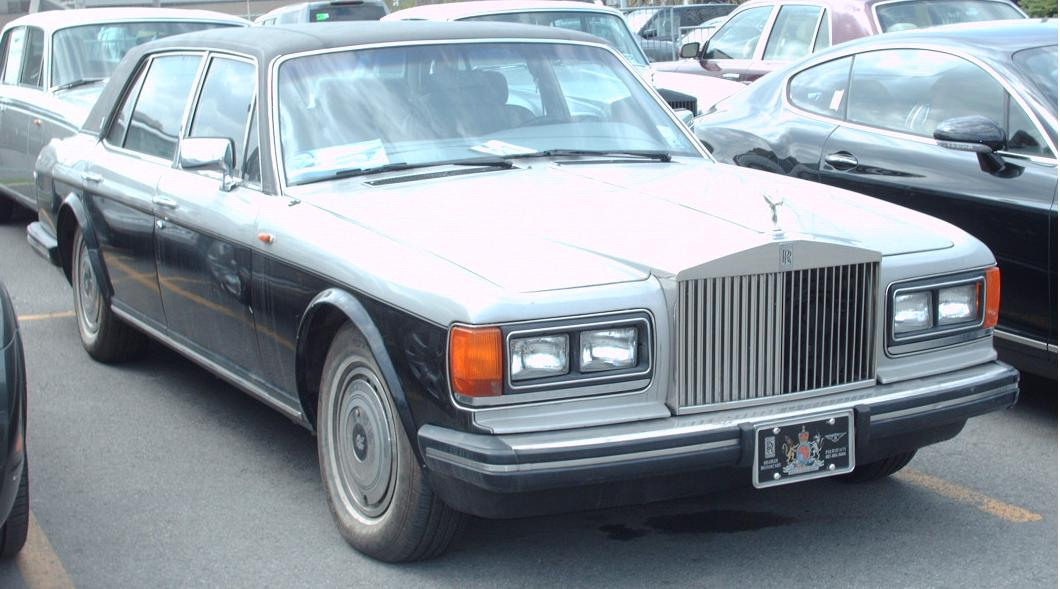
Rolls-Royce Silver Spur
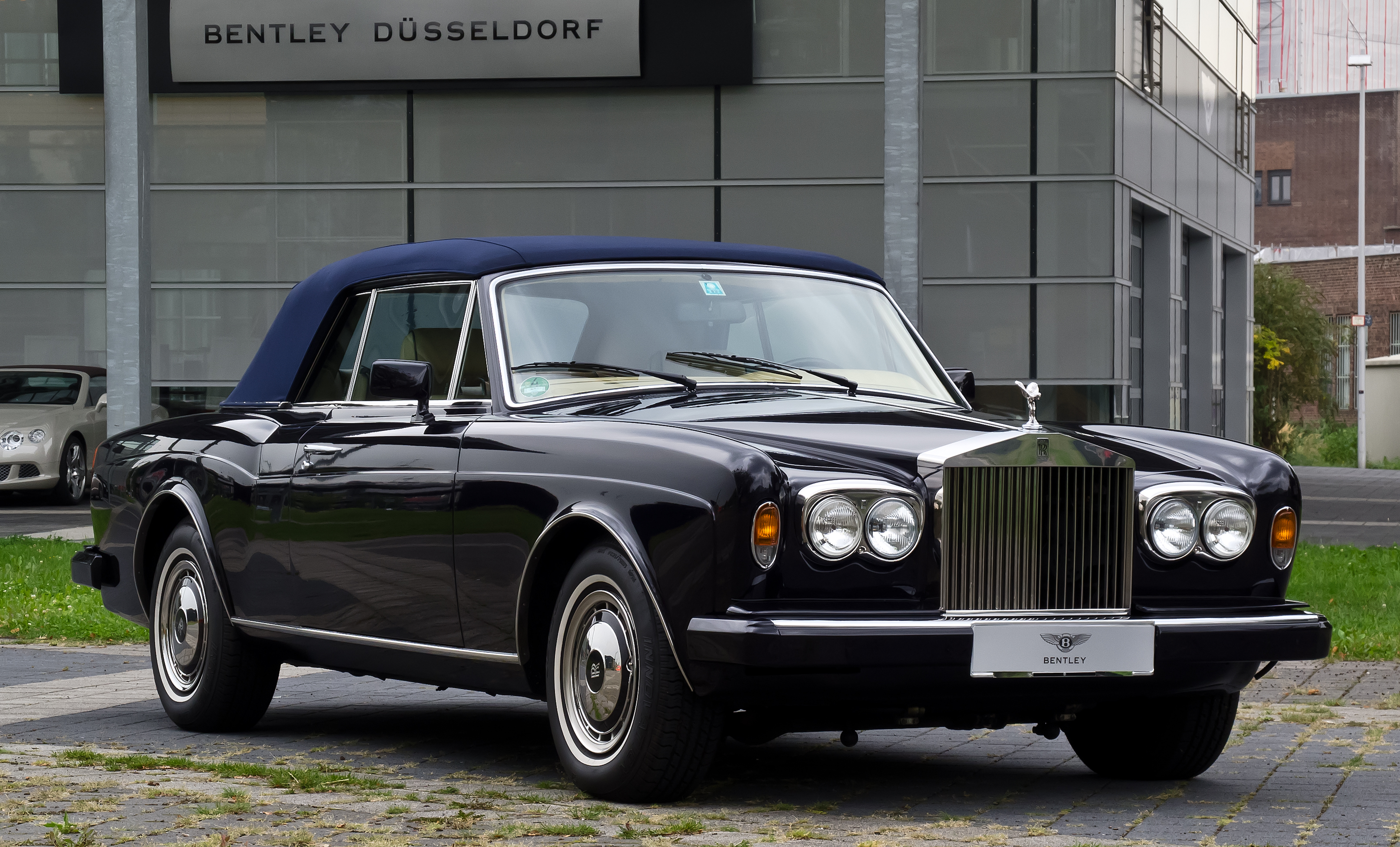
Rolls-Royce Corniche
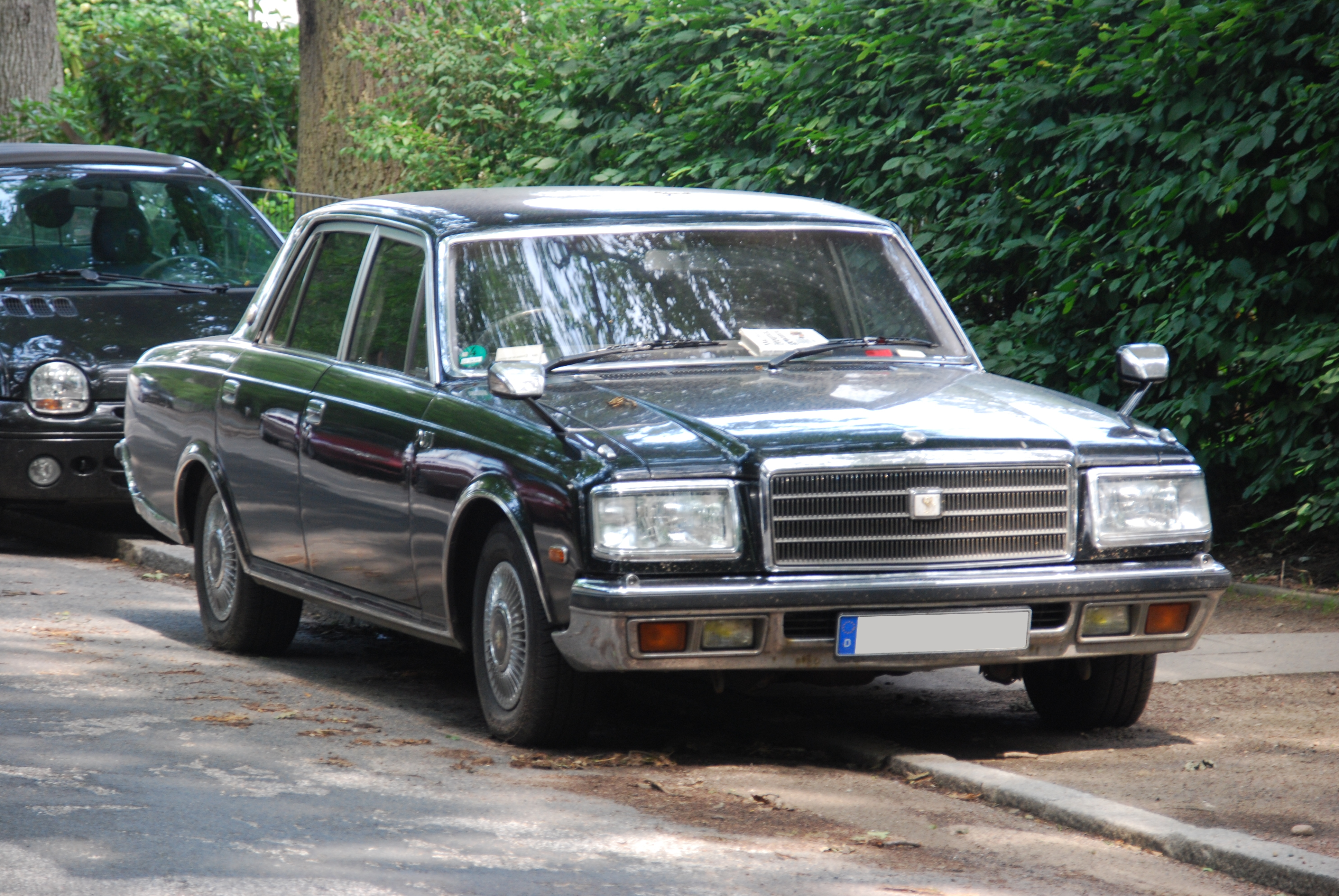
Toyota Century

### Daten 1990
| Modell                      | Preisspanne              | Leistung          | Zylinder | Länge Grundversion | Länge Langversion |
| --------------------------- | ------------------------ | ----------------- | -------- | ------------------ | ----------------- |
| Audi V8                     | 99.000 DM bis 150.000 DM | 184 kW bis 206 kW | 8        | 4871 mm            | 5190 mm           |
| BMW 7er                     | 65.000 DM bis 134.000 DM | 138 kW bis 220 kW | 6, 12    | 4910 mm            | 5024 mm           |
| Cadillac Fleetwood Brougham | 70.000 DM bis 90.000 DM  | 191 kW            | 8        | 5715 mm            | nicht erhältlich  |
| Jaguar XJ40                 | 80.000 DM bis 111.000 DM | 163 kW bis 194 kW | 6, 12    | 4988 mm            | nicht erhältlich  |
| Lexus LS400                 | 88.000 DM                | 180 kW            | 8        | 5005 mm            | nicht erhältlich  |
| Lincoln Town Car            | 70.000 DM bis 84.000 DM  | 140 kW            | 8        | 5560 mm            | nicht erhältlich  |
| Mercedes-Benz S-Klasse      | 64.000 DM bis 137.000 DM | 118 kW bis 205 kW | 6, 8     | 5020 mm            | 5160 mm           |

## Ausstattung
Oberklassefahrzeuge bieten als Technologieträger der Hersteller in der Regel ein deutlich höheres Maß an Komfort als die darunter angesiedelten Klassen und meist mehr aktive und passive Sicherheit. Die in der Oberklasse verbauten und erprobten Technologien werden in der darauffolgenden Zeit in niedriger eingestufte Klassen eingesetzt, so zum Beispiel Merkmale wie eine Lenkradheizung, Navigationssysteme, automatische Klimaanlagen oder autonomes Fahren.

## Historische Oberklasse-PKW

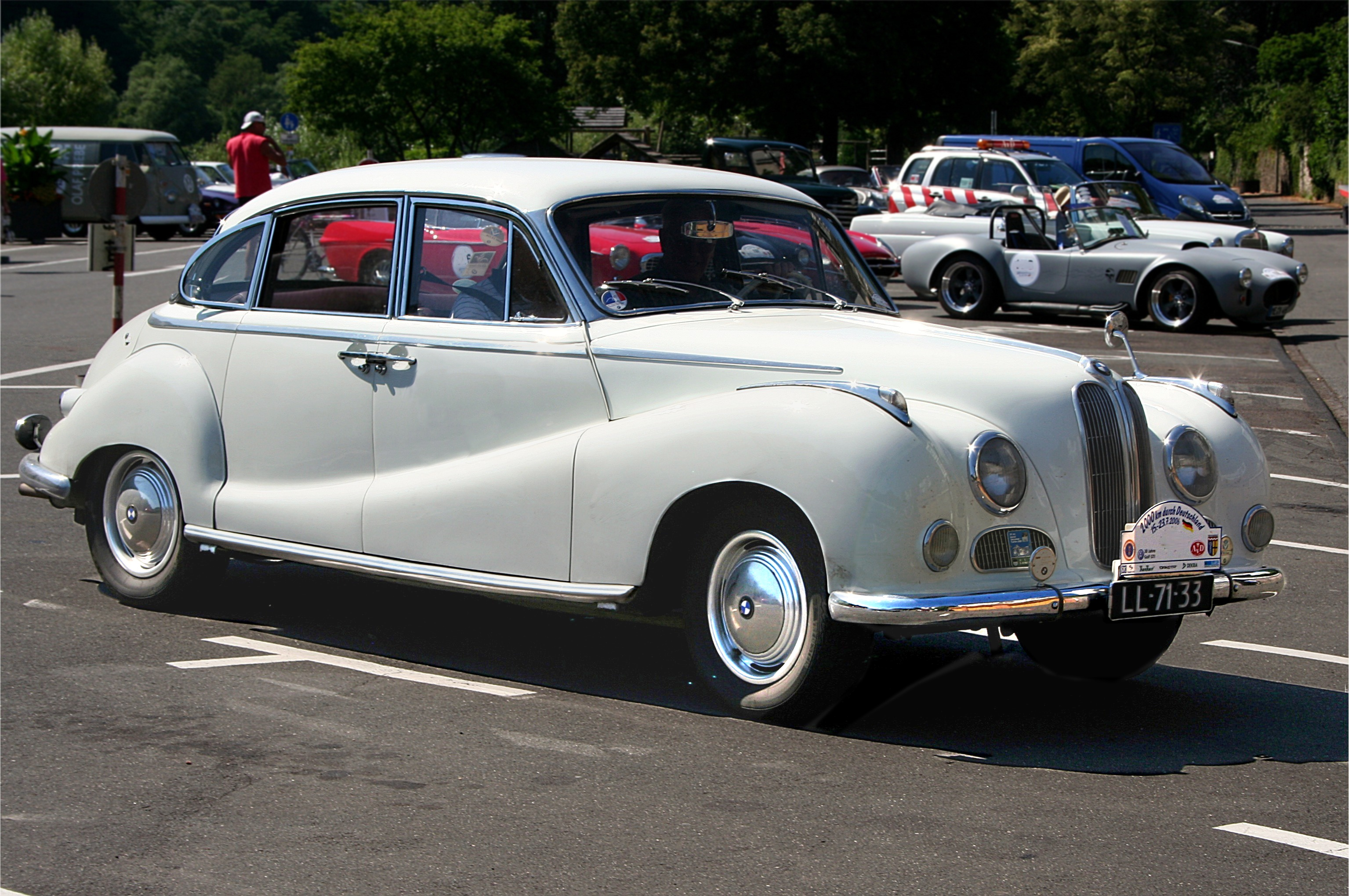
BMW 3200 L (1962)
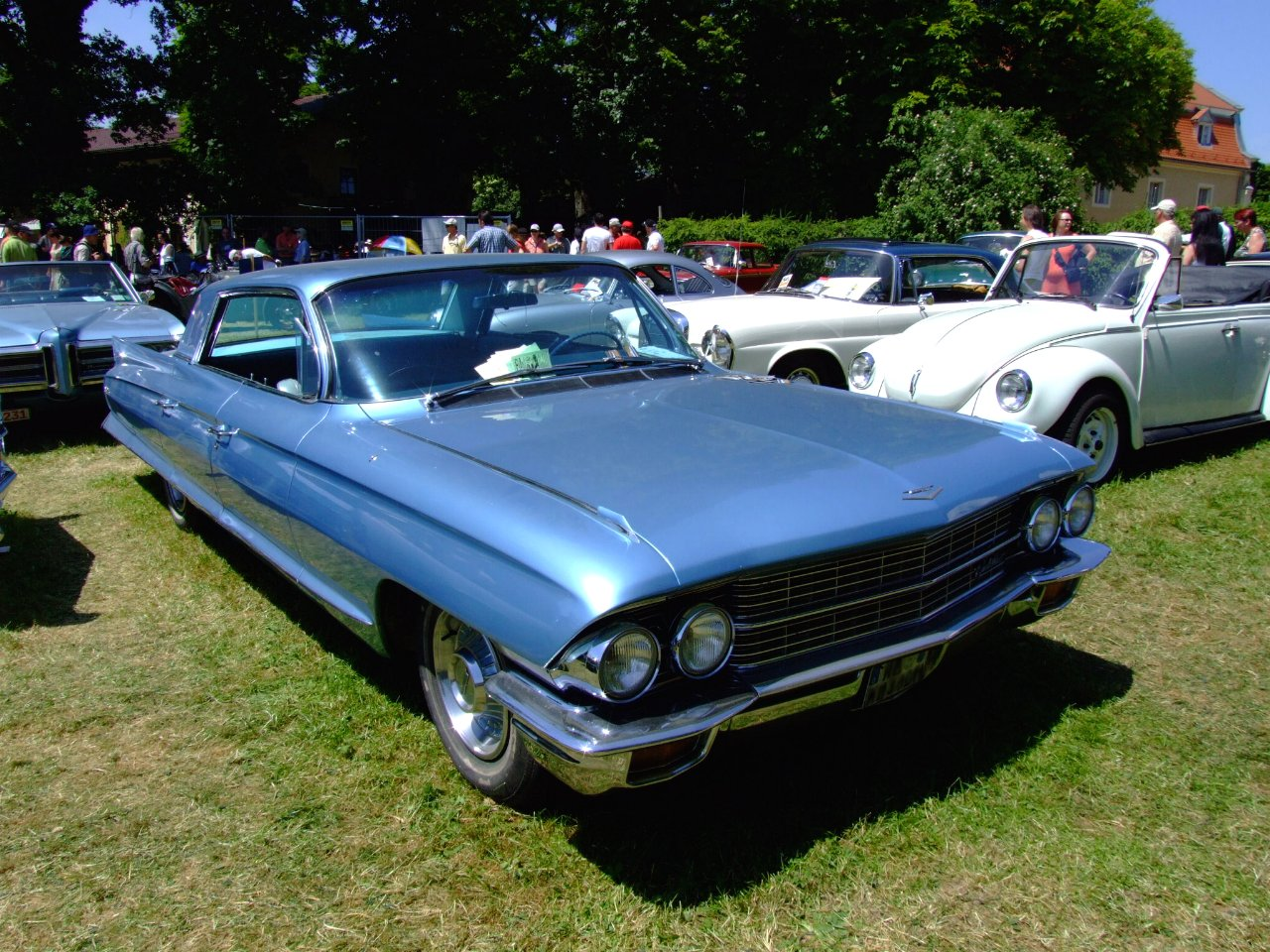
Cadillac DeVille (1962)
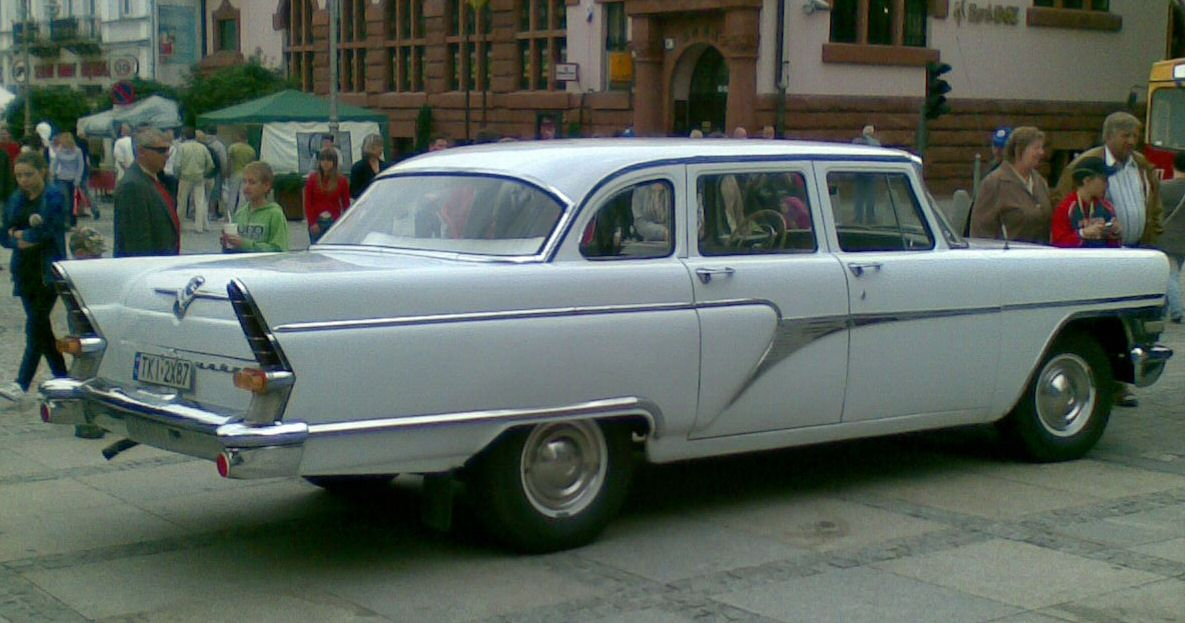
GAZ-13 Tschaika (1959–1981)
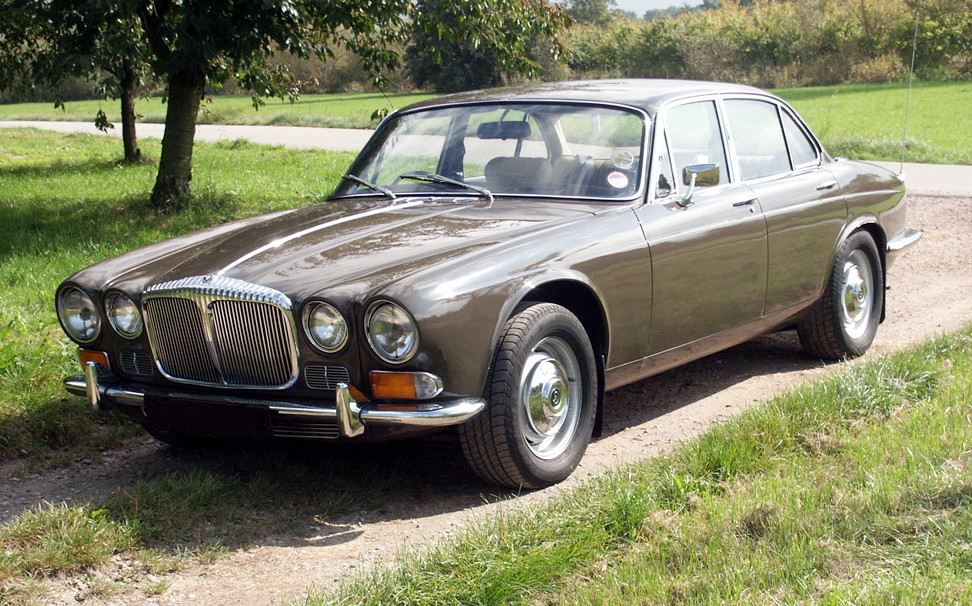
Jaguar XJ (Mark I) (1972)
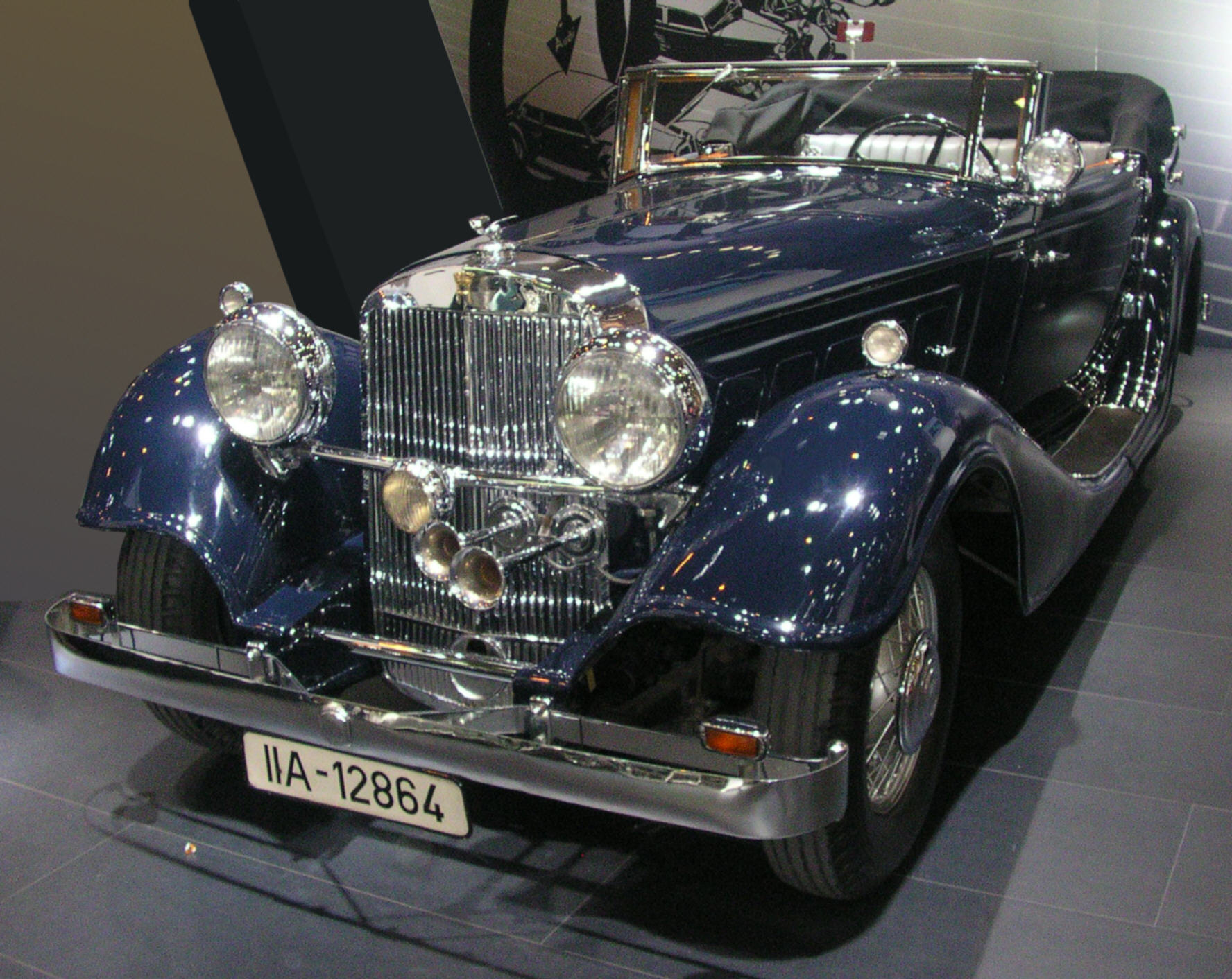
Horch 670 Zwölfzylinder (1932)
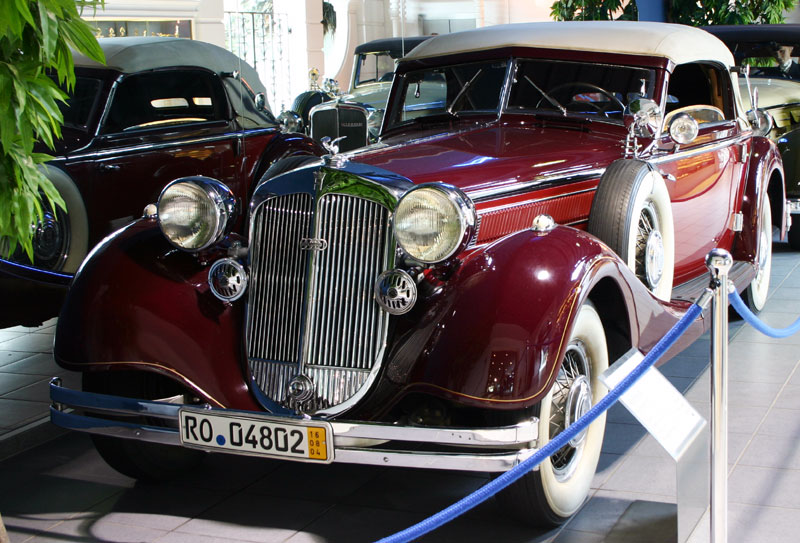
Horch Sport-Cabriolet (1938)
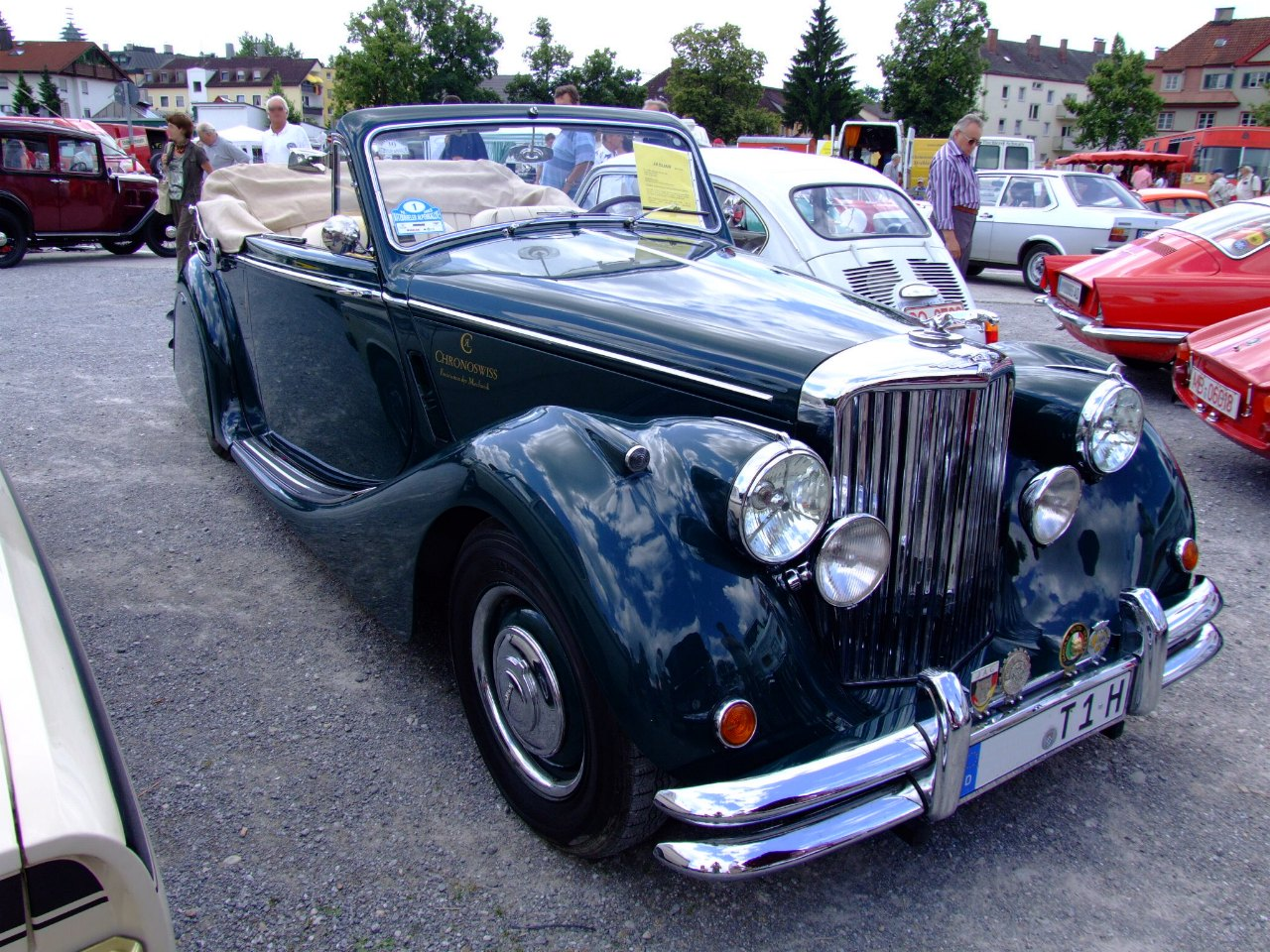
Jaguar Mk V (1948)
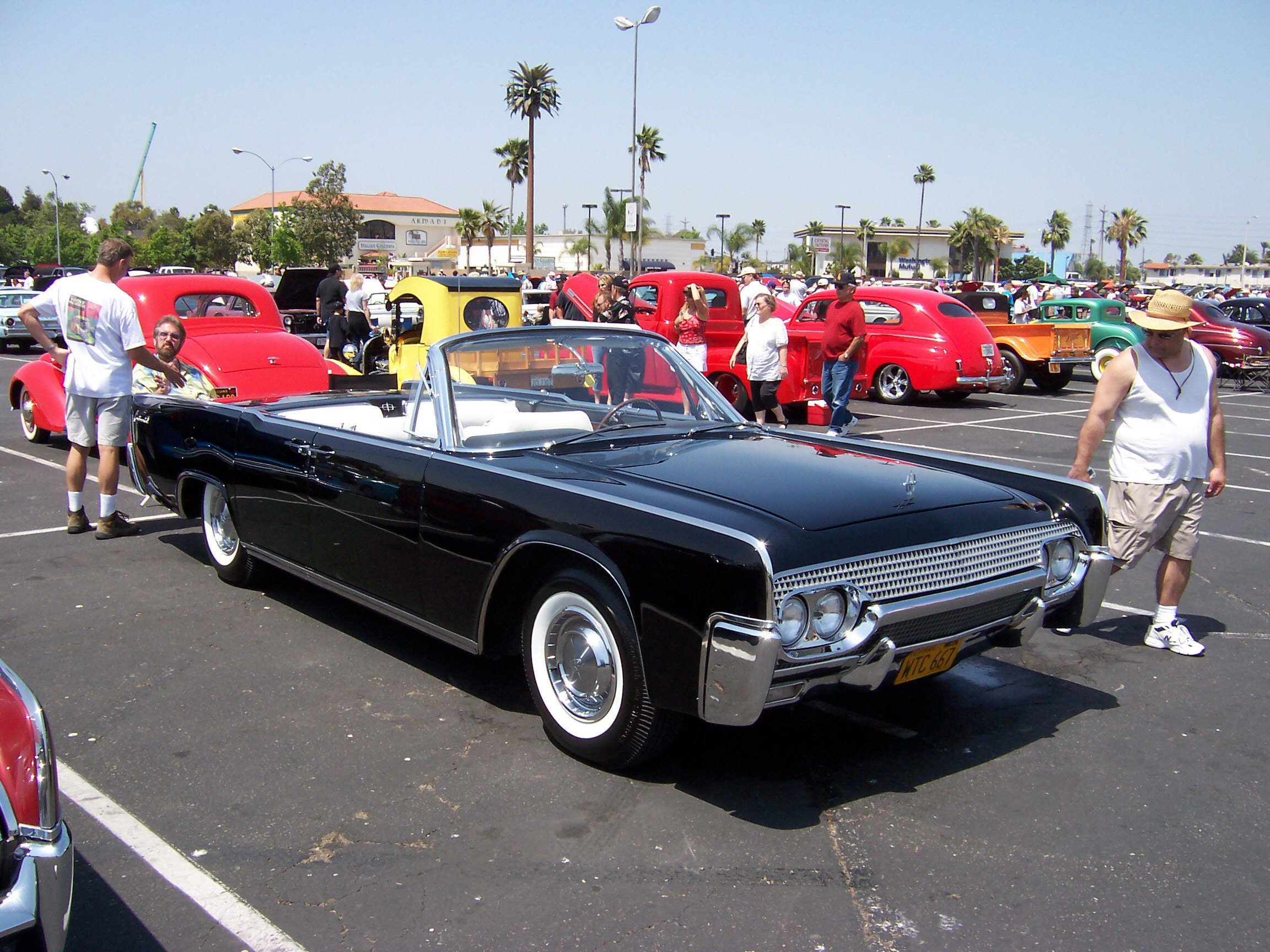
Lincoln Continental (1961)
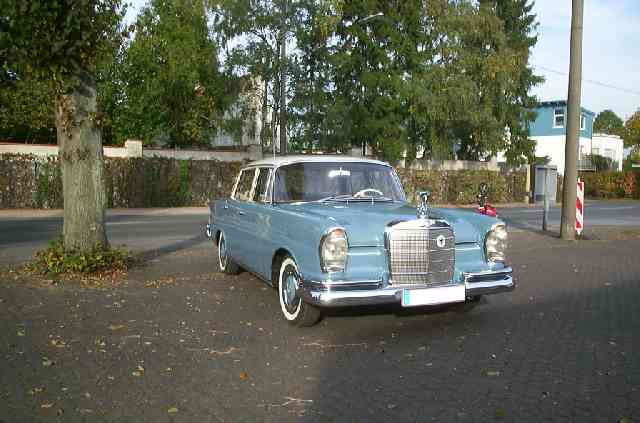
Mercedes-Benz 220 S (1959–1965)
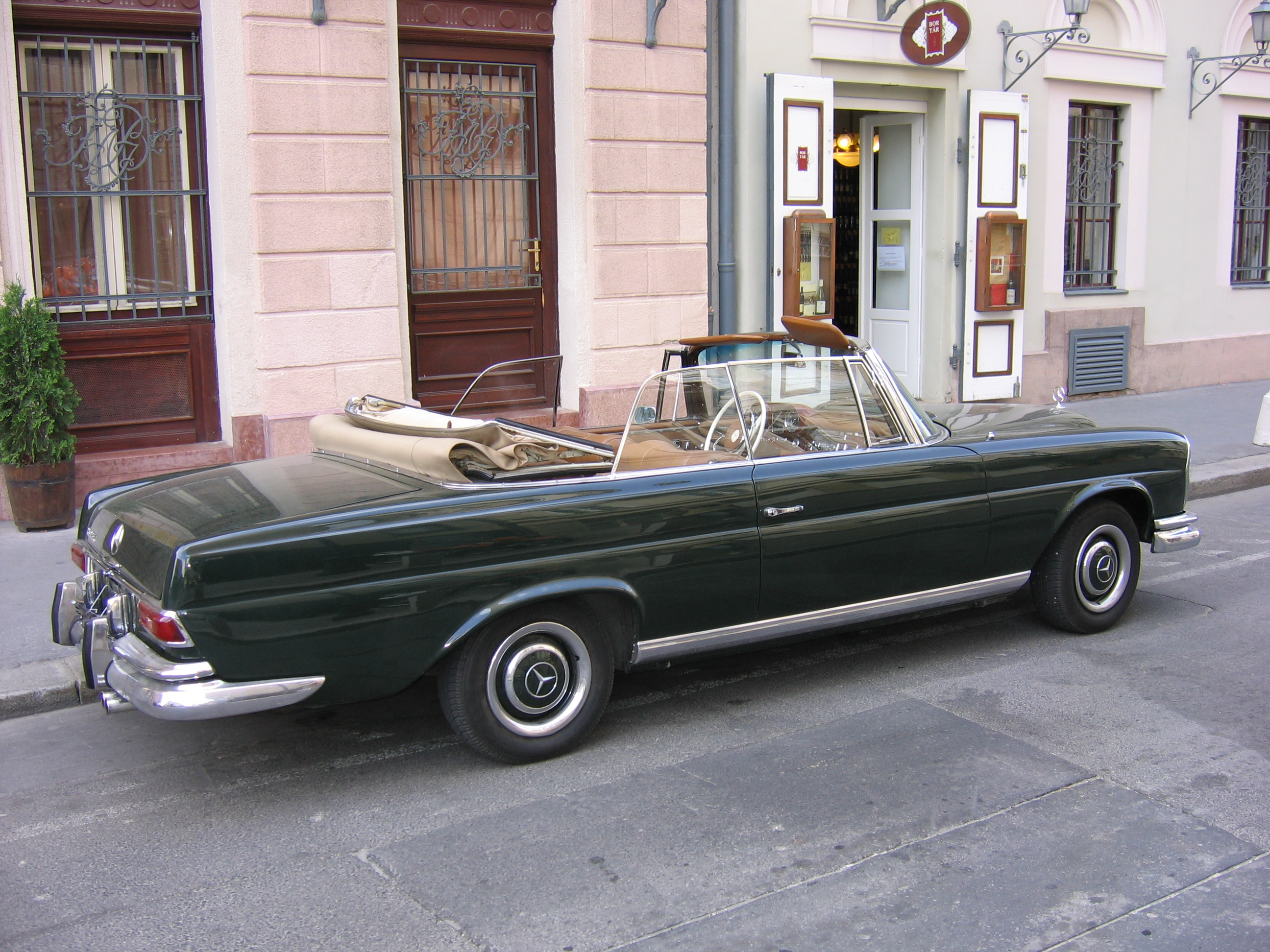
Mercedes-Benz 250 SE Cabrio (1965–1972)
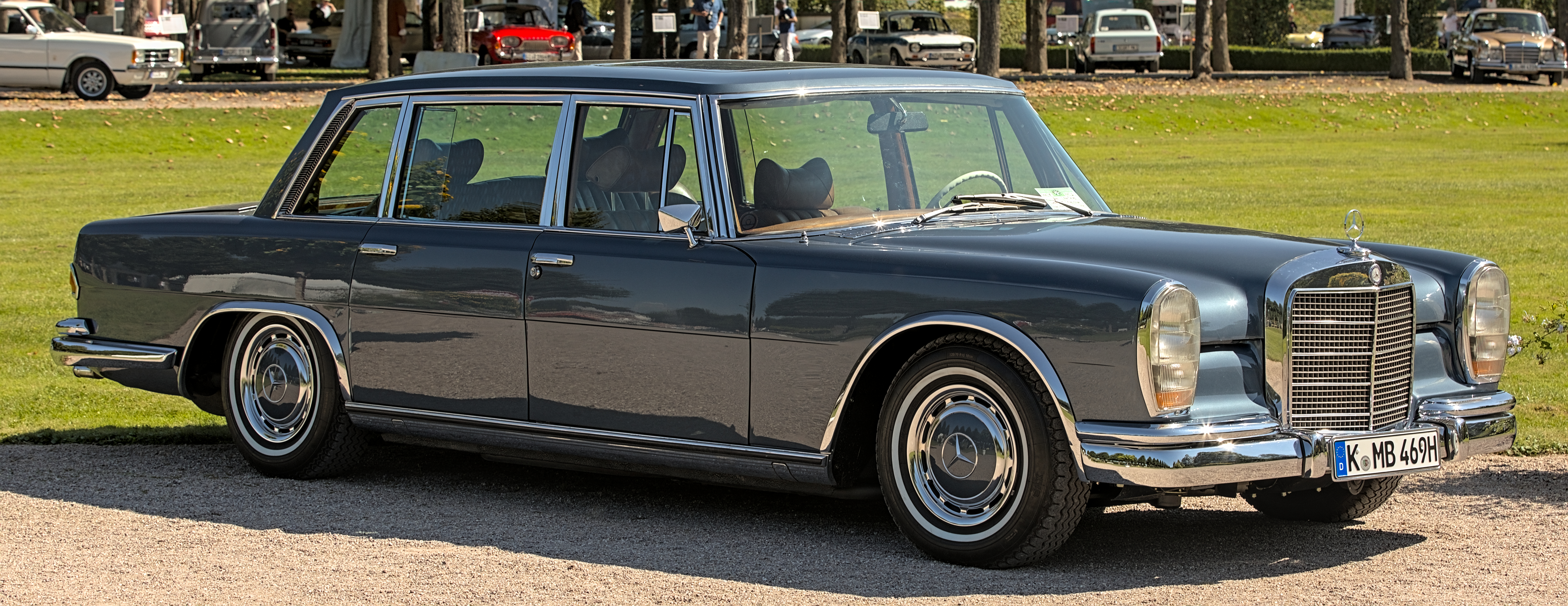
Mercedes-Benz W 100 (1964–1981)
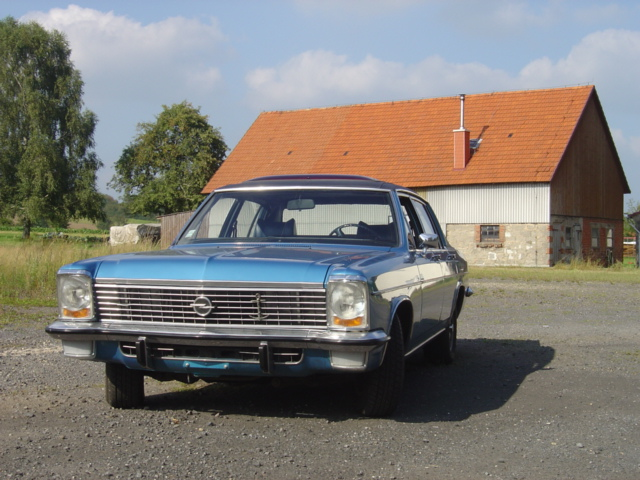
Opel Diplomat B (1969–1977)
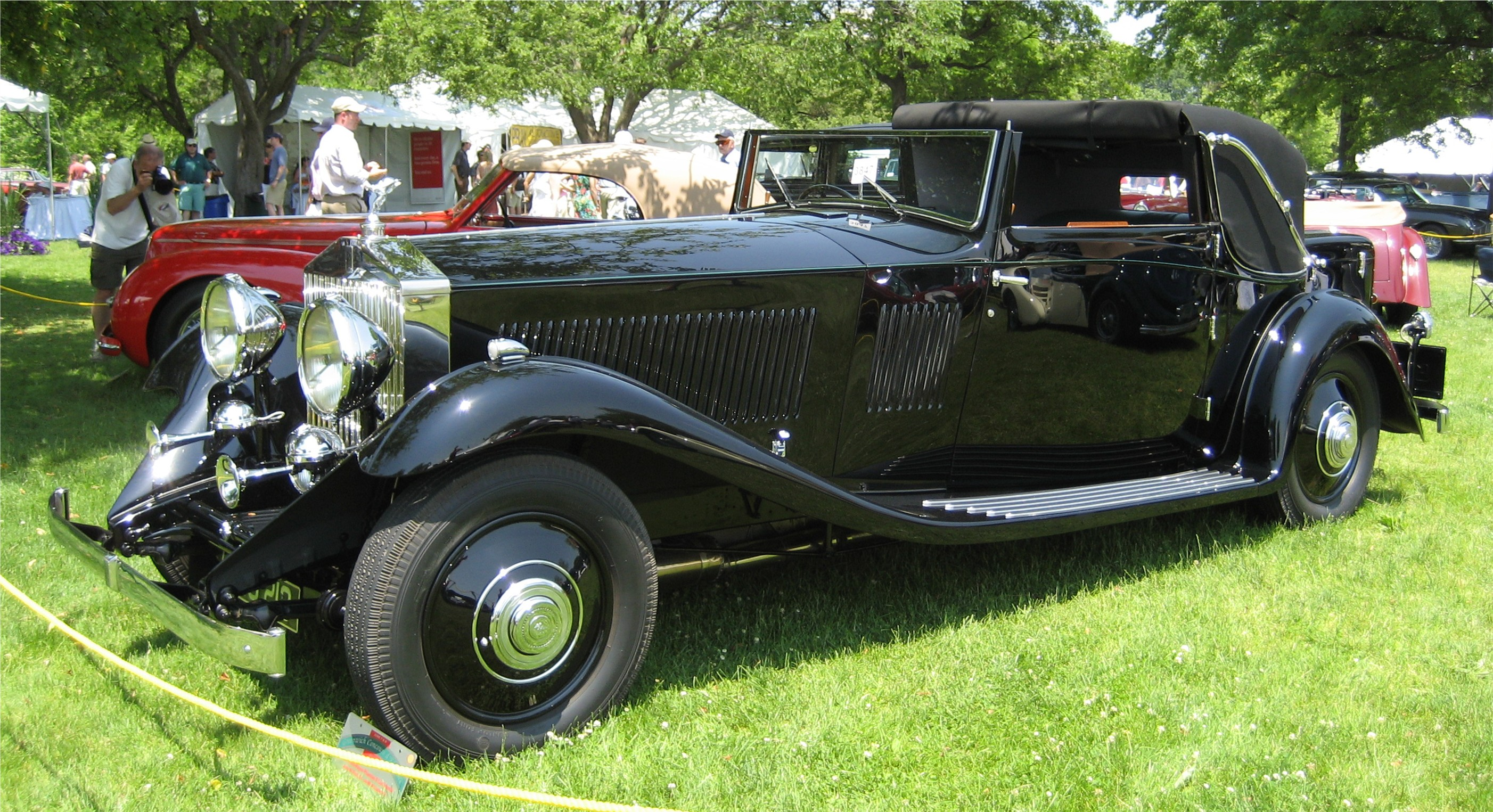
Rolls-Royce Phantom II (1929–1935)
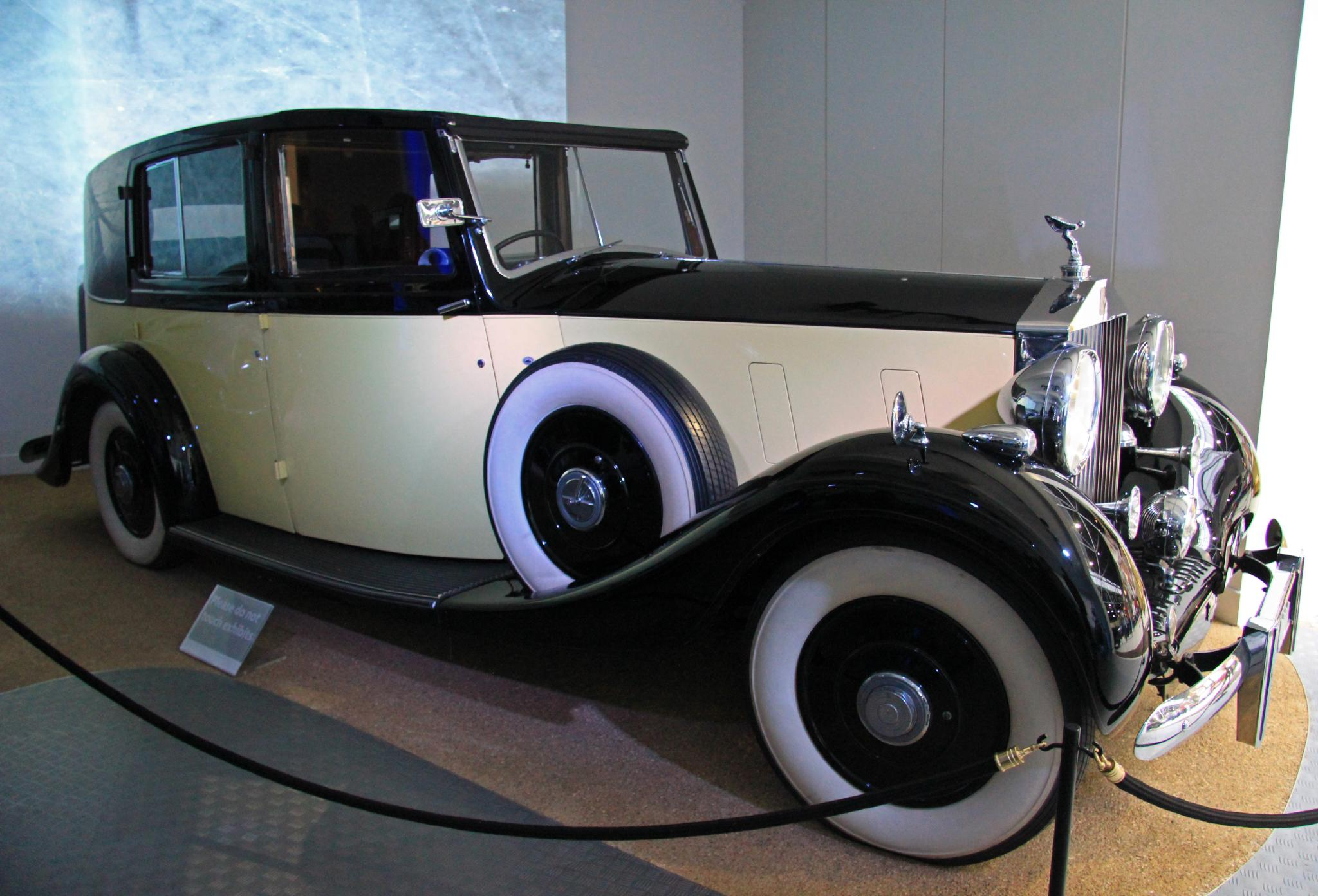
Rolls-Royce Phantom III (1936–1939)
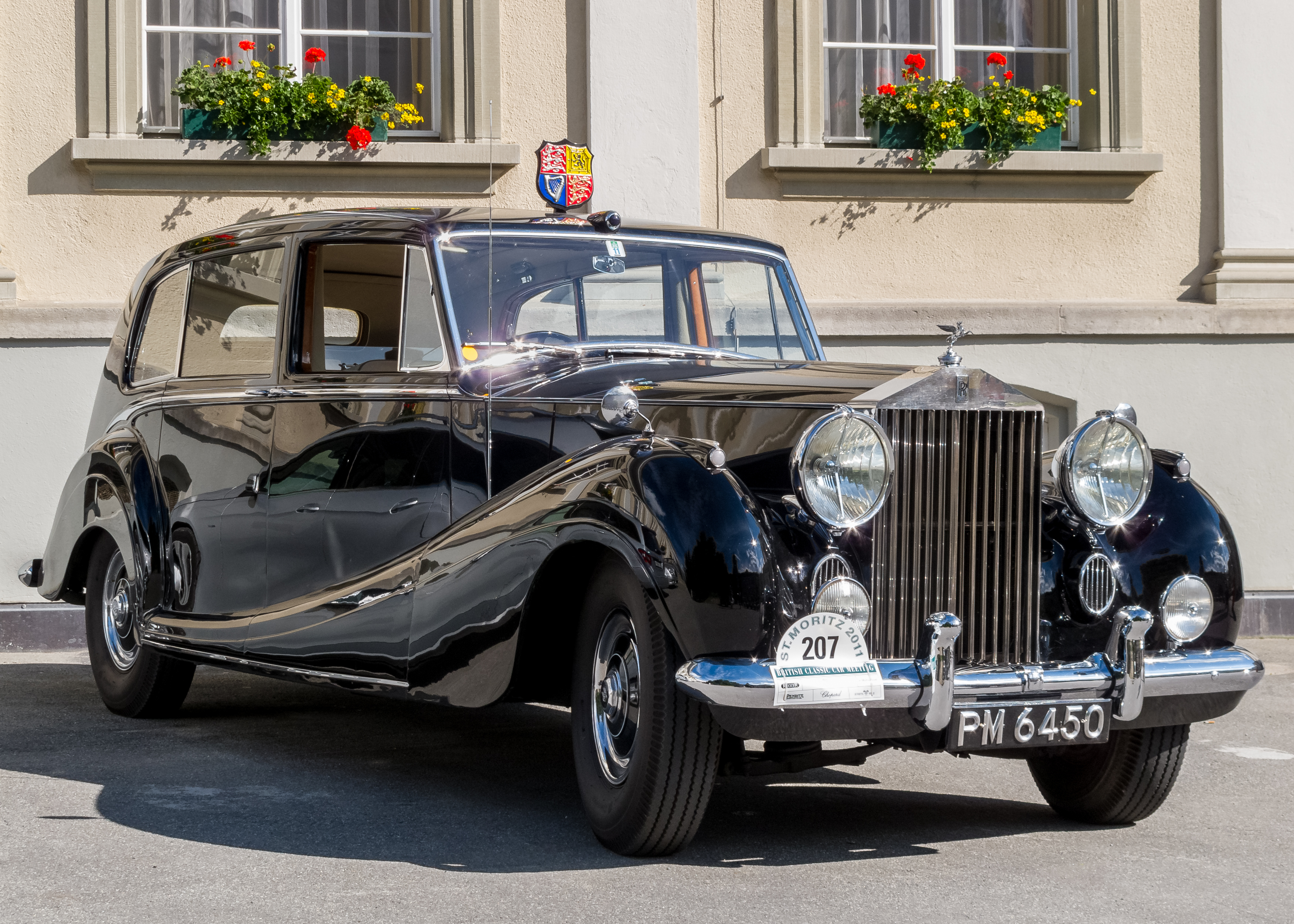
Rolls-Royce Phantom IV (1950–1956)
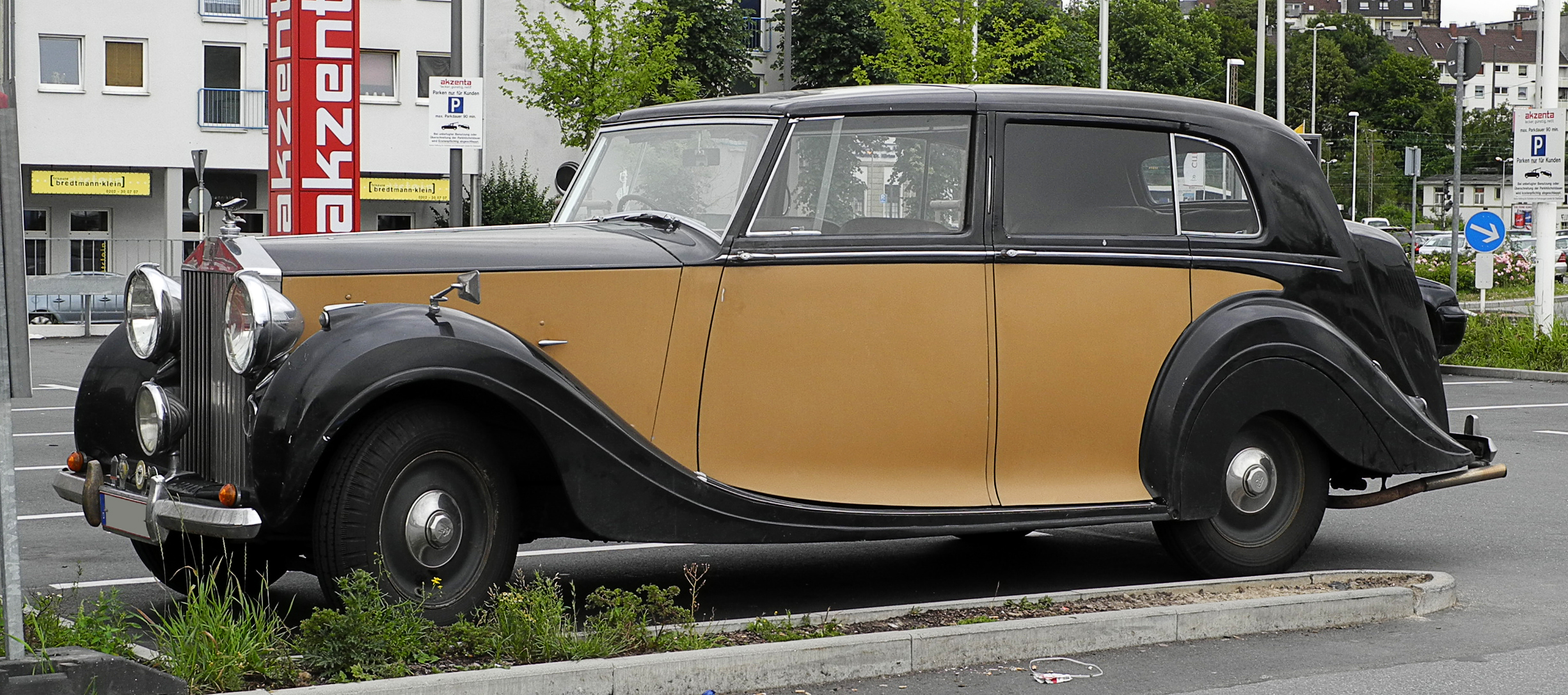
Rolls-Royce Silver Wraith (1946–1959)
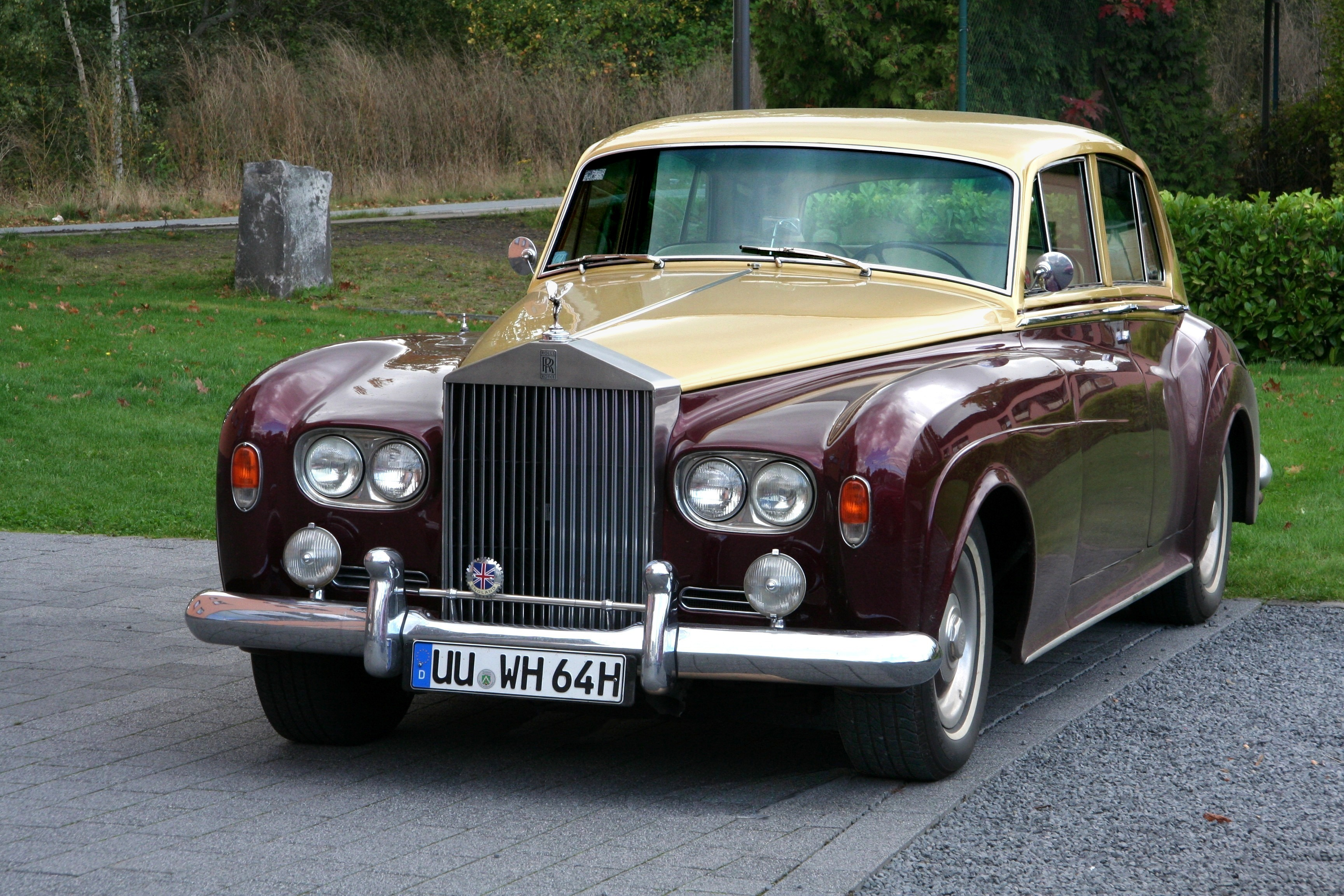
Rolls-Royce Silver Cloud III (1963–1966)
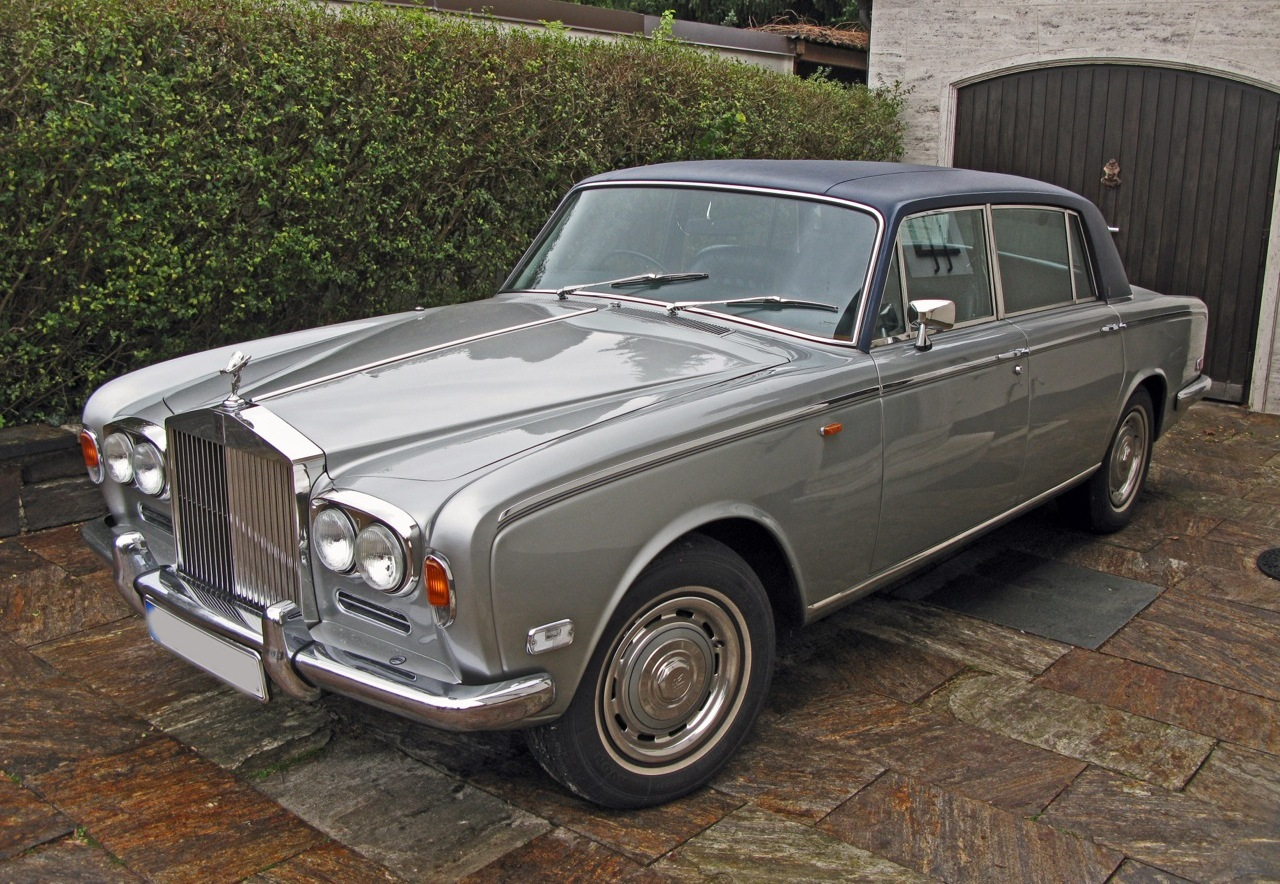
Rolls-Royce Silver Shadow I (1965–1980)
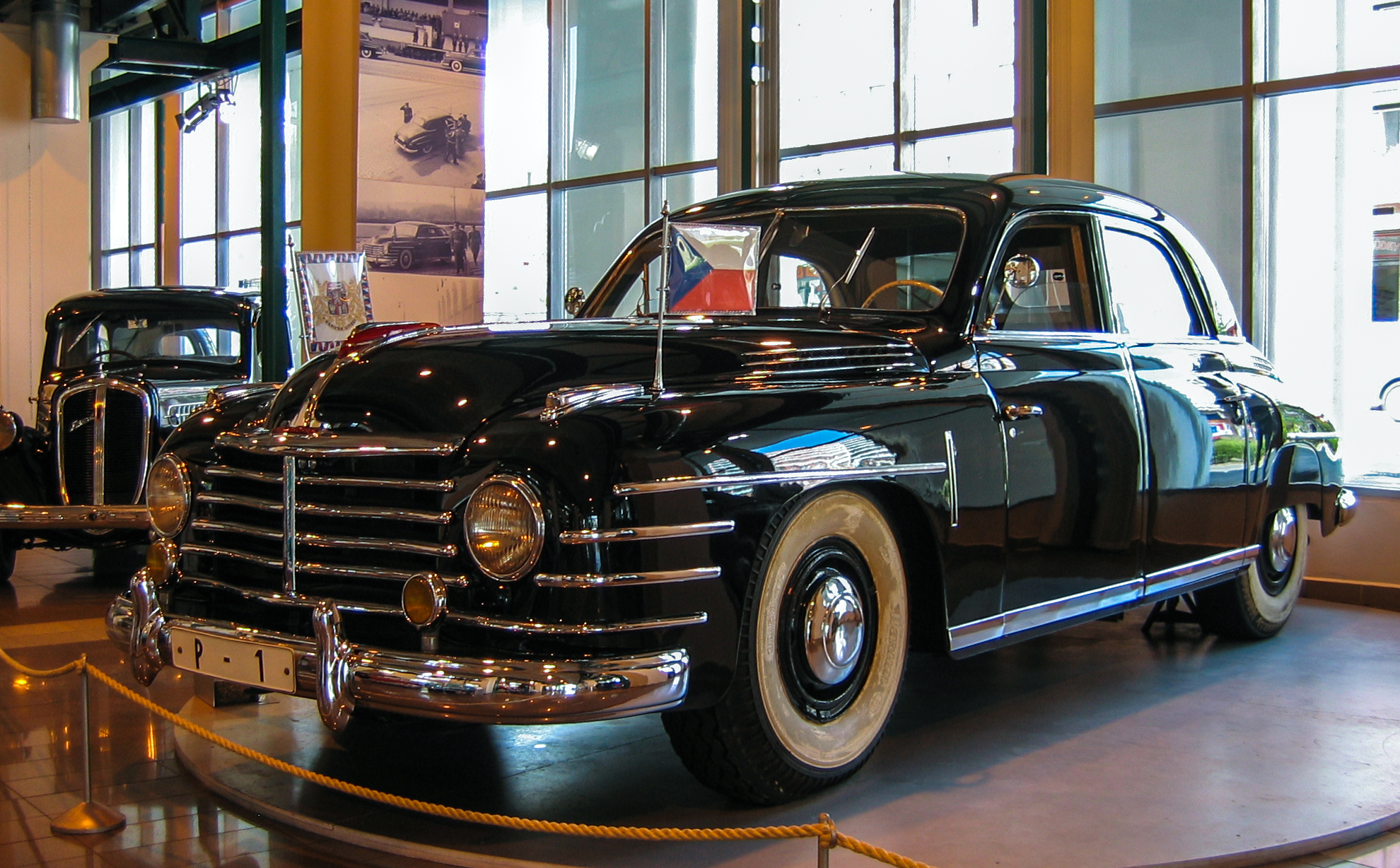
Škoda VOS (1948–1952)
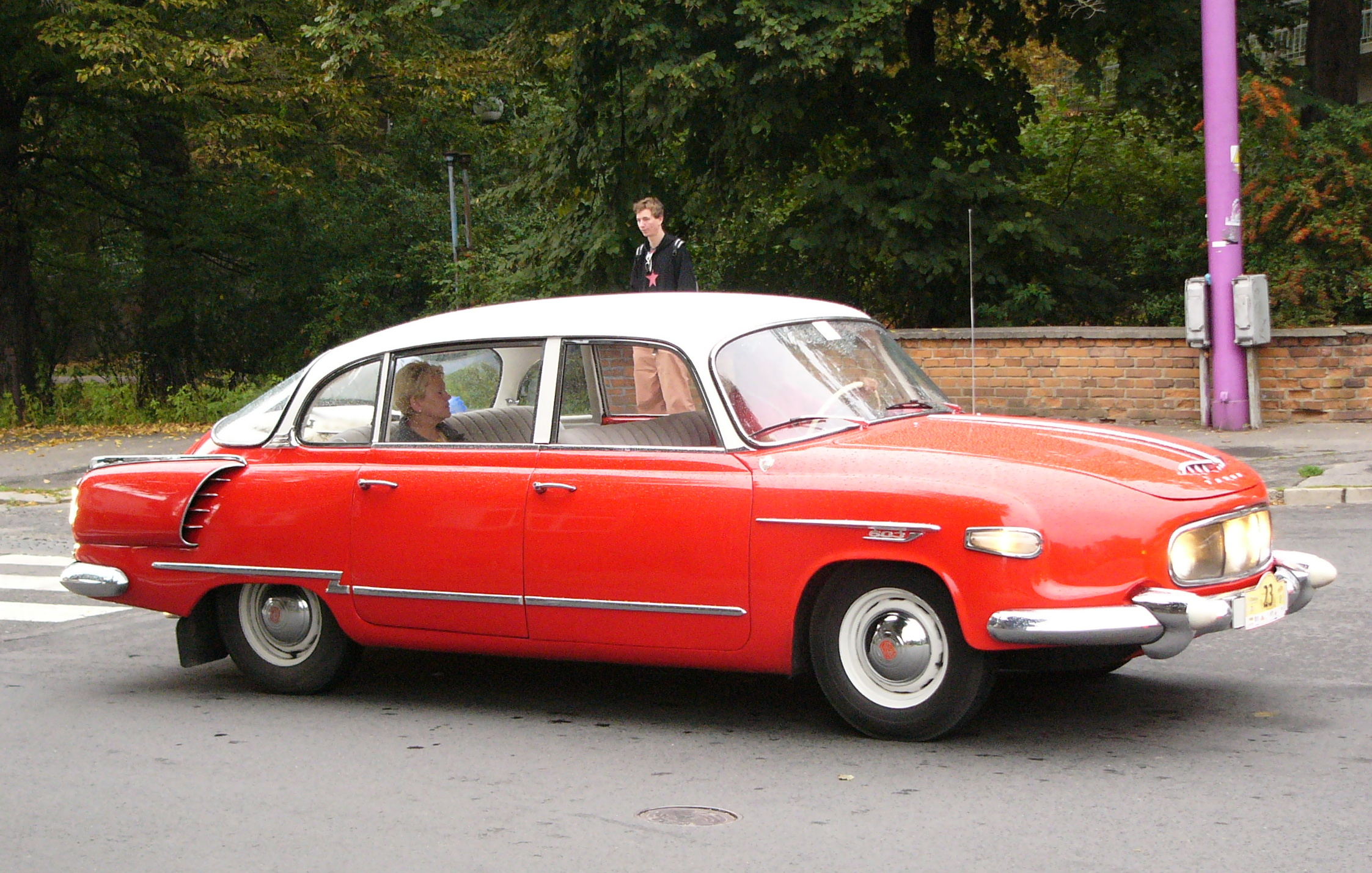
Tatra 603 (1957–1975)

## Neuzulassungen in Deutschland
Für Zahlen zu den jährlichen Neuzulassungen von Personenkraftwagen des Segments Oberklasse in Deutschland nach Statistik des Kraftfahrt-Bundesamtes siehe Liste der Neuzulassungen von Personenkraftwagen in Deutschland nach Segmenten und Modellreihen#Oberklasse.